# Средства индивидуальной защиты

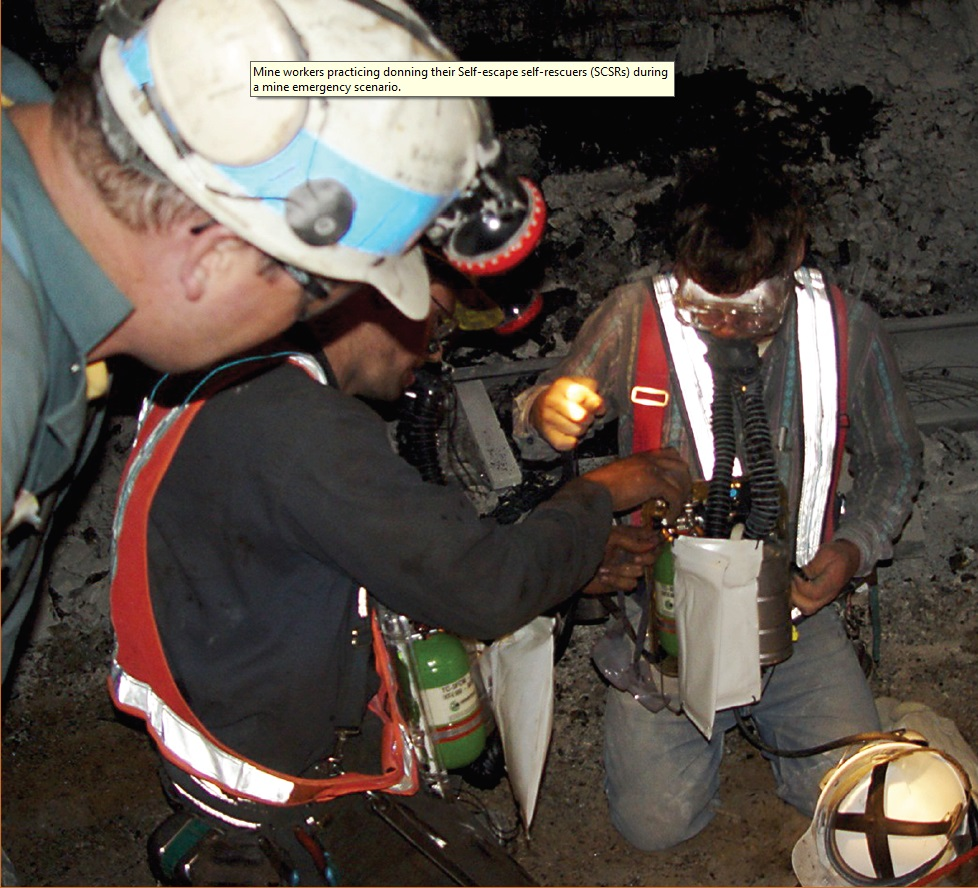
Самоспасатели используются шахтёрами лишь тогда, когда более надёжных средств защиты от опасной атмосферы нет

Сре́дства индивидуа́льной защи́ты (СИЗ) — один из элементов системы профилактических мероприятий, используемый тогда, когда не удаётся снизить воздействие вредных и опасных производственных факторов на работников до допустимых уровней, и для защиты от загрязнений. Применение СИЗ — самый последний и самый ненадежный способ защиты жизни и здоровья. Это средства, носимые работником, и используемые для предотвращения или уменьшения воздействия вредных и опасных производственных факторов, а также для защиты от загрязнения. Из-за сравнительно низкой эффективности (пример) должны применяться лишь тогда, когда защиту рабочих не удалось обеспечить более надёжными способами — безопасной конструкцией оборудования, изменением технологии и организации производственных процессов, архитектурно-планировочными решениями и средствами коллективной защиты.
Эффективность СИЗ зависит от многих факторов, включая правильные выбор и использование. Поэтому в развитых странах разработаны не только минимальные технические требования к качеству самих СИЗ, но и подробные требования к их выбору и организации применения, которые работодатели обязаны выполнять. Использование СИЗ может значительно уменьшить работоспособность человека.
После распада СССР произошло значительное увеличение доли рабочих мест с вредными и опасными условиями труда. В результате использование СИЗ стало не только последним, но и единственным способом защиты жизни и здоровья для миллионов работников в РФ, доминирующей составляющей в области охраны и гигиены труда.
СИЗ также являются товаром, поставляемым на рынок поставщиками и изготовителями, и продаваемым с извлечением прибыли. При государственной поддержке продажи СИЗ в РФ интенсивно растут.

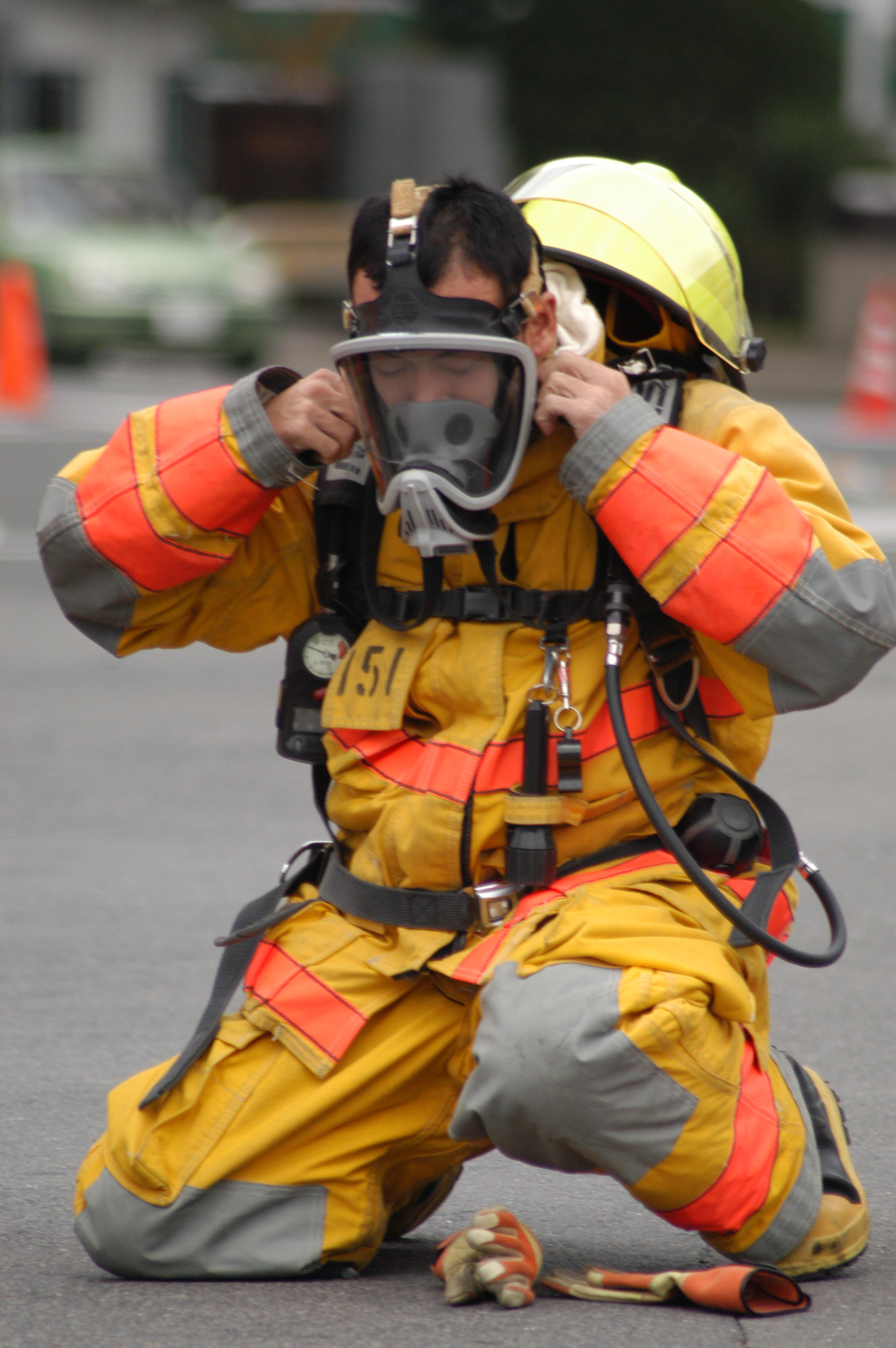
СИЗ пожарной охраны

## Свойства СИЗ
По сравнению со всеми другими средствами защиты, у СИЗ есть важные особенности:
1. Исключительная, уникальная универсальность. Например, для защиты от шума и пыли одни и те же респираторы и наушники могут использоваться и шахтёром, добывающим уголь на глубине более километра, и медицинским работником при лечении его коллег, больных силикотуберкулёзом.
2. Низкая стоимость и простота применения (по сравнению со средствами коллективной защиты). Например, расходы на закупку респираторов Лепесток-200 с высокой декларируемой эффективностью для всех работников цеха могут быть многократно меньше стоимости одной лишь электроэнергии, израсходованной двигателями обеспыливающей вентиляционной системы того же цеха за одну смену[12]. Проектирование, изготовление, установка, пусконаладочные работы, и техническое обслуживание обеспыливающего вентиляционного оборудования требует не только затрат средств, но и достаточно высокой квалификации исполнителей. Закупка и раздача работникам (без их обучения) высокоэффективных респираторов может выполняться кем угодно, и без какой-то подготовки и опыта в отношении индивидуальной защиты органов дыхания (по каталогу поставщика). В РФ, в отличие от развитых стран, специалистов по охране труда обычно не учат выбору и организации применения СИЗ.

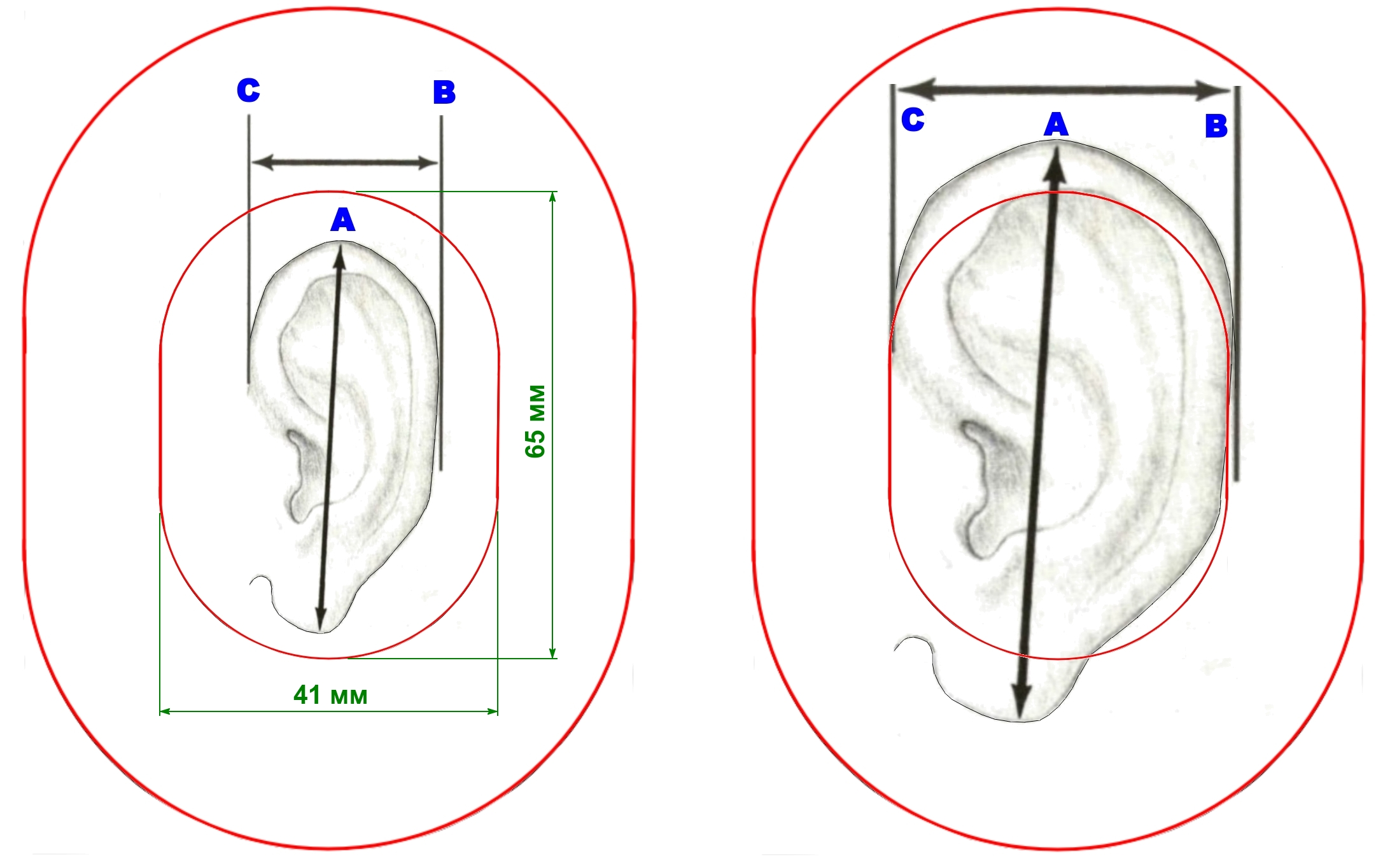
Стандартные чашки наушников 65×41 мм, и уши разных размеров

3. Стандартные чашки наушников 65×41 мм, и уши разных размеров[13] Учёт индивидуальных особенностей рабочих. Спецодежду и спецобувь подбирают по размеру и форме тела. Для многих СИЗ — в отличие от спецодежды — это не очевидно. Начальники и снабженцы по опыту знают про подбор одежды и обуви, но вряд ли они (и рабочие) знают это о СИЗ. Респиратор-полумаска, соответствующая лицу по размеру, может не соответствовать по форме; но и при полном соответствии может неплотно прилегать к «гладкому» лицу, например, из-за отсутствия части зубов (прижимающих изнутри щеку к обтюратору маски), и по другим причинам. В результате между маской и лицом могут образовываться зазоры, через которые в органы дыхания будет поступать загрязнённый окружающий воздух. На выбор СИЗОС, вкладышей, влияют слуховые каналы (Ø 3÷14 мм), у наушников — размер ушей (см. рис.). В развитых странах закон требует проверять маски приборами, у каждого работника, а аналогичные проверки противошумов пока выполняются ответственными работодателями добровольно.

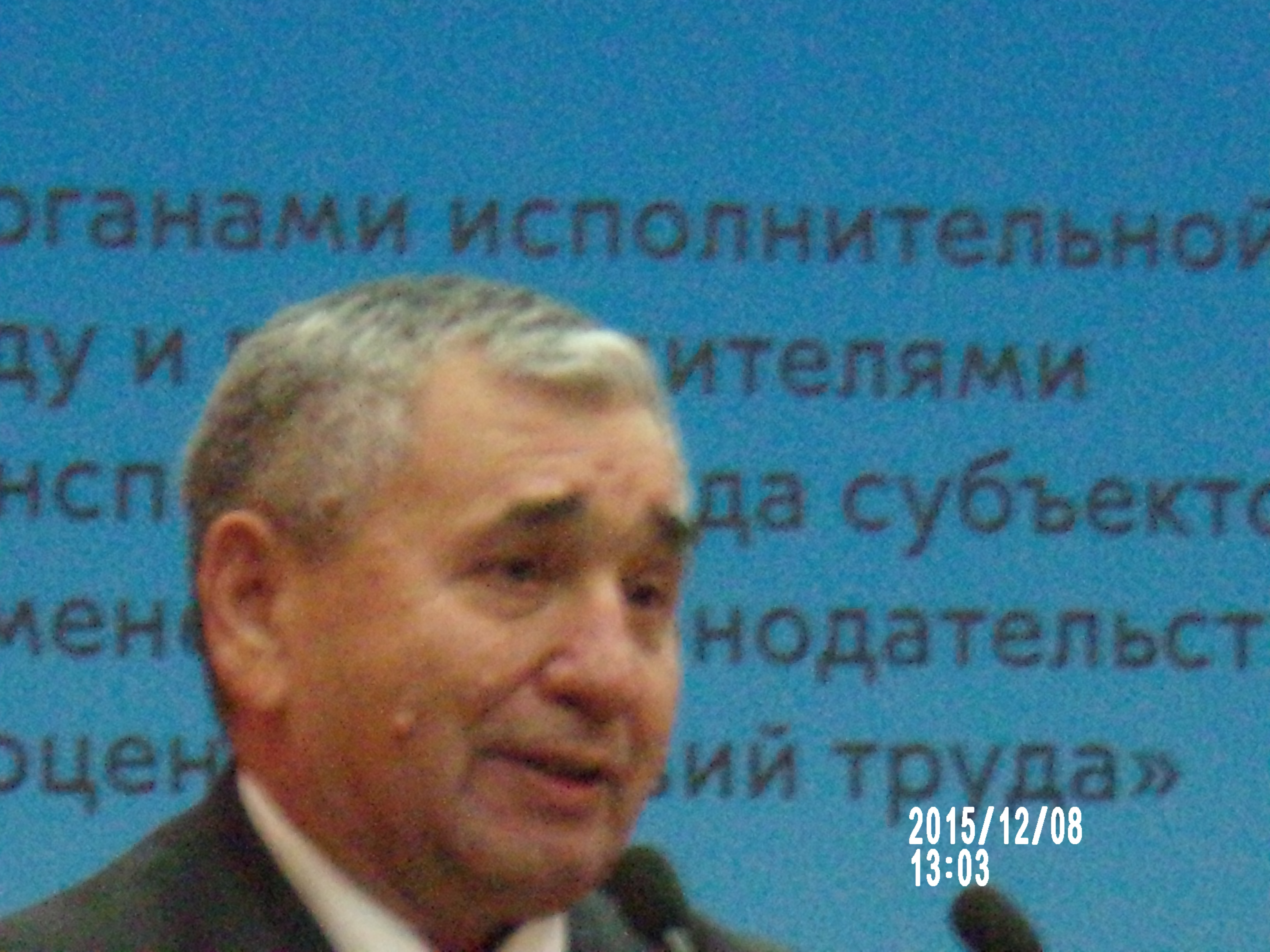
Чиновник Минтруда и одновременно глава АСИЗ.

4. Чиновник Минтруда и одновременно глава АСИЗ[14]. Государственная поддержка. В РФ всё связанное с регулированием, разработкой, выпуском, импортом, сертификацией, продажей и использованием СИЗ находятся под сильным влиянием созданной в 2001 г. при поддержке Минтруда РФ «Ассоциации разработчиков, изготовителей и поставщиков средств индивидуальной защиты». Много лет её возглавлял Ю. Г. Сорокин[14], руководитель Департамента условий и охраны труда (Минтруда), и сначала он руководил АСИЗ и Департаментом одновременно. Потом к нему присоединился начальник отдела политики охраны труда Департамента В. Б. Преображенский.
5. Слишком частое использование. Существуют разные способы защиты от опасных и вредных производственных факторов, но в пост-советский период сформировался сильный «перекос»: в условиях крайне низкой ответственности за сбережение жизни и здоровья рабочих[15][16] (для сравнения см.[17]) работодатели предпочитают использовать дешёвые и простые СИЗ[18]. Например, Фонд социального страхования разрешает работодателям использовать часть страховых отчислений в Фонд для профилактики. Обычно стоимость СИЗ гораздо меньше, чем средств коллективной защиты. В 2021 г. работодатели потратили (из средств ФСС) на закупку СИЗ примерно в 240 раз больше, чем на улучшение условий труда[19].
6. Неопределённость, нестабильность и неизвестность фактической степени защиты рабочих. При использовании средств коллективной защиты можно определить условия труда на рабочем месте, измерить воздействие вредных производственных факторов и оценить степень их опасности. А при использовании некоторых СИЗ невозможно сказать, насколько хорошо или плохо защищён конкретный работник. Например, при проведении трудоёмких и дорогостоящих научных исследований для определения коэффициентов защиты СИЗОД велика погрешность измерений т. н. «средней» концентрации вредных веществ во вдыхаемом воздухе[20]. Но большинство работодателей и эти замеры провести не сможет. При использовании СИЗ органов слуха, вкладышей из пористых сжимаемых материалов, по мнению специалиста Р. Хоуи[21]: «… Следует считать, что работник не защищён (от шума) вообще, пока замеры на рабочем месте не покажут иное»[22]. Большинство разнообразных методов сертификационного тестирования одежды, защищающей от химических веществ, не даёт никакого представления о степени и длительности защиты на практике, в производственных условиях[23]. Использование реакции работника на появление запаха в маске противогаза для замены фильтров — ненадёжно, и потому запрещено во всех развитых странах, но в РФ поставщики СИЗОД никаких других способов потребителям не дают. Неопределённость в отношении того, произойдёт ли десорбция токсичных газов при повторном использовании фильтров побудила ограничивать их использование[24], в РФ наличие проблемы замалчивается. Низкая / высокая температура (интенсивное тепловое излучение), коррозионно-активная атмосфера могут ухудшить защиту и даже разрушить СИЗ[25]. СИЗОД могут вызвать воспламенение во взрывоопасной атмосфере.
7. Негативное влияние на работника и его работоспособность. Применение разных СИЗ, а также более чем одного средства защиты, может привести к воздействию на работника разных неблагоприятных факторов: повышение сопротивления дыханию; уменьшение подвижности; давление на голову; ухудшение газообмена при дыхании; уменьшение поля зрения; ухудшение восприятия акустической информации; перегрев из-за ухудшения теплоотдачи метаболического тепла в окружающую среду и другие[26][27]. СИЗ органов дыхания и слуха могут мешать общению, что снижает производительность труда и увеличивает количество ошибок[28]. В условиях сдельной оплаты труда (и других часто используемых схожих способов стимулирования) это мотивирует рабочих не использовать СИЗ своевременно. В зависимости от температуры окружающего воздуха, применение СИЗ ухудшает работоспособность, для оценки которой могут использоваться разные показатели (мышечная сила, статическая выносливость, способность к динамической работе, способность к тонкой координации движений, биоэлектрическая активность мышц (показатель утомления), потребление кислорода)[29]. На основе изучения негативного влияния СИЗ рекомендовали относить работу, требующую применения респиратора, к более тяжёлой категории[26]. Ухудшение физиологического состояния организма могло приводить к тому, что люди срывали с себя противогаз. Даже лёгкие фильтрующие полумаски (10-15 грамм) задерживают у лица непригодный для дыхания воздух при выдохе, заставляя вдыхать его повторно. Из-за этого концентрация вредного вещества (CO2) может превышать 4 %[30] при максимально разовой ПДК 1,4 % (27 г/м3[31]).
8. Низкая профилактическая эффективность. Опыт показал, что выдача СИЗ — наихудший и самый неэффективный способ сберечь жизнь и предотвратить ухудшение здоровье рабочих по сравнению с любым другим способом. СИЗ должны использоваться лишь когда средства коллективной защиты оказались недостаточно эффективны[32]. В Конвенции 148[33] Международной организации труда, ратифицированной РФ, статьи 9 и 10 прямо и однозначно требуют в первую очередь улучшать условия труда, и использовать СИЗ лишь при невозможности снизить вредное воздействие до допустимого. Из-за неэффективной политики Минтруда доля рабочих мест с вредными и опасными условиями труда за 1996—2014 гг. выросла с 17 до 39,7 % (Росстат[9]), из-за чего, по данным Д. Медведева[34] ежегодно умирает около 190 тыс. человек — хотя продажа СИЗ в 2001—2017 гг. выросла в 7 раз[35].

При использовании СИЗ для защиты от токсичных химических и/или радиоактивных веществ, в газообразном состоянии и/или в виде аэрозолей, и от опасных микроорганизмов, при недостаточном внимании к дегазации, обеспыливанию, дезинфекции, дезактивации, СИЗ могут стать транспортным средством для переноса загрязнений в чистые места, вторичным источником опвсного загрязнения воздуха и помещений.

## Общая информация

### Международная организация труда
По мнению специалистов МОТ эффект от использования СИЗ зависит и от их качества, и от того, насколько правильно они выбираются и применяются на практике.
Поэтому во многих развитых странах разработаны не только минимальные требования к техническим характеристикам СИЗ, которые должны выполняться изготовителями и поставщиками, а выполнение должно проверяться при сертификации, но и требования к работодателю, чётко определяющие его действия при использовании индивидуальной защиты; выполнение таких требований (программ индивидуальной защиты, пример) должно проверяется государственными и профсоюзными инспекторами.
В ведущих развитых странах требования к СИЗ, и к их выбору и использованию, могут разрабатываться (в большей или меньшей степени) на основе результатов научных исследований. В разработке участвуют квалифицированные специалисты. Часть из них тесно связана и/или непосредственно работает в компаниях, торгующих СИЗ, что может приводить к потенциальному конфликту интересов. В других странах, не имеющих возможности проводить исследования, часто берут за основу стандарты США, ЕС и ИСО, иногда другие иностранные стандарты. Если оригинал устарел, не соответствует современному уровню науки, или содержит ошибки — недостатки могут остаться не замеченными.
Для СИЗ органов дыхания, часть которых может использоваться в опасной для жизни атмосфере, и средств защиты от шума, который очень часто достигает опасного уровня, и вызывает необратимую и неизлечимую утрату слуха, требования к техническим свойствам и к выбору и использованию разработаны в наиболее полной степени, и во многих странах.
Также СИЗ могут оказывать вредное воздействие на работника, могут мешать работать и могут сами создавать опасность для жизни и здоровья. Использование СИЗ может создавать ошибочное ощущение безопасности.

### ИСО и Европейский Союз
ИСО провела большую работу по разработке стандартов, охвативших разные стороны индивидуальной защиты от воздушных загрязнений, шума и другие. Многие из них приняты в Европейском Союзе и в РФ.
В ЕС Директива устанавливает общие требования к стандартам, определяющим минимальные требования к техническим характеристикам СИЗ, к методам их испытаний, маркировке и др. Все стандарты, разработанные согласно Директиве, обязательны для выполнения, а работодатели обязаны выдавать работникам только сертифицированные СИЗ.
По требованиям к проверке СИЗ, все они делятся на три категории — простой, сложной и «промежуточной» конструкции. В зависимости от сложности установлена разная степень тщательности их испытаний.

### СССР и РФ
В СССР изготавливалось множество СИЗ. Ассортимент моделей был невелик, иностранные практически не применялись, что приводило к разным последствиям. Например, отсутствие разнообразия моделей противогазных фильтров позволяло экспериментально определить срок службы и указать его в каталоге для всех моделей фильтров, для разных концентраций десятков распространённых газов. Потребитель мог заменять фильтры без использования ненадёжной реакции органов чувств работника на появление вредного газа в маске, во многих случаях. С другой стороны, при несоответствии резиновой полумаски респиратора лицу не по размеру, а по форме — подобрать другую модель было невозможно вообще, так как практически все советские респираторы-полумаски использовали полумаску ПР-7. Качество изделий проверялось на государственных заводах-изготовителях, где были соответствующие подразделения. Отдельных органов по сертификации и отдельных лабораторий не было.
До начала первой попытки вступить во Всемирную торговую организацию, и до принятия закона «О техническом регулировании» в РФ следовали тенденции, сложившейся в СССР, и использовали ранее разработанные стандарты, требования которых были обязательными для выполнения.
Приход на рынок иностранных компаний породил ряд проблем из-за отличий самого характера требований к СИЗ в СССР и в других странах. Например, в СССР был разработан респиратор-полумаска РПГ-67, а значительно позднее к конструкции этой именно модели были разработаны требования. А в развитых странах, для учёта того, что множество производителей изготавливает СИЗ разных моделей одного типа, были требования не к отдельным моделям, а к типу СИЗ, то есть были «требования общего характера». В результате в РФ невозможно было испытать, сертифицировать, и соответственно — легально использовать для защиты работников иностранные СИЗ. Поэтому стали разрабатывать новые ГОСТы, «гармонизированные» с иностранными, с требованиями не к моделям СИЗ, а более общего характера, к определённым типам СИЗ, например — респираторам-полумаскам. При разработке новых ГОСТов учли пожелания потребителей и разработчиков СИЗ. За основу решили почему-то взять стандарты Европейского Союза, а не США или другой страны. Декларировалось, что российские поставщики смогут выйти на европейский рынок, но это не произошло. При разработке новых стандартов, гармонизированных с европейскими, в них вносили изменения и допускали ошибки, что вызывало нарекания.
После принятия закона «О техническом регулировании» все стандарты, и новые, и советские, стали не обязательными для применения. Вместо этого был разработан и принят один документ по всем СИЗ — Технический регламент «О безопасности средств индивидуальной защиты». Множество недостатков документа вызвало шквал критики: в нём собрали требования к всем видам СИЗ, «надёргав» их из соответствующих ГОСТов, а требований к тому, как именно проверять, соответствует ли изделие требованиям — не было вообще. К некоторым СИЗ и требований не было, разработка Регламента велась с нарушением Закона «О техническом регулировании». Из-за огромного объёма документа его заполняли требованиями экономно: например, к СИЗ органа слуха от шума требований ослаблять шум — не было, требований к способности противогазных фильтров очищать воздух не было вообще, и т.п. Уже сам процесс разработки вызывал серьёзные критические замечания, так как, потенциально, авторы могли учитывать коммерческие интересы отдельных поставщиков.
Отчасти отреагировав на критику, спустя примерно 8 лет (2018 г.) Евразийская экономическая комиссия опубликовала список стандартов, выполнение которых (на добровольной основе) обеспечивает выполнение Технического регламента (который уже обязателен для выполнения). Из-за крайне широкого охвата СИЗ в Техническом регламенте, этот список получился очень объёмным — 158 страниц. Для сравнения, в Европейском Союзе сами стандарты по СИЗ являются обязательными для выполнения.
В 2016 г. в РФ работало около 40 аккредитованных органов по сертификации и 50 лабораторий. Но выдача «липовых сертификатов» продолжает оставаться обычным делом.

## Виды СИЗ

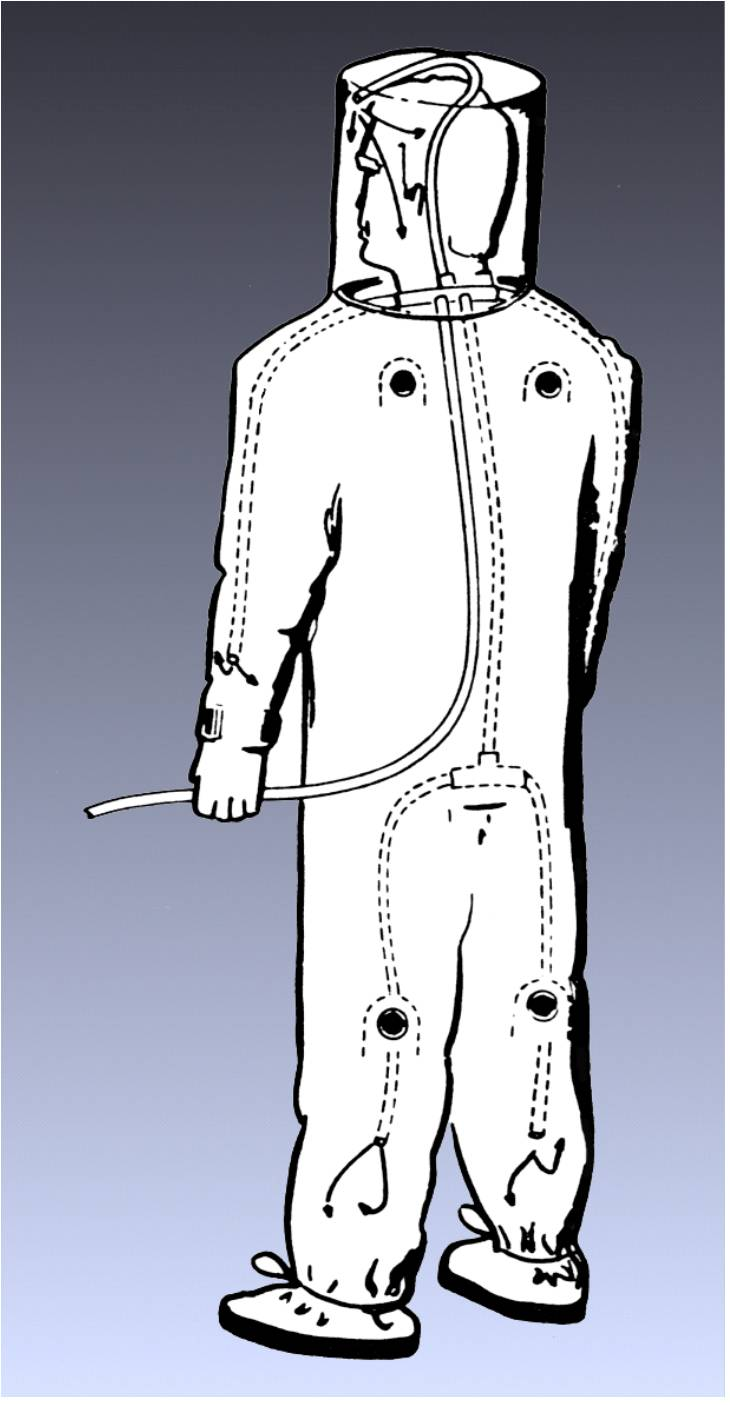
Схема пневмокостюма

Средства индивидуальной защиты в зависимости от назначения:
- костюмы изолирующие (ГОСТ 12.4.064-84, ГОСТ ISO 16602-2019, ГОСТ 12.4.312-207);
- средства защиты органов дыхания (ГОСТ 12.4.034-2017);
- одежда специальная защитная, в том числе фильтрующая (ГОСТ 12.4.103-2020);
- средства защиты ног (ГОСТ 12.4.103-2020);
- средства защиты рук (ГОСТ 12.4.103-2020);
- средства защиты головы (каски, каскетки, подшлемники, головные уборы);
- средства защиты лица (ГОСТ 12.4.023-84, ГОСТ 12.4.253-2013);
- средства защиты глаз (ГОСТ 12.4.253-2013);
- средства защиты органа слуха;
- средства защиты от падения с высоты;
- средства дерматологические защитные (ГОСТ 12.4.301-2018);
- средства защиты комплексные;
- СИЗ опорно-двигательного аппарата;
- индивидуальные экранирующие комплекты.

Появились новые технологии, которые не могли учтены в первой редакции стандарта. Экзоскелеты являются СИЗ опорно-двигательного аппарата, защищая от физических перегрузок и функционального перенапряжения органов и систем. В 2023 г. Радикулопатии пояснично-крестцового и шейного отделов позвоночника заняла 1 место среди зарегистрированных профзаболеваний (вызванных физическими вредными производственными факторами, 46 %). Ниже описаны некоторые виды СИЗ, их изучение, требования к ним, требования к их выбору и использованию, и результаты применения на практике.
Классификация Международной организации по стандартизации предусматривает ещё один вид: «Спасательные жилеты, приспособления и вспомогательные средства для удерживания на воде» (ISC 13.340.70 Lifejackets, buoyancy aids and flotation devices); а экзоскелеты там сейчас попали в медицинские средства для инвалидов.
| Общероссийский классификатор стандартов (ОКС), Международный классификатор стандартов (МКС) | Общероссийский классификатор стандартов (ОКС), Международный классификатор стандартов (МКС) | International Classification for Standards (ICS)                                                                           |
| ------------------------------------------------------------------------------------------- | ------------------------------------------------------------------------------------------- | --- |
| 13.340                                                                                      | Защитные средства                                                                           | (Protective equipment) |
| 13.340.01                                                                                   | Защитные средства в целом                                                                   | (Protective equipment in general)                                                                                          |
| 13.340.10                                                                                   | Защитная одежда                                                                             | (Protective clothing ; Including flameproof clothing)                                                                      |
| 13.340.20                                                                                   | Защитные средства для головы                                                                | (Head protective equipment ; Including helmets, eye-protectors, hearing protectors, ear muffs, teeth protectors and hoods) |
| 13.340.30                                                                                   | Устройства для защиты органов дыхания                                                       | (Respiratory protective devices)                                                                                           |
| 13.340.40                                                                                   | Защитные средства для рук                                                                   | (Hand and arm protection ; Including protective gloves, sleeves and mits)                                                  |
| 13.340.50                                                                                   | Защитные средства для ног                                                                   | (Leg and foot protection ; Including safety boots and shoes)                                                               |
| 13.340.60                                                                                   | Защита от падения и скольжения                                                              | (Protection against falling and slipping ; Including safety ropes, harnesses and fall arrestors)                           |
| 13.340.70                                                                                   | Спасательные жилеты, приспособления и вспомогательные средства для удерживания на воде      | (Lifejackets, buoyancy aids and flotation devices)                                                                         |
| 13.340.99                                                                                   | Защитные средства прочие                                                                    | (Other protective equipment)                                                                                               |
| а также дополнительно                                                                       |                                                                                             | |
| 13.280                                                                                      | Защита от радиационного излучения                                                           | (Radiation protection; Including protection against radio-frequency radiation)                                             |
| 13.100                                                                                      | Безопасность профессиональной деятельности. Промышленная гигиена                            | (Occupational safety. Industrial hygiene)                                                                                  |

### Изолирующие костюмы
Изолирующие костюмы могут использоваться для защиты от радиоактивных воздушных загрязнений, химических веществ, вредных биологических факторов, при повышенной или пониженной температуре воздуха. Могут быть вентилируемые и не вентилируемые. Вентилируемые костюмы могут обеспечиваться воздухом по шлангу (например ЛГ-4); подача воздуха позволяет защищать рабочих от высокой температуры окружающего воздуха. При подаче сжатого воздуха его температура может регулироваться вихревым кондиционером.
Одно из первых упоминаний изолирующих полностью закрытых непроницаемых костюмов, в который принудительно нагнетался воздух по шлангу, относится к периоду начала массового производства отравляющих веществ, обладавших кожно-нарывным действием.

#### Научные исследования
Ожидалось, что уровень защиты таких СИЗ будет высоким, и их широко использовали при пескоструйных работах. Но измерения коэффициентов защиты показывали, что по ряду причин фактическая защищённость рабочих бывает очень низкой. Этот результат объяснял причину развития силикоза у «защищённых» работников. Снижение эффективности могло происходить из-за: недостаточного количества подаваемого воздуха, его плохой очистки, наличия зазоров в «скафандре» (в том числе из-за повреждения летящими абразивными частицами).
Многие исследования показали, что быстрое движение окружающего воздуха нередко приводит к «поддуванию» загрязнений под неплотно прилегающую лицевую часть СИЗОД, а при пескоструйных работах это происходило постоянно. В результате такую работу стали выполнять в закрытых камерах, а оператор находился снаружи, то есть заменили ненадёжные СИЗ эффективными СКЗ.
Позднее пневмокостюмы широко использовались в атомной промышленности, проводилось их изучение. Практически полное отсутствие просачивания неочищенного воздуха через зазоры обеспечило высокий уровень защиты. Испытания пневмокостюмов на предприятиях химической промышленности также подтвердили хорошую защищённость работников. При работе в условиях нагревающего микроклимата подача воздуха улучшала микроклимат внутри СИЗ и увеличивала время непрерывной работы (температура воздуха 40-59°С, окружающих поверхностей 50-76°С, непрерывная работа 30-90 минут).
При удачной конструкции и небольшом избыточном давлении, появление небольших отверстий не приводит к значительному прониканию загрязнений внутрь. Поэтому такие СИЗ используют и для работы с опасными микроорганизмами.
Использование пневмокостюмов, разработанных для атомной промышленности, обеспечило высокий уровень защиты от дихлорметана, способного попадать в организм и через кожу. Однако исследования пневмокостюмов разных конструкций показало, что при их использовании современных (в том числе импортных, включая СИЗ, разработанный для атомной промышленности) попадание загрязнений в органы дыхания и на кожу может оказаться гораздо выше ожидаемого (декларируемого). Авторы объяснили это возможным прониканием загрязнений через отверстия для выхода воздуха наружу, и предложили устранить недостаток с помощью последовательного пропускания выходящего воздуха через два клапана, удалённых друг от друга на 30 см. По данным авторов, только такое изменение позволило повысить надёжность защиты при перемещении работника — когда он отключен от линии подачи воздуха, и внутри СИЗ нет избыточного давления.
| Сравнение защитных свойств разных пневмокостюмов (табл. 4.1 и 4.2) | Сравнение защитных свойств разных пневмокостюмов (табл. 4.1 и 4.2) | Сравнение защитных свойств разных пневмокостюмов (табл. 4.1 и 4.2) | Сравнение защитных свойств разных пневмокостюмов (табл. 4.1 и 4.2) | Сравнение защитных свойств разных пневмокостюмов (табл. 4.1 и 4.2) | Сравнение защитных свойств разных пневмокостюмов (табл. 4.1 и 4.2) | Сравнение защитных свойств разных пневмокостюмов (табл. 4.1 и 4.2) | Сравнение защитных свойств разных пневмокостюмов (табл. 4.1 и 4.2) | Сравнение защитных свойств разных пневмокостюмов (табл. 4.1 и 4.2) | Сравнение защитных свойств разных пневмокостюмов (табл. 4.1 и 4.2) | Сравнение защитных свойств разных пневмокостюмов (табл. 4.1 и 4.2) | Сравнение защитных свойств разных пневмокостюмов (табл. 4.1 и 4.2) | Сравнение защитных свойств разных пневмокостюмов (табл. 4.1 и 4.2) | Сравнение защитных свойств разных пневмокостюмов (табл. 4.1 и 4.2) |
| --- | ------------------------------------------------------------------ | ------------------------------------------------------------------ | ------------------------------------------------------------------ | ------------------------------------------------------------------ | ------------------------------------------------------------------ | ------------------------------------------------------------------ | ------------------------------------------------------------------ | ------------------------------------------------------------------ | ------------------------------------------------------------------ | ------------------------------------------------------------------ | ------------------------------------------------------------------ | ------------------------------------------------------------------ | ------------------------------------------------------------------ |
| Конструктивные особенности, коэффициент защиты | Модель пневмокостюма                                               | Модель пневмокостюма                                               | Модель пневмокостюма                                               | Модель пневмокостюма                                               | Модель пневмокостюма                                               | Модель пневмокостюма                                               | Модель пневмокостюма                                               | Модель пневмокостюма                                               | Модель пневмокостюма                                               | Модель пневмокостюма                                               | Модель пневмокостюма                                               | Модель пневмокостюма                                               | Модель пневмокостюма                                               |
| Конструктивные особенности, коэффициент защиты | ЛГ-4                                                               | ЛГ-5                                                               | (ЛГ-5)                                                             | Английский (Харвелл)                                               | C-4 Япония                                                         | ЛГ-У                                                               | Шведский (Треллеборг)                                              | ПКБ-1                                                              | ПКБ-4                                                              | Антибелок-5                                                        | Антибелок-5У                                                       | Антибелок-6                                                        | Антибелок-7                                                        |
| Клапаны выпуска воздуха; расстояние между ними, см | —                                                                  | —                                                                  | (—)                                                                | —                                                                  | —                                                                  | 1                                                                  | 1                                                                  | 2; 2-3                                                             | 2; 5                                                               | 2; 10                                                              | 2; 15-17                                                           | 2; 30                                                              | 2; 30                                                              |
| КЗ органов дыхания | ~ 100                                                              | ~ 100                                                              | (~ 105)                                                            | ~ 1000-10000                                                       | ~ 10                                                               | ~ 1000-10000                                                       | ~ 10000                                                            | ~ 10000                                                            | ~ 105                                                              | ~ 106                                                              | ~ 107                                                              | загрязнения не обнаружены                                          | загрязнения не обнаружены                                          |
| КЗ кожи | ~ 10                                                               | ~ 10                                                               | (~ 90-200)                                                         | ~ 100                                                              | ~ 1-5                                                              | ~ 1-100                                                            | ~ 100                                                              | ~ 100                                                              | ~ 1000                                                             | ~ 10000                                                            | ~ 105                                                              | ~ 107                                                              | ~ 106                                                              |
| Испытания проводили в аэрозольной камере на испытателях, отбор проб воздуха, загрязнённого малоопасными микроорганизмами, проводился из шлема и из подкостюмного пространства. Температура воздуха в камере 18-23°С, оптимальная подача воздуха в СИЗ 5 л/с. Показатели для (ЛГ-5), для сравнения, добавлены по данным из, см. ниже. Цитата: "Испытания пневмокостюмов ЛГ-5 показали, что их конструкция надёжно защищает тело человека от радиоактивных аэрозолей, за исключением области клапанов, где при резких движениях (выпрямление после приседания) происходит небольшой подсос наружного воздуха в подкостюмное пространство, в результате чего отмечена загрязнённость ног до 2,4·105 β-частиц (с площади 150 см2 в 1 мин). Небольшое усовершенствование пневмокостюмов ЛГ-5 в виде включения в конструкцию лепесткового клапана улучшило его защитную эффективность в 25 раз: загрязнённость ног снизилась до 7×103 β-част. /(150 см2 · 1 мин). |                                                                    |                                                                    |                                                                    |                                                                    |                                                                    |                                                                    |                                                                    |                                                                    |                                                                    |                                                                    |                                                                    |                                                                    |                                                                    |

Из-за того, что шланг ограничивает перемещение рабочего, для химической промышленности разработали автономный вариант. А у пневмокостюма ЛГ-У была предусмотрена возможность дышать через загубник и фильтр окружающим воздухом при отключенном шланге подачи воздуха, при отказах и при переходе с одного места на другое.

#### Требования к СИЗ
В США главный орган по сертификации СИЗ органов дыхания не разработал никаких требований к таким средствам защиты, и не сертифицирует их вообще.
В Европейском Союзе разработаны требования к таким СИЗ и методам их испытаний, в РФ приняты гармонизированные ГОСТы (примеры).

#### Выбор и применение
Из-за специфичных условий использования, и сравнительно небольшого числа случаев применения (наиболее загрязнённые рабочие места на предприятиях атомной и химической отраслей, некоторые ледоколы и т. п.) общегосударственных требований к их выбору и применению в СССР не разрабатывалось. Порядок выбора и использования сложился на основе накопленного опыта, и был отражён в локальных и/или отраслевых документах, примеры.

### СИЗ органов дыхания
Средства индивидуальной защиты органов дыхания — вид СИЗ, предназначенный для обеспечения работника пригодным для дыхания воздухом в загрязнённой атмосфере и/или при недостатке кислорода.

#### Научные исследования

##### Значительное отличие защитных свойств в лабораторных и реальных условиях
Начиная с 1970-х в развитых странах начали проводить исследования для определения коэффициента защиты СИЗ органов дыхания, не только в лабораторных условиях, но и непосредственно на рабочих местах. Обычно одновременно отбирали две пробы воздуха, из маски и снаружи, определяли отношение концентраций воздушных загрязнений во вдыхаемом воздухе и в окружающем, а отношение второй к первой считали коэффициентом защиты. При проведении исследований именно для определения эффективности СИЗОД все работники были обучены, маски индивидуально подобраны, респираторы исправны, при защите от газов фильтры меняли вовремя, во время замера за каждым работников непрерывно наблюдали (если маска снималась или поправлялась — результат измерений не учитывали). Все исследования, проводившиеся компанией 3М, показывали высокий уровень защиты (её продукции). А несколько исследований, проведённых специалистами по профзаболеваниям, выявили настолько плохую защиту рабочих, что области допустимого применения некоторых СИЗОД уменьшили в десятки раз.
Такие исследования проводили и в СССР, начав их гораздо раньше, чем на западе. Но их проводили не систематично, а главное — результаты не использовали для установления границ допустимого применения респираторов, так, чтобы рабочим не выдавали заведомо ненадёжные средства защиты. Многие исследования выявляли недостаточную эффективность СИЗОД даже при своевременном применении (что не всегда возможно).
Поскольку у самых распространённых СИЗОД (фильтрующих, без принудительной подачи воздуха в маску) защитные свойства сильно зависят от способности маски плотно, без зазоров прилегать к лицу, и не сползать во время работы, были изучены разные способы обнаружения зазоров между маской и лицом.

##### Замена противогазных фильтров

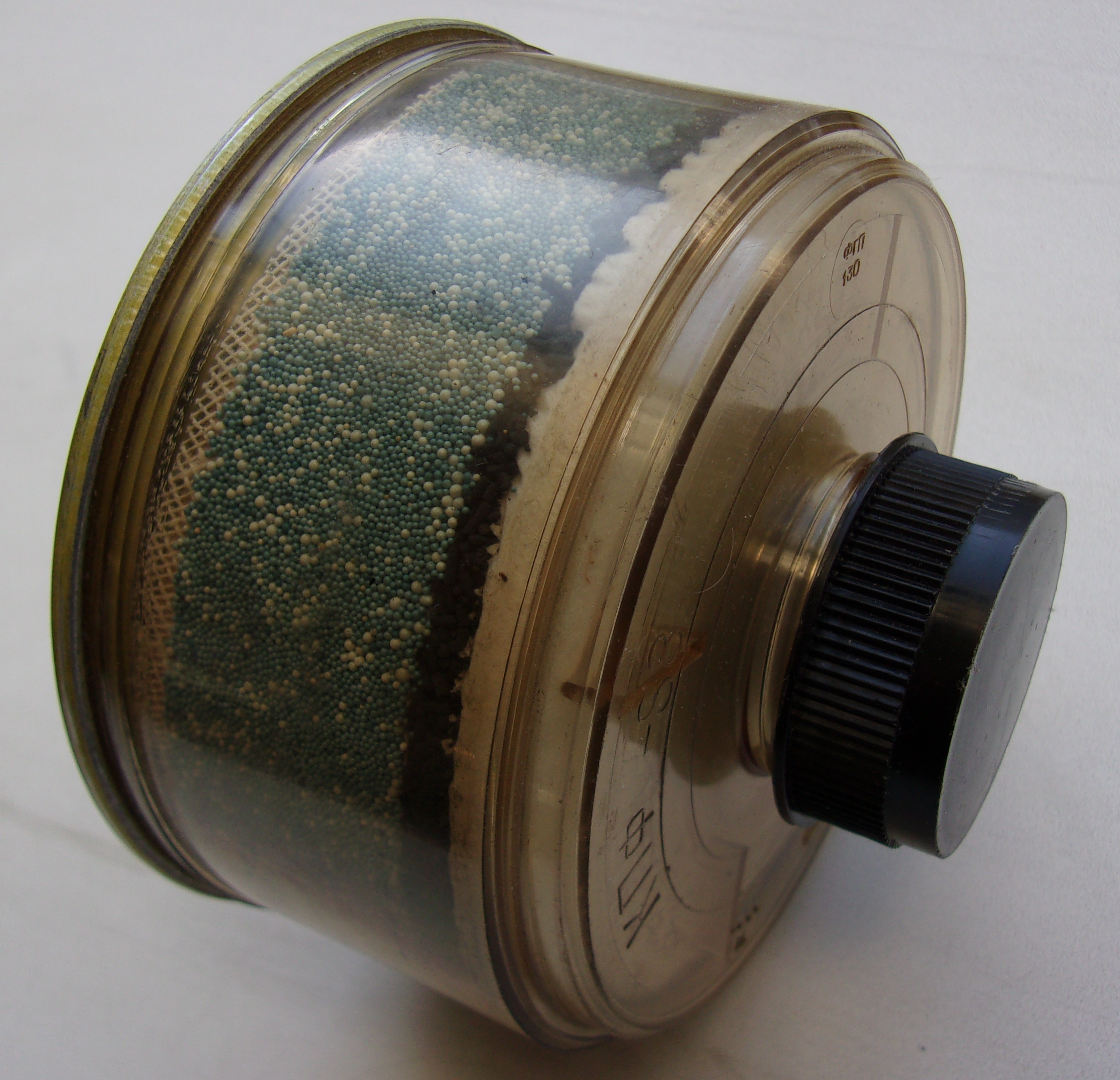
Фильтр, заранее предупреждающий об окончании срока службы. Внизу: сорбент, меняющий цвет при насыщении; вверху: активированный уголь даёт запас времени при насыщении 1 слоя.

В начале 20-го века считалось, что работник может обнаружить момент окончания срока службы фильтра по появлению запаха вредного газа в маске, и сможет поменять фильтр вовремя. Кроме того, никаких других способов замены фильтров в то время не было.
Затем применение этого способа ограничили защитой от газов, у которых есть «хорошие предупреждающие свойства» (запах, раздражение органов дыхания и/или глаз и т. п.). Однако оказалось, что из-за привыкания, отвлечения внимания на выполнение работы, пониженной индивидуальной чувствительности, хотя бы часть рабочих меняет фильтры запоздало, и портит здоровье. Поэтому с 1990-х использование ненадёжной реакции органов чувств запретили полностью.
В результате длительных исследований, и использования результатов испытаний фильтров их производителями, в научном атомном центре США был разработан алгоритм и написана универсальная программа для установки на компьютер, позволяющие вычислять срок службы фильтра с известными свойствами в известных условиях. Алгоритм был использован ведущими производителями СИЗОД для создания собственных программ. При расчёте срока службы в условиях высокой относительной влажности воздуха алгоритм может дать ошибочный результат, недооценивая снижение срока службы из-за полного заполнения пор сорбента водой.

Томография показывает концентрации газов в сорбенте при хранении фильтра

При повторном использовании фильтров работник может отравиться из-за десорбции накопившегося при первом применении токсичного вещества, в развитых странах стараются запретить неоднократное использование (кроме случаев, когда доказано, что это безопасно), см. графики слева.
Из-за сочетания субъективных, а также объективных причин, выпуск устройств, заблаговременно предупреждающих работника о необходимости заменять фильтр, практически прекращён (End of Service Life Indicator, ESLI).

#### Требования к респираторам и сертификация

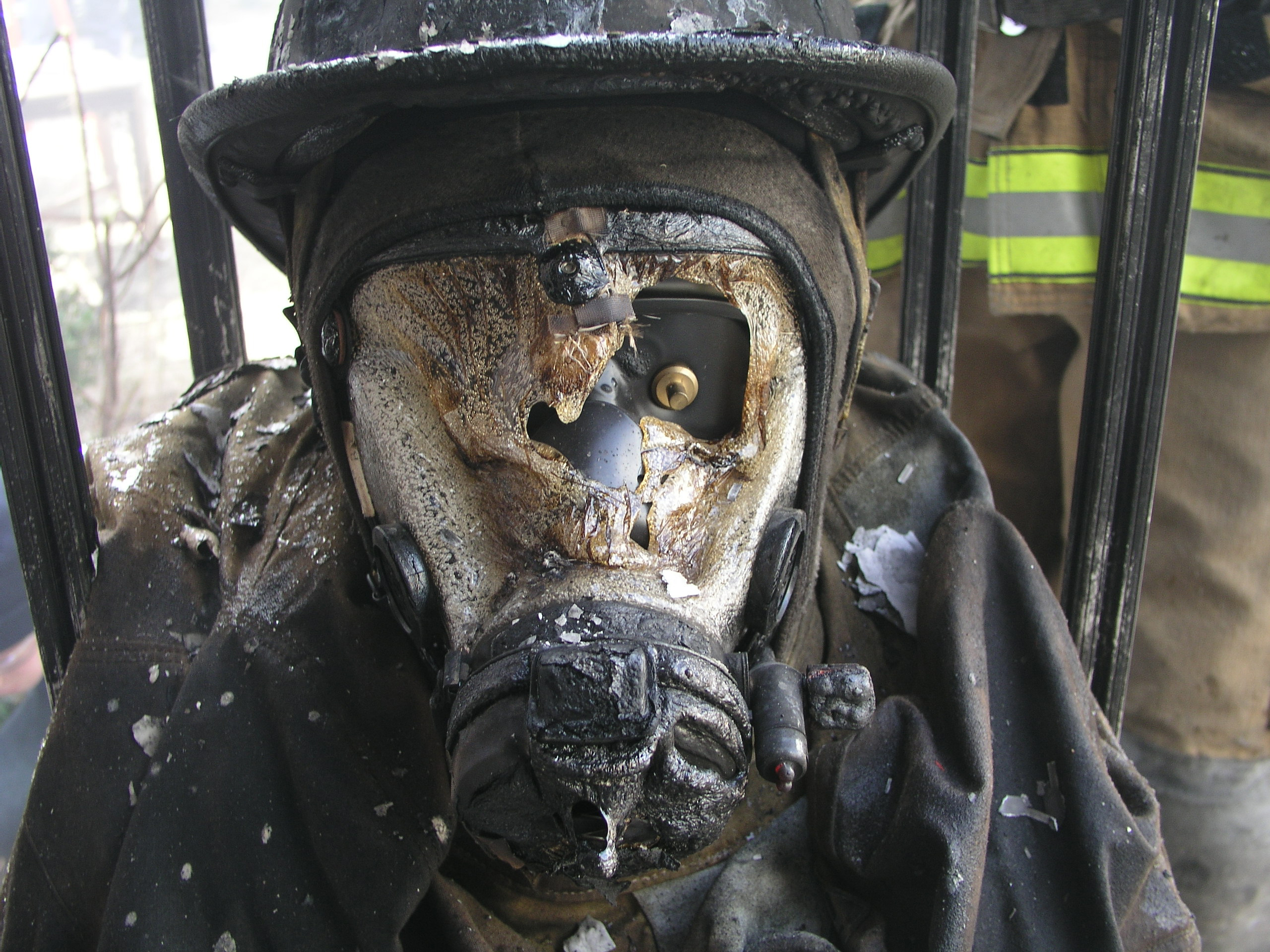
После воздействия открытого огня

Для предотвращения продажи некачественных СИЗ разрабатывают требования к их техническим характеристикам, минимальные, которые должны выполнять изготовители и поставщики. Требования могут включать в себя описание способов испытаний, тестирующего оборудования, обработку результатов измерений и указания по маркировке. Строгое выполнение всех этих требований не гарантирует безопасность работника, так как они не могут исключать ошибки при выборе и использовании СИЗ (рассмотрено ниже).
Проверка соответствия СИЗ минимальным техническим требованиям может проводиться в одной ответственной и компетентной организации (например, в Северной Америке СИЗОД испытывает Национальный институт охраны труда в составе Министерства здравоохранения), или в аккредитованных лабораториях, в разных странах по-разному. Требования к СИЗ обычно разрабатывают с участием компетентных специалистов по СИЗ. Поскольку многие из них тесно связаны и/или непосредственно работают в компаниях, изготавливающих и торгующих СИЗ, то потенциально возможен конфликт интересов.

##### Международная организация по стандартизации (ИСО)
ИСО разработала более 30 стандартов по СИЗОД. Предполагается, что эти документы станут основой для разработки гармонизированных национальных стандартов в разных странах.
Часть стандартов имеет существенные недостатки, и по некоторым положениям не соответствует ни современному уровню науки, ни современным требованиям к СИЗОД в ведущих развитых странах. В отношении противогазных фильтров, ни в одной из стран нет требований к устройствам, которые заранее предупреждают рабочих о необходимости их заменять. End of Service Life Indicators, ESLI должны срабатывать до того, как будет использовано 90 % срока службы — чтобы рабочий успел уйти из загрязнённой атмосферы. У пассивных индикаторов чувствительный элемент должен располагаться так, чтобы рабочий видел его при одетом респираторе. Все индикаторы должны сохранять работоспособность при падении на твёрдый пол с высоты 1,8 м.

##### США

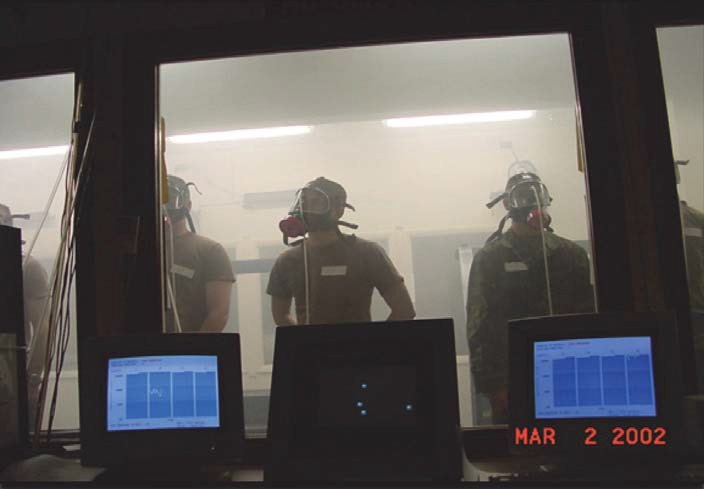
Замер защитных свойств при сертификации (NIOSH)

Сертификация СИЗ органов дыхания проводится с 1920 г. После создания Национального института охраны труда (NIOSH) в 1970-х разработку требований и сертификационные испытания выполняет лаборатория СИЗ Института.
Требования к всем типам СИЗОД установлены в одном документе (в разных разделах требования к разным типам). Для испытаний заявитель обязан представить план контроля качества при производстве СИЗОД, Институт может проверить выполнение плана в любой момент, и при нарушении — аннулировать уже выданный сертификат.
Сертификация шахтёрских изолирующих самоспасателей предусматривает послесертификационные проверки качества: часть купленных потребителями изделий забирается у них (взамен им дают новые, те же модели), и испытывается.
Разработаны требования и проводится сертификация противогазных фильтров с устройствами, заранее предупреждающими работников о необходимости менять фильтр, так как далеко не всегда можно вовремя обнаружить окончание срока службы по появлению запаха в маске и т. п.
Сертификация фильтрующих самоспасателей (для защиты при пожарах) не предусмотрена.

##### Канада
В соответствии с работодатели обязаны использовать только сертифицированные СИЗОД. Учтя наличие рядом квалифицированных специалистов и мощную испытательную лабораторию, стандарт Канады требует от работодателей, чтобы СИЗ испытывались в Институте охраны труда (NIOSH, США), а в Канаде испытания СИЗОД не проводят. Поэтому канадские требования совпадают с американскими.

##### Европейский Союз
Требования к СИЗ, разных конструкций, установлены в множестве отдельных стандартов, которые часто пересматриваются, постепенно увеличиваясь и усложняясь.
У самых распространённых СИЗОС, без принудительной подачи воздуха, при выдохе маска заполняется вредным веществом, углекислым газом, при концентрации на порядок превышающей предельно допустимую среднесменную. Затем СО2 вдыхается снова. В требованиях к свойствам респираторов установлен критерий: средняя концентрация этого газа при вдохе не должна превышать 1 % по объёму, что вдвое выше предельно допустимой. А в методе измерений требуется отрегулировать объём вдоха имитатора дыхания 2 литра, что соответствует очень тяжёлой физической работе, выполнение которой длительное время сейчас нетипично для большинства работ. При аномально большом объёме вдоха СО2 из маски сильно разбавляется, и его концентрация обычно соответствует критерию. Результат: СИЗ успешно сертифицируют, о возможной опасности потребителей не предупреждают, и при длительном применении часть рабочих не выдерживает, и снимает маски — или страдает от головных болей и др. последствий отравления углекислым газом. По сути, недостаток, способный помешать работникам своевременно использовать СИЗОД — замалчивается. В РФ приняты такие же гармонизированные стандарты.

##### Австралия и Новая Зеландия
Для сертификационных испытаний используют один стандарт, где в разных разделах есть требования к СИЗОД разных типов.
Так как было установлено, что СИЗОС с полнолицевой маской с панорамным стеклом, у которых во время вдоха нет избыточного давления в маске, плохо защищают работающих при опасной для жизни загрязнённости воздуха, сертификация таких автономных дыхательных аппаратов прекращена. Для сравнения, в РФ даже нет требований к дыхательным аппаратам с химически связанным кислородом, поддерживающим избыточное давление в маске во время вдоха, и их могут использовать горноспасатели в особо опасной атмосфере.
Стандарт допускает сертификацию противогазных фильтров с очень маленьким количеством сорбента. Они могут защищать от некоторых вредных веществ при их низкой концентрации, при этом совершенно не соответствуя европейским требованиям к противогазным фильтрам: проскок токсичных веществ может происходить почти сразу.

##### Япония
Разработаны стандарты с минимальными требованиями к СИЗОД разных типов (например к фильтрующим: противогазным и противоаэрозольным).

##### Индия
Есть стандарты с требованиями к техническим характеристикам и с методами испытаний СИЗОД и комплектующих (примеры: маски, фильтры). В целом, стандарты разрабатываются на основе иностранных, преимущественно европейских, но не являются точной копией.

##### Китай
Требования к СИЗОД разных типов, их испытаниям и др. сформулированы в разных стандартах (пример: фильтрующие полумаски промышленные, автономные дыхательные аппараты), как в Европейском Союзе. При разработке стандартов широко используются стандарты ЕС и подходы, принятые в США.

##### РФ
Разрабатываются государственные стандарты, гармонизированные со стандартами ЕС. Их добровольное выполнение необходимо для соответствия требованиям Технического Регламента.

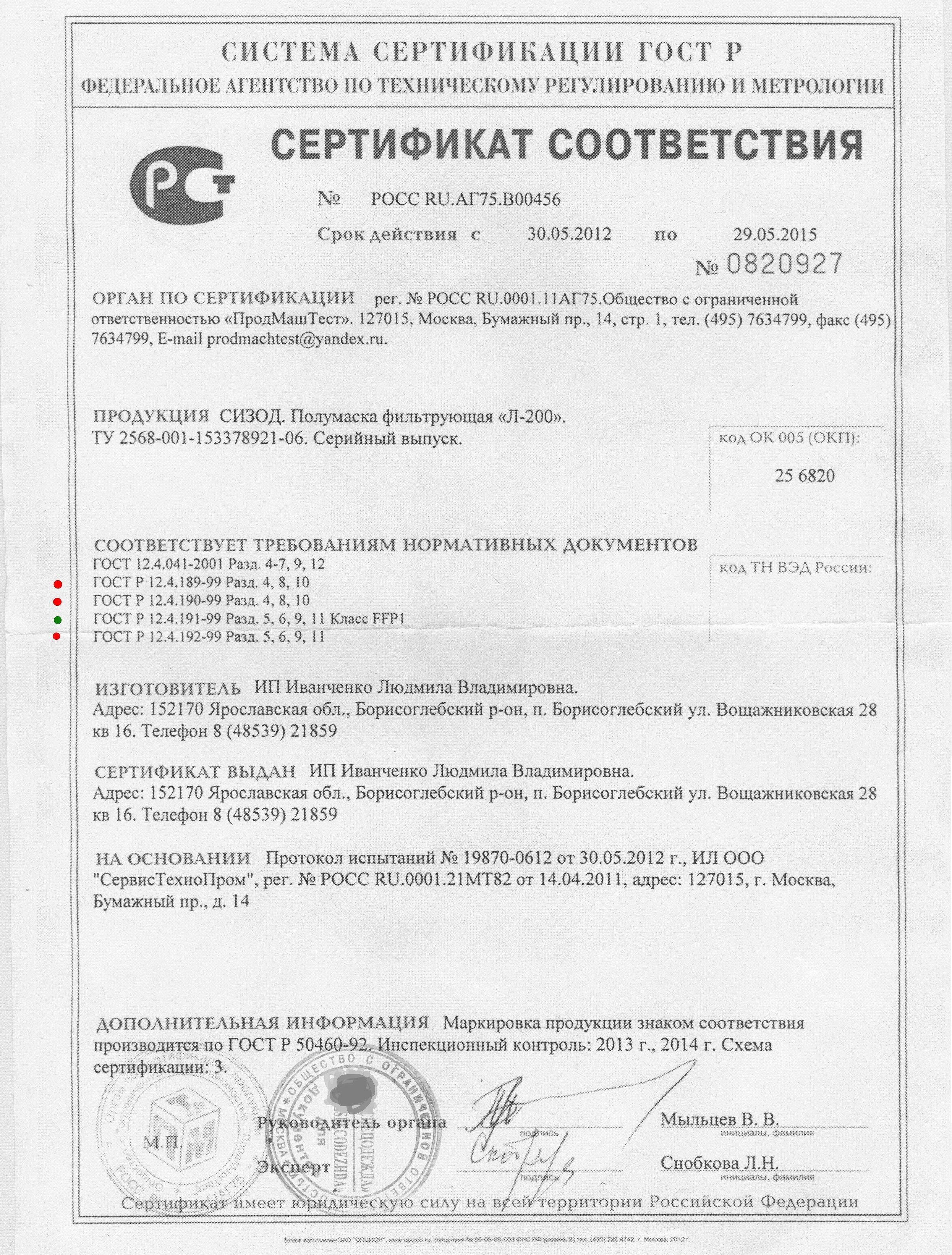
Сертификат абсурдного содержания

Для проверки соответствия изделия испытываются в аккредитованных лабораториях, и затем орган по сертификации выдаёт сертификат. На практике, эта система работает так, что даже содержание сертификатов может быть абсурдным. Например, при испытании фильтрующей полумаски «Лепесток» был выдан сертификат, в котором указали, что изделие одновременно соответствует требованиям к: фильтрующим полумаскам, полнолицевым маскам с панорамным стеклом, эластомерным полумаскам, и полумаскам с несъёмными противогазными фильтрами (показан на иллюстрации справа).
Наличие разных органов, проводящих сертификацию, позволяет, в случае неудачи, обратиться в другой орган — не улучшая изделие. Возможно изготовление небольшой партии повышенного качества для обеспечения успешной сертификации.

#### Выбор и использование
Индивидуальная защита органов дыхания в разных странах рассмотрена в обзоре.
Во многих странах нет достаточно полноценного учёта значительных отличий защитных свойств в лабораторных и реальных условиях, и эффективных требований к проверке соответствия маски лицу и умения работников правильно её надевать.

##### США
Департамент условий и охраны труда разработал требования к выбору и использованию СИЗ органов дыхания. Государственная инспекция проверяет их выполнение, используя инструкцию.
Требования к выбору и использованию респираторов обязывают работодателей:
1. Выбирать тип СИЗОД так, чтобы учесть научно обоснованные ограничения, разработанные при проведении десятков исследований фактической защиты рабочих на заводах.
2. Давать каждому рабочему возможность выбрать подходящую и удобную маску из нескольких, и затем обязательно проверять, насколько плотно, без зазоров она прилегает к лицу, отделяя органы дыхания от окружающей атмосферы.
3. Не допускать замены противогазных фильтров на основе субъективной и ненадёжной реакции органов чувств на появление запаха в маске, раздражения и т. п.

##### Канада
Стандарт содержит требования к выбору и организации использования СИЗОД всех типов. Области применения установлены такие же, как и в США, то есть с учётом отличий защитных свойств в лабораторных условиях и на практике. Этот стандарт — единственный, где есть конкретные указания по выбору типа СИЗОД для защиты от биологических аэрозолей с учётом их опасности.
Замена противогазных фильтров по появлению запаха в маске — запрещена, их меняют по расписанию, или по показаниям индикатора окончания срока службы (ESLI).

##### Европейский Союз
Разработан стандарт с требованиями к выбору и организации применения СИЗОД. Особенности документа по сравнению с требованиями в США и Канаде:
- Области допустимого применения (ожидаемые коэффициенты защиты) для разных стран указаны разные. Отличие настолько велико, и во многих случаях так сильно превышает научно обоснованные американские ограничения, что видно, что во многих странах, где не измеряли защитные свойства респираторов у работников на заводах, не учли отличие лабораторной и реальной эффективности (или учли частично). В результате новые члены ЕС, и страны, использующие стандарты ЕС как образец, принимая свои национальные стандарты, и не ознакомившись с современным уровнем науки в этой области, просто скопировали соответствующие места текста. В результате стандарты Болгарии БДС EN 529 и Украины ДСТУ EN 529 не дают никакой информации читателям — в каких случаях какие типы СИЗОД следует использовать.
- Замена противогазных фильтров по запаху запрещена как «ненадёжная». Должны использоваться или индикаторы срока службы, или замена по расписанию. При этом требований к индикаторам (ESLI) в ЕС (в отличие от США) нет вообще, то есть потребителям предлагается использовать не сертифицированные изделия. У фильтра 3М для защиты от органических соединений есть индикатор, который предупреждает работников, но для разных токсичных газов — при разной концентрации. При оценке его работы и российских предельно допустимых концентрациях получилось, что при защите от уайт-спирита он сработает при концентрации 1/60 от среднесменной ПДК, а при защите от изопропилового спирта — при превышении максимально разовой ПДК в 32 раза[97].

##### Япония
Разработан и регулярно пересматривается национальный стандарт, устанавливающий требования к работодателю, регулирующие выбор и организацию использования СИЗ органов дыхания всех типов. Области допустимого применения (2006 г.) очень схожи с научно обоснованными ограничениями в США. Последнее издание разработано с учётом стандартов ISO/TS 16975-1 и −3.
Для замены противогазных фильтров работодатель обязан определить срок службы, обратившись к изготовителю.
Также для выбора противопылевых респираторов выпущено предписание.

##### Индия
Для правильного выбора и применения СИЗОД в Индии разработан стандарт. При разработке за основу взяли стандарты США, Великобритании и Австралии (ANSI Z 88-2-1969, BS 4275:1968, AS CZ 11-1968). Авторы указали, что для оценки защитных свойств СИЗОД разных типов следует использовать результаты измерений на рабочих местах, у работников. Но в Индии такие дорогостоящие и трудоёмкие замеры не проводились, а результаты западных исследований не были полноценно использованы разработчиками стандарта — они ориентировались, в первую очередь, на западные стандарты 1960-х годов. А замеры коэффициентов защиты СИЗОД разных типов начались в 1970-х, и не учитывались в документах, взятых за основу при разработке стандарта Индии.
В результате стандарт, фактически, не различает значительное (на порядки) отличие защитных свойств СИЗОД в лабораториях при сертификации и на предприятиях, и допускает применение разных видов СИЗОД при слишком большой загрязнённости воздуха, когда они не могут надёжно защищать работников.

##### Китай
Для выбора и правильного использования СИЗ органов дыхания разработан национальный стандарт. При разработке использованы результаты научных исследований и аналогичные требования в США, Великобритании и Австралии, в результате получились схожие ограничения областей допустимого применения СИЗОД разных типов. Но требования не являются юридически обязательными, а могут выполняться работодателями на добровольной основе. При защите от токсичных газов рекомендуется использовать фильтры с индикаторами окончания срока службы, или изолирующие СИЗОД — если у газов «плохие предупреждающие свойства» (запах, раздражение и т. п.). В разработке проекта документа участвовала компания 3М.

##### РФ
Конкретные требования к выбору и организации использования СИЗ органов дыхания, юридически обязательные для выполнения работодателем — отсутствуют. Для выбора СИЗОД работодатель должен использовать результаты специальной оценки условий труда, и данные о защитных свойствах СИЗОД — предоставляемые изготовителем. Поскольку те стабильно завышают эффективность, порой на порядки, часть работников получает средства защиты, совершенно не соответствующие условиям труда.

#### Обучение
Опубликовано много учебных пособий на разных языках, список и ссылки на них даны в свёрнутой таблице. Учебные пособия Национального института охраны труда (NIOSH) доступны в переводе на русский язык. В них области допустимого применения СИЗОД разных типов ограничена с учётом современного уровня науки, то есть учтено значительное отличие защитных свойств на предприятиях и в лабораториях при сертификации. Также есть перевод учебника по замене противогазных фильтров Департамента условий и охраны труда.
Для защиты органов дыхания чаще всего используют простые и дешёвые фильтрующие СИЗОД без принудительной подачи воздуха в лицевую часть. В английском учебнике, в отличие от многих других, на основании большого накопленного опыта, работодателям и специалистам по охране труда рекомендуется организовать использование этих средств защиты так, чтобы работник не применял их без перерыва более 1 часа. Это связано с тем, что если требовать от обычных работников регулярно использовать такие СИЗОД более часа, то «это будет трудно добиться на практике». Точная причина не указана, при необходимости длительной носки СИЗОД советуют применять модели с принудительной подачей воздуха в лицевую часть. Возможно, отчасти это объясняется тем, что без подачи воздуха в лицевую часть она заполняется углекислым газом при выдохе, при концентрации, на порядок больше чем среднесменная предельно допустимая — и затем непригодный для дыхания воздух вдыхается повторно. По крайней мере часть работников не сможет переносить вдыхание вредного вещества (углекислого газа) долго, и добиться своевременного использования СИЗОД всеми работниками не удастся. При принудительной подаче воздуха углекислый газ удаляется из лицевой части, и вдыхаемый воздух пригоден для дыхания.

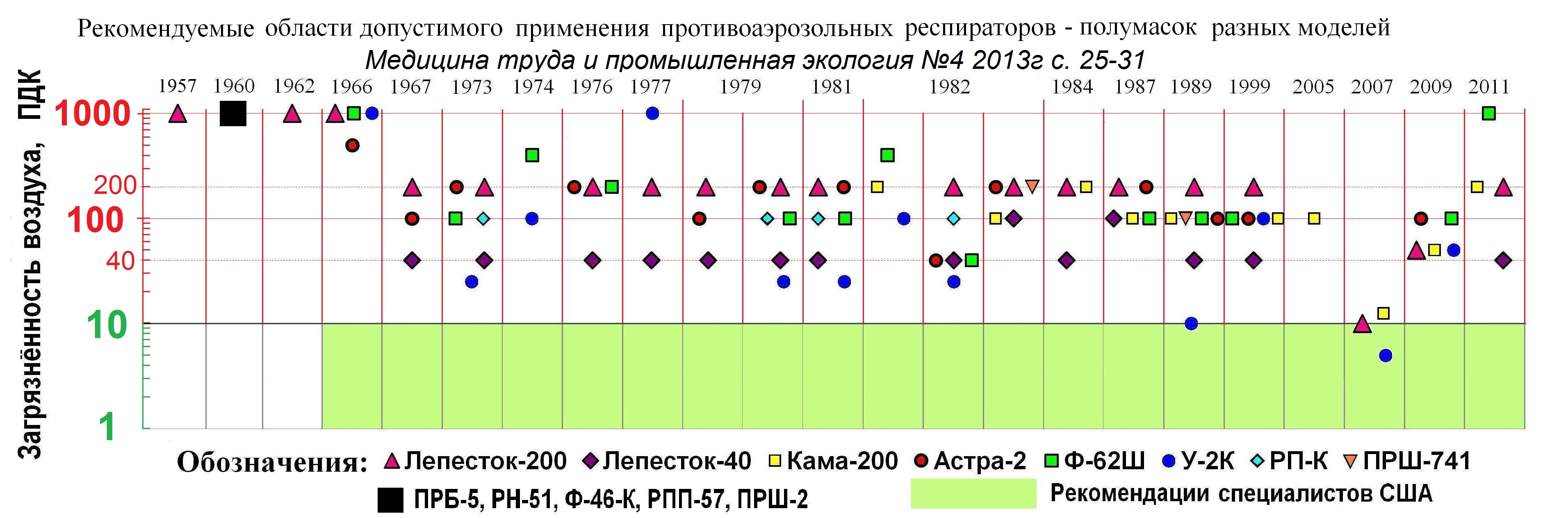
Максимальная загрязнённость воздуха, при которой можно использовать полумаски (OY). Маркеры — рекомендации советских и российских авторов разных лет.

В СССР и РФ опубликовано много книг по СИЗОД. Но большинстве из них значительно завышается способность полумасок и полнолицевых масок, лицевых частей самых распространённых СИЗОД, отделять органы дыхания от окружающей загрязнённой атмосферы. Соответственно, выполнение рекомендаций авторов (например — использовать респираторы-полумаски при большом превышении предельно допустимой концентрации) приведёт к тому, что хотя бы часть рабочих получит заведомо недостаточно эффективные СИЗ, и не будет защищена при своевременном и правильном их использовании. На диаграмме показано как соотносятся эти рекомендации по полумаскам с научно обоснованными ограничениями, действующими и в США, и в большинстве развитых стран.
Участие Ассоциации СИЗ в разработке документов, влияющих на выбор, применение (и закупку) СИЗ, выразилось (в том числе) подписанием соглашения с Всероссийским НИИ сертификации в 2015 г. Документ предусматривает совместное участие в работе Технического комитета ТК-320, которые разрабатывает ГОСТы РФ по СИЗ.
Позднее корпорация АО «Корпорация Росхимзащита» разработала ГОСТ, который (должен был) регулировать выбор и применение СИЗОД в РФ. Как декларировалось, документ разрабатывался на основе стандарта ЕС того же назначения. Через год был принят идентичный стандарт. Но по всем ключевым моментам, определяющим эффективность защиты работников, этот документ не соответствовал стандарту ЕС, а в некоторых случаях имел прямо противоположное содержание.

В то же время обе версии ГОСТа «Росхимзащиты» — при их добровольном выполнении работодателем — нисколько не нарушали уже сложившуюся в РФ (к моменту разработки) практику выбора и применения СИЗОД. По мнению компетентного специалиста с большим опытом работы, из-за значительного числа недостатков и отличий от оригинала, можно сказать, что : 
… гармонизация рассмотренного документа по отношению к стандарту ЕС (и аналогичного [8] в США) — не состоялась. 
.
Ассоциация СИЗ опубликовала рекомендации по выбору и применению СИЗОД. В документе предлагается заменять противогазные фильтры по появлению запаха в маске, завышается эффективность полумасок.
В целом, использование российских рекомендаций и даже ГОСТов может создать повышенную опасность отравлений и развития хронических профессиональных заболеваний и при своевременном использовании высококачественных, исправных и сертифицированных СИЗОД. Значительное отличие рекомендаций, публикующихся на русском языке не первое десятилетие, от современного уровня науки, не позволяет объяснять негативные последствия применения СИЗОД в загрязнённой атмосфере исключительно «контрафактом» и недисциплинированностью самих работников. Для снижения риска покупки ответственными потребителями контрафакта есть много средств, но при упаковке СИЗОД и противогазных фильтров российскими производителями они не используются. Плохо обученные специалисты по охране труда не информируются поставщиками о том, что во многих случаях использования самых распространённых СИЗОД (фильтрующих, без принудительной подачи воздуха) концентрация углекислого газа во вдыхаемом воздухе обычно превышает среднесменную предельно допустимую, и может иногда превышать максимально разовую (среднюю за полчаса). Соответственно, работа сотрудников организуется так, что часть из них не выдерживает дыхания непригодным для этого воздухом. За десятилетия, выдача работникам средств защиты заведомо недостаточной эффективности стала, по сути, традицией. Часть работников, экспериментально убедившаяся в недостаточной степени защиты, перестаёт её использовать своевременно.
Особо следует отметить книгу, более трети которой посвящено тому, как определить срок службы противогазных фильтров без использования субъективной реакции органов чувств. Несмотря на ряд недостатков, именно в части замены фильтров подход к проблеме уникален, и разительно отличается от подавляющего большинства публикаций на русском языке.
Описанные выше недостатки показывают, что в настоящее время в РФ имеется пока не используемая возможность значительного улучшения защиты работающих в загрязнённой атмосфере.

#### Эффективность
В США провели широкомасштабный опрос (более 30,2 тыс. компаний) о использовании респираторов. Результаты показали, что во многих компаниях нарушают требования к выбору и организации использования СИЗОД, так, что это создаёт опасность для работников. Чаще всего нарушения допускались в маленьких компаниях, из-за отсутствия компетентных специалистов и недостатка ресурсов.
Английские специалисты проверили то, как выбирают и используют СИЗОД на разных предприятиях. Суммарно, два исследования охватили результаты проверок на 51 предприятии. На многих выявлены недостаточная компетентность и ошибки, плохое обучение работников и т. п. Но из-за небольшого числа предприятий сложно сказать, насколько эти результаты типичны.
Условия выбор и использования СИЗОД в РФ отличаются от западных: нет конкретных и подробных требований законодательства, и контроля за их выполнением, специалистов по охране труда не обучают — как организовать индивидуальную защиту, и потому работников учить просто некому. Для оценки влияния выдачи СИЗ органов дыхания на сбережение здоровья работников был проведён поиск информации в научных публикациях. Но найти работы, где бы сравнивалась заболеваемость в одинаковых условиях, до и после начала использования СИЗОД не удалось. Обзор сотен статей из более 30 журналов и более 360 сборников научных работ (максимальный охват по времени с 1936 по 2016 гг.) показал, что предотвратить профзаболевания с помощью СИЗОД удавалось исключительно редко. Также выяснилось, что для обоснования высокой профилактической ценности СИЗОД в ряде публикаций использовались некорректные способы (искажение первоисточников информации при цитировании и т. п.); или ссылались на эти публикации.
Материалы, собранные при подготовке обзора, и позднее позволяют сделать выводы:
- Высококачественные, исправные дыхательные аппараты, с избыточным давлением в маске при вдохе (исключающем попадание загрязнений через зазоры в месте касания маски и лица), используемые, обученными, тренированными специалистами, и применяемые не повседневно — сильно снижают риск острых отравлений, а порой и полностью устраняют его.
- Фильтрующие СИЗОД, часто неправильно выбираемые, и повседневно применяемые, при сравнительно небольшой загрязнённости воздуха, могут заметно снизить профзаболеваемость исключительно редко. В части публикаций, декларировавших обратное, использовали некорректные методы: искажали содержание источников информации, при наличии разной информации выбирали «удобную», игнорируя другую и т. п.[122].
- Редко используемые не всегда хорошо обученными рабочими самоспасатели, и при высоком качестве могут оказаться бесполезны. Условия труда, и большая масса, могут мешать держать рядом постоянно. При аварии их может быть трудно найти; в условиях стресса люди могут допустить опасные ошибки при их надевании и включении.

СИЗОД нельзя считать альтернативой средствам коллективной защиты.

### СИЗ органа слуха

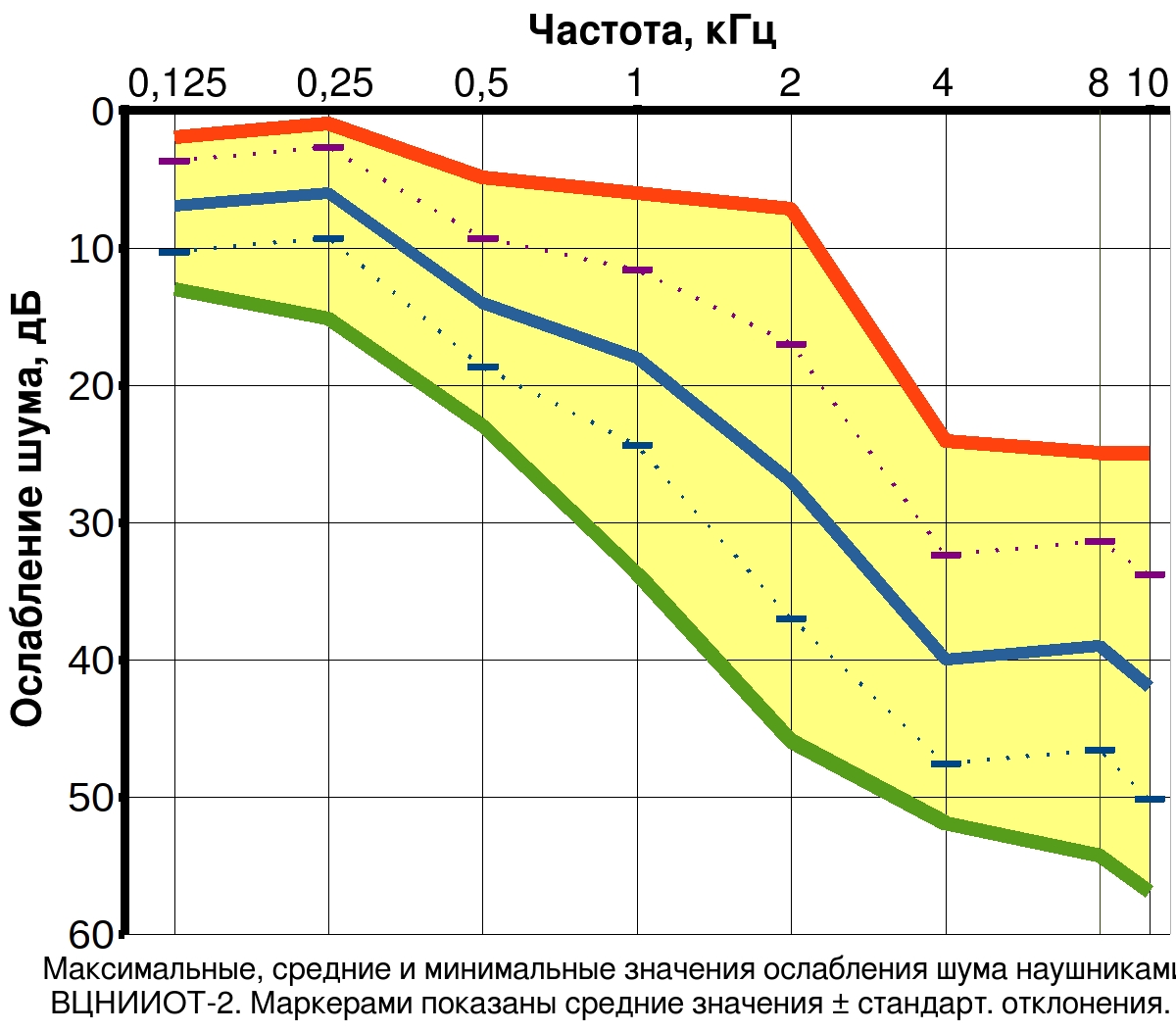
Нестабильность ослабления звуков противошумами. Низкочастотные звуки ослабляются гораздо хуже высокочастотных. Ослабление звуков у разных людей при использовании одной модели не одинаково, пример: минимальное, среднее и максимальное значения у 8 испытателей

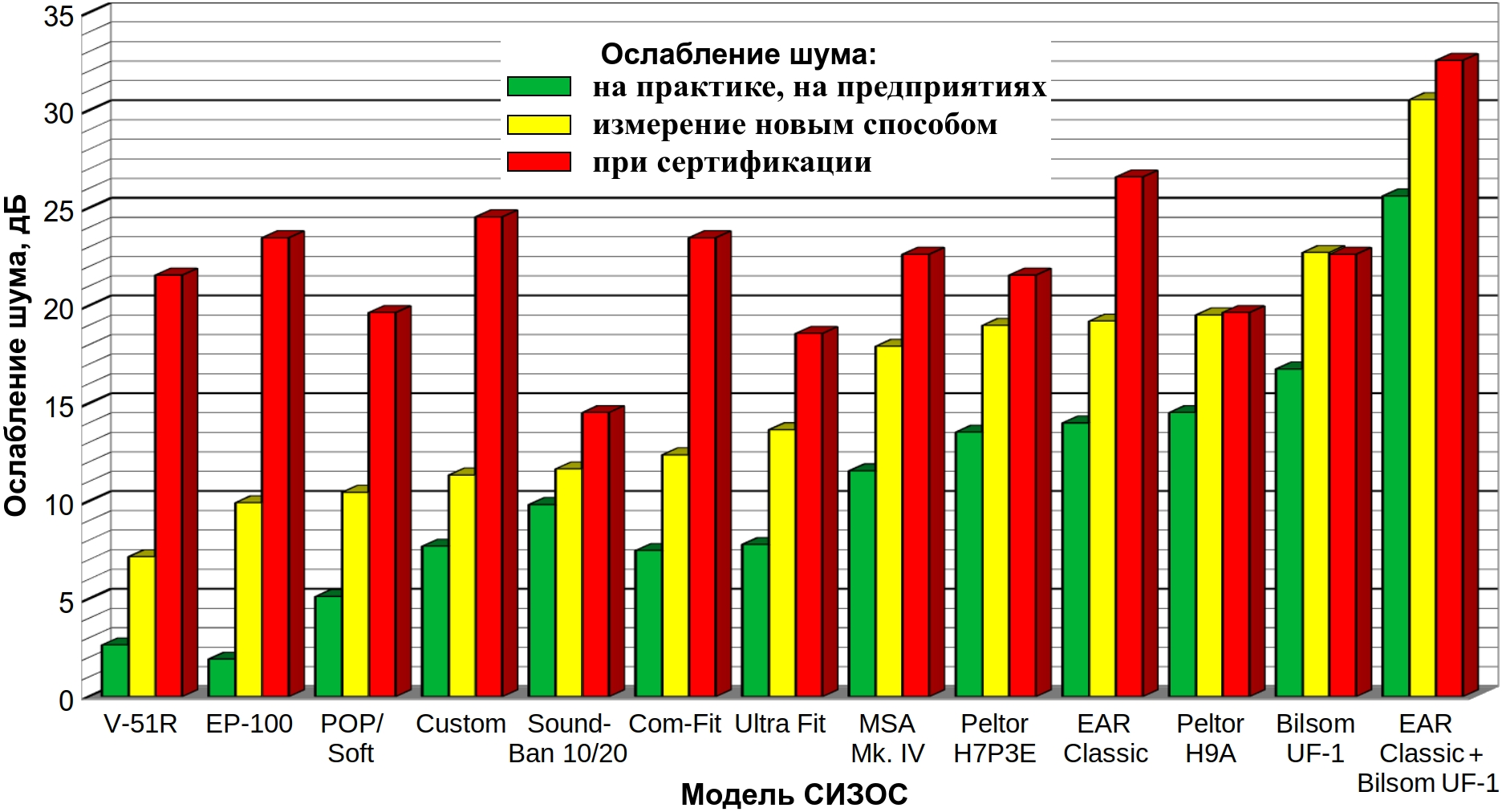
Ослабление шума одними и теми же моделями СИЗ, на рабочих местах и в лабораториях

Средства индивидуальной защиты органов слуха — вид СИЗ, предназначенный для уменьшения опасного воздействия шума на органы слуха.

#### Научные исследования
До второй половины 1970-х изучение ослабления шума при использовании СИЗОС велось лишь в лабораторных условиях, так как ожидалось, что у рабочих оно будет таким же, или немножко меньше. Кроме того, возможность проводить измерения у работников часто отсутствовала. Результаты лабораторных исследований показали, что ослабление звуков зависит от их частоты, низкочастотные звуки ослабляются значительно хуже, чем высокочастотные. Также оказалось, что у участников исследований при использовании одних и тех же моделей противошумов получаются схожие ослабления шума. На основе это информации в США был разработан Закон «О защите от шума», с разделом по СИЗОС. Требовалось испытывать их в лабораторных условиях, и затем наносить маркировку, показывающую степень ослабления шума со «стандартным» частотным спектром (т. н. «розового», у него распределение акустической энергии по диапазонам частот (октавам) схоже с «средним» промышленным шумом). За нарушение требований предусматривались большие штрафы, так как предполагалось, что правильная маркировка станет эффективным помощником работодателю при выборе подходящих средств защиты работников при известном воздействии шума.
Замеры ослабления шума у рабочих на заводах показали, что оно очень нестабильное, и в среднем гораздо меньше, чем при испытаниях, примеры. Например, в группе работников, использующих одинаковые модели в схожих условиях, разнообразие ±20 дБ — не редкость. Чтобы снизить отличие между средними лабораторными и реальными результатами, разработан новый способ тестирования: оказалось, что если к сертификации привлекают совершенно неопытных людей, и те надевают СИЗОС самостоятельно, по инструкции от изготовителя, результаты более похожи на получаемые у рабочих на заводах (см. диаграмму справа).
Из-за организационных и бюрократических проблем скорректировать требования законодательства, приведя их в соответствие с современным уровнем науки, в США не удалось (описано ниже).
Получив результаты измерений у рабочих, специалисты не имели никакой возможности учесть сильное разнообразие ослабления шума у разных людей. Они сначала попытались учесть хотя бы то, что среднее ослабление шума у группы рабочих заметно ниже, чем у испытателей при сертификации. Для этого в разных странах разные организации предложили корректировать результаты сертификационных испытаний, как показано в таблице (p. 289 и):
| Страна, организация               | Вкладыши | Вкладыши | Наушники |
| Страна, организация               | Из пористого эластичного материала, сжимаемые перед установкой в ухо                                              | Из эластомерного материала                                                                                        | Наушники |
| --------------------------------- | --- | --- | --- |
| США, OSHA                         | Снижение в 2 раза                                                                                                 | Снижение в 2 раза                                                                                                 | Снижение в 2 раза                                                                                                 |
| США, NIOSH                        | Снижение в 2 раза                                                                                                 | Снижение в 3,3 раза                                                                                               | Снижение в 1,33 раза                                                                                              |
| Италия                            | Снижение в 2 раза                                                                                                 | Снижение в 3,3 раза                                                                                               | Снижение в 1,33 раза                                                                                              |
| Великобритания                    | Снижение на 4 дБ                                                                                                  | Снижение на 4 дБ                                                                                                  | Снижение на 4 дБ                                                                                                  |
| Франция                           | Снижение на 10 дБ                                                                                                 | Снижение на 10 дБ                                                                                                 | Снижение на 5-7 дБ                                                                                                |
| ФРГ                               | Снижение на 9 дБ                                                                                                  | Снижение на 5 дБ                                                                                                  | Снижение на 5 дБ                                                                                                  |
| Китай                             | Уменьшали показатель ослабления шума (в виде одного числа) на 60 % — в прошлом                                    | Уменьшали показатель ослабления шума (в виде одного числа) на 60 % — в прошлом                                    | Уменьшали показатель ослабления шума (в виде одного числа) на 60 % — в прошлом                                    |

Замер фактического ослабления шума у работника на предприятии с помощью специального оборудования.

| Австралия Новая Зеландия Бразилия | При сертификации испытывают СИЗ на совершено неопытных участниках, полученный результат используют без уменьшения | При сертификации испытывают СИЗ на совершено неопытных участниках, полученный результат используют без уменьшения | При сертификации испытывают СИЗ на совершено неопытных участниках, полученный результат используют без уменьшения |

Видно, что эта «половинчатая» попытка снизить отличие реальной степени защиты от сертификационной оказалась не очень удачной: в разных странах, и даже в одной стране, предлагались очень разные способы коррекции. И все они не учитывали значительное разнообразие уровней защиты у отдельных, конкретных работников, то есть — не позволяли выявить тех, кто плохо защищён. Всё же, использование «дерейтинга» снижает дезинформированность потребителей и риск выдачи работникам совершенно неэффективных СИЗ; поэтому российские специалисты по профзаболеваниям предложили использовать такой подход и в РФ (2 издание, статья) — за отсутствием лучших способов индивидуальной защиты.
В 1990-х в NIOSH была проведена большая работа по созданию такого средства, которое позволит проверять ослабление шума у конкретного работника, при проведении измерений прямо на предприятии. Так как в США чаще используют вкладыши, и у них ослабление шума менее стабильно, чем у наушников, для проверки был разработан сильно упрощённый аналог аудиометра: наушники + программное обеспечение для компьютера (работодателя). У работника измеряли пороги восприятия звуков разных частот, а потом повторяли замеры при установленных вкладышах. Позднее другие средства измерений начали изготавливаться разными компаниями, и на западном рынке есть в продаже более десятка измерительных систем. Во всех развитых странах специалисты настоятельно рекомендуют работодателям проводить проверки индивидуально, и при первоначальном выборе СИЗОС, и потом периодически. В нескольких странах намерены изменить законодательство, и сделать такие проверки обязательными, но пока это произошло лишь в одной провинции Канады. Проверка качества работы разных измерительных систем показала, что они могут давать значительно отличающиеся друг от друга результаты. Поэтому в США разработали требования к показателям качества таких средств измерений.

#### Требования к противошумам и их сертификация

##### США
В 1970-х началась работа по сертификации СИЗ органа слуха, этим занималось Агентство по охране окружающей среды (EPA), так как они вели работу и по коммунальному, и по производственному шуму, и всем средствам защиты от него, включая коллективные. Для испытаний был выбран новый (на то время) стандарт Института стандартов.
Работа продвигалась, но в начале 1980-х Рейган полностью прекратил её (для «уменьшения государственного регулирования экономики»). Требование испытывать СИЗОС по стандарту 1974 г. осталось в тексте закона, и по сей день производители в США испытывают СИЗ по методике совершенно устаревшего стандарта полувековой давности, который даже не предусматривает возможность испытаний СИЗОС с электронно-акустическими компонентами; а вкладыши в слуховые каналы участников испытаний устанавливает специалист, а не они сами.
После изменений ослабления звуков разных частот определяется показатель ослабления шума в виде одного числа NRR, который, как надеялись в 1970-х, позволит спрогнозировать ослабление шума у рабочих, применяющих эту модель СИЗОС. Но проведённые позже многочисленные исследования показали, что ослабление шума у работников на предприятиях очень нестабильное, и в среднем значительно ниже чем получаемое в лабораториях (пример). Так как EPA прекратило работу по защите от шума, пересмотреть требования не удаётся, и в продажу поступают СИЗ с маркировкой, дезинформирующей потребителя (фактически — недобросовестная реклама). Многие склонны покупать СИЗ с наибольшим значением показателя ослабления шума, и в результате часть рабочих очень плохо защищена, а часть получает эффективные, но такие неудобные СИЗ, что не всегда их применяет. Некоторые крупные производители СИЗ оборудовали свои испытательные лаборатории, и сами проверяют свои изделия, получая при этом очень-очень хорошие показатели ослабления шума.
Для снижения вероятности ошибок неправильно выбора СИЗ разработаны новые требования к испытаниям и маркировке, вместо показателя ослабления шума в виде одного числа результат испытаний сообщается потребителю в виде 2 графиков или таблицы, которые показывают возможное ослабление шума при более и при менее аккуратном надевании СИЗОС, и с учётом свойств шума (низкочастотные звуки ослабляются хуже высокочастотных).

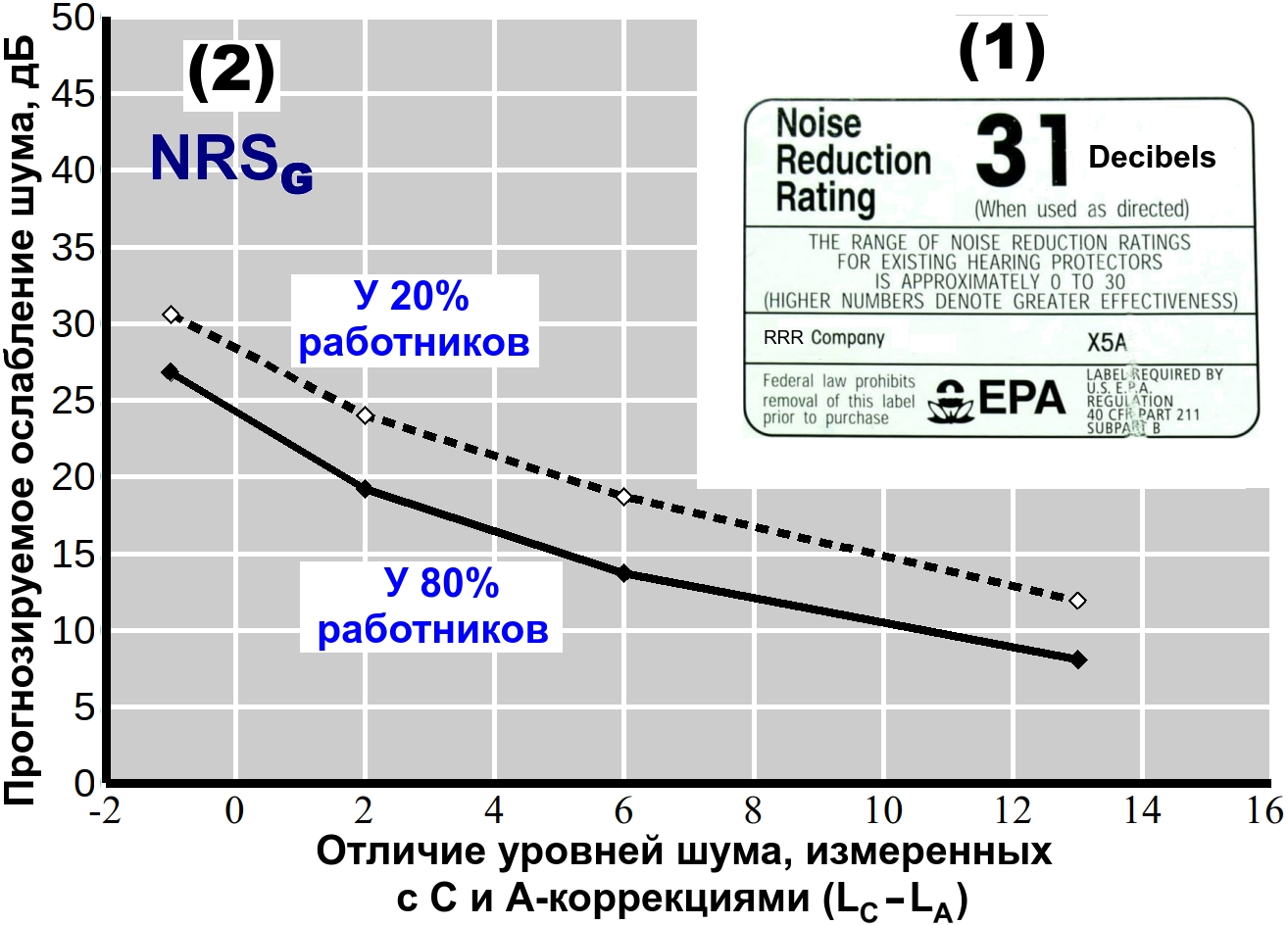
(1) старая маркировка СИЗОС (США), 1 число; (2) новая маркировка, графики, показывает, что низкочастотный шум (OX, правые концы графиков) ослабляется хуже высокочастотного, и что ослабление шума у разных людей разное.

##### Канада
Требования к выбору и использованию СИЗ органа слуха установлены в стандарте. По результатам испытаний определяется ослабление звуков разных частот, и по этим данным определяется, к какому из трёх классов СИЗ органа слуха (A, B или C) принадлежит данная модель. Замеры ослабления звуков проводят согласно требованиям стандарта США. Поскольку большинство СИЗ плохо защищает от низкочастотных звуков, введены ещё два «подкласса» СИЗОС (AL и BL). К ним относят СИЗ классов А (наибольшее ослабление шума) и В (умеренное ослабление шума), если они в лабораторных условиях при сертификационных испытаниях ослабляли звуки с частотой 125 Гц не меньше чем на 20 дБ.

##### Европейский Союз
Разработана серия стандартов с требованиями к разным СИЗОС, в значительной степени на основе стандартов ИСО.
Позднее её дополнили стандарты с требованиями к средствам защиты с электронно-акустическими компонентами. Новые стандарты предполагают, что ослабление шума у работников будет таким же, как и у испытателей в лабораториях при сертификации, и получаемые с их помощью результаты могут завышать эффективность СИЗ по сравнению с реальной.

##### Австралия и Новая Зеландия
Требования к всем СИЗ органа слуха содержатся в стандарте. Они, в целом, схожи с европейскими, но при определении ослабления шума обработка результатов (ослабление звуков разных частот) происходит по-другому. В Австралии все СИЗОС по ослаблению шума делят на 5 классов, для каждого установлен диапазон ослаблений шума (отчасти схоже с Канадой). Определяется, к какому классу принадлежит СИЗОС, и номер класса наносится на упаковку.

##### Япония
На основе стандартов ИСО и ЕС разработаны требования к измерению ослабления шума и оценке результата.

##### Индия
Разработаны стандарты с требованиями к СИЗ от шума и их испытаниям.

##### Китай
В КНР разработаны требования к СИЗОС, их испытаниям, обработке результатов испытаний. Часть стандартов гармонизирована со стандартами ИСО и ЕС.

##### РФ
Как упоминалось выше, ведётся разработка государственных стандартов, гармонизированных с европейскими, с минимальными требованиями к противошумам и способам их испытаний. Качество документов разное. Например, в стандарте ISO 1994 г. описаны разные методы вычисления ослабления шума у работников на основании результатов лабораторных измерений. В документе не учтено отличие лабораторной эффективности от реальной, и разнообразие ослабления шума у работников; но читателя предупреждают, что ослабление шума у работников может отличаться от вычисленного «если работники наденут противошумы не так аккуратно, как испытатели … и при разных индивидуальных анатомических особенностях». Это предупреждение в ГОСТе отсутствует, но есть фраза: «3. Настоящий стандарт представляет собой аутентичный текст международного стандарта ИСО 4869-2-94 … и содержит дополнительные требования, отражающие потребности экономики страны».

#### Выбор противошумов
Вредное действие шума на орган слуха может заметно усилиться, если работник одновременно подвергается воздействию некоторых вредных химических веществ (растворители, монооксид углерода, стирол и другие) и некоторых лекарств. Западных работодателей предупреждают о повышенной опасности в таких случаях, но эта хорошо известная опасность пока никак не отражена в требованиях к выбору и использованию противошумов.

##### США
Департамент условий и охраны труда разработал требования защите рабочих от шума, включая требования к выбору и использованию противошумов, государственная инспекция проверяет выполнение требований. При превышении предельно допустимого уровня шума работодатели обязаны периодически измерять его воздействие на работников, проводить у них первоначальные и затем ежегодные проверки слуха, дать возможность выбрать подходящие, удобные противошумы из нескольких предложенных (минимум 4 модели, из них минимум 2 — вкладыши), и обучить их правильному использованию.
Ответственным работодателям, которые хотят надёжно защитить работников от шума, и не смогли добиться этого без СИЗ, специалисты предлагают использовать устройства для измерения ослабления шума, и проверять работников индивидуально. Это помогает выбрать для каждого подходящую модель, проверять качество обучения правильному надеванию наушников и установки вкладышей, и контролировать эффективность защиты при повседневном применении СИЗ. Для обеспечения качества работы средств измерений разработан стандарт с требованиями к ним.
Но по данным многие работодатели выполняют эти программы защиты от шума формально и поверхностно, без какого-то эффекта: лишь выдаёт работникам СИЗОС, и периодически оплачивает проверки слуха. А часть работодателей с небольшим числом сотрудников и это не делает.

##### Канада
Общенациональный стандарт определяет, как работодатель должен выбирать и организовать использование противошумов. В частности, рекомендуется измерять ослабление шума у каждого работника индивидуально.
В канадской провинции Альберта законодатели изменили местные требования к защите от шума (2022): уменьшили предельно допустимый уровень, и потребовали, чтобы все работодатели, у которых рабочие должны использовать СИЗОС, проводили проверку для оценки фактического ослабления шума конкретной моделью противошумов у каждого работника.

##### Европейский Союз
Ситуация в странах ЕС противоречивая. С одной стороны, в ЕС стабильно принимают стандарты, гармонизированные со стандартами ИСО по противошумам, их испытаниям, и прогнозированию ослабления шума у рабочих на основе результатов лабораторных замеров. На основе последних разработан чисто европейский стандарт с указаниями по выбору и организации использования СИЗОС работодателями. Все его три редакции, начиная с 1990-х, игнорируют отличие реальной и лабораторной эффективности. Чтобы хоть как-то снизить резкий контраст, в последней редакции упомянули, что «все описанные способы вычислений не позволяют определить ослабление шума у конкретного работника, из-за вариабельности».
С другой стороны, Директива ЕС по защите работников от шума однозначно обязывает работодателей:
- При эквивалентном уровне шума от 80 до 85 дБА выдавать работникам противошумы (и не требует их обязательного применения, так как считается, что риск утраты слуха небольшой);
- При шума от 85 до 87 дБА работодатели обязаны выдавать СИЗОС, а работники обязаны непрерывно их использовать;
- При шуме выше 87 дБА работа запрещена вообще, при любом ослаблении шума СИЗОС.

Последнее требование, фактически, показывает низкую реальную эффективность противошумов, и очень хорошо согласуется с результатами проведённого через 11 лет исследования.
Поскольку с 1970-х известно, что ослабление шума у работника будет, скорее всего, совершенно не таким, как указывается на упаковке СИЗ (по результатам сертификации), в ЕС разработали стандарт, помогающий работодателям проводить индивидуальные измерения ослабления шума у каждого конкретного сочетания (работник — модель СИЗОС). Но и этот метод не позволяет полноценно определять защитные свойства новых типов СИЗ органа слуха — с электронными компонентами.

##### Австралия и Новая Зеландия
Для выбора СИЗОС в зависимости от уровня шума в Австралии используют деление на классы:
| Класс | Диапазон воздействий шума на рабочего, дБА |
| --- | ------------------------------------------ |
| 1 | до 90                                      |
| 2 | 90 — 95                                    |
| 3 | 95 — 100                                   |
| 4 | 100 — 105                                  |
| 5 | 105 — 110                                  |
| При дозе воздействия, превышающей эквивалентный среднесменный уровень шума 110 дБА, следует обратиться за советом к специалисту |                                            |

Использование классов служит средством, стимулирующим работодателей выбирать адекватные СИЗОС, а не просто покупать ту модель, у которой наибольший показатель ослабления шума (Sound Level Conversion, SLC80). Слишком часто бывает, что модель с очень высоким показателем не подходит работнику, и он не использует её вовремя; в то время как другая модель, с несколько меньшим показателем (вполне достаточным) обеспечит адекватную защиту из-за её правильного, своевременного использования. Выбирая какую-нибудь модель их группы моделей определённого класса, потребитель будет обращать больше внимания на удобность и другие важные свойства.

##### Япония
Закон требует работодателей обеспечивать работников СИЗ при опасном воздействии. Разработаны рекомендации специалистов по защите от шума, в которых упомянуто применение СИЗОС, и обучение работников, но сколько-нибудь подробных рекомендаций нет. Работодатель обязан обеспечивать работников противошумами при превышении 85 дБА.

##### Китай
Для оценки ослабления шума при использовании СИЗОС сначала приняли стандарт для прогнозирования ослабления шума у рабочих по результатам лабораторных измерений (аналог ISO 4869-2:1994). Позже был принят стандарт с указаниями по выбору и организации использования СИЗ от шума. По данным ранее, при оценке ослабления шума у работников, старались учесть отличие средних ослаблений в лабораториях и на практике, уменьшая показатель ослабления шума (в виде одного числа) на 60 %. А с 2021 года все СИЗОС и все условия труда по шуму делят на 2 вида: более эффективные / более опасные; и менее эффективные / менее опасные. При дозе воздействия шума до 95 дБА необходимо использовать СИЗОС с показателем ослабления шума от 17 до 34 дБ, а при дозе 95 дБА и более — с показателем больше 34 дБ. Фактически, все модели разделили на 2 класса, как в Канаде и Австралии.

#### Обучение и эффективность
Наиболее подробные требования к обучению работников даны в австралийском стандарте
В руководстве по шуму американской ассоциации специалистов по гигиене труда даны очень разносторонние и подробные рекомендации и по выбору СИЗОС, и по обучению работников. Например, настоятельно рекомендуется использовать СИЗОС по нескольку часов в день тем сотрудникам, которые занимаются их выбором и закупкой, чтобы они лучше представляли себе достоинства и недостатки этих средств защиты. Указано, что хотя индивидуальное обучение каждого работника надеванию требует больше времени и ресурсов, но эффект от него настолько больше, что необходимо учить именно индивидуально (если это вообще возможно). При обучении рекомендуют проверять фактическое ослабление шума, если нет такой возможности — использовать контролируемый источник шума (в малошумном месте), производственный шум для «суррогатной» проверки.
Ассоциация СИЗ опубликовала рекомендации, которые фактически стали единственным документом с советами специалистов по выбору СИЗ от шума на русском языке. Вопреки современному уровню науки авторы (из 3М Russia) предлагают определять степень уменьшения воздействия шума на рабочих на основании результатов измерений в лабораторных условиях, то есть без учёта индивидуальных особенностей работников, анатомических (диаметр слуховых каналов у людей от 3 до 14 мм), и в отношении совершенства навыков правильного надевания СИЗОС. Для сравнения, та же компания (3М Russia) предлагает западным потребителям оборудование для индивидуального измерения фактического ослабления шума у каждого работника, так как без этого у многих из них оно будет близким к нулю.

### СИЗ лица и глаз

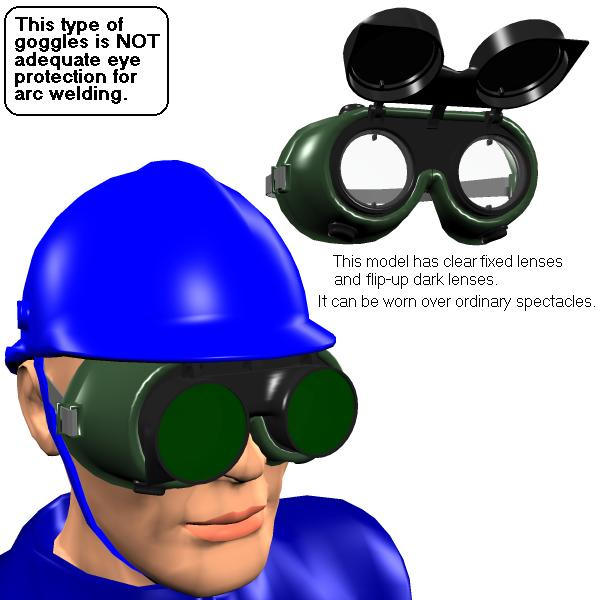
СИЗ глаз, совместимые с корректирующими очками

Средства индивидуальной защиты лица и глаз — вид СИЗ, предназначенный для защиты лица и глаз от: механических повреждений, воздействия химических веществ, аэрозольных загрязнений воздуха и биоаэрозолей, раскалённых частиц, лазерного и других электромагнитных излучений видимого и невидимых диапазонов разной интенсивности, неблагоприятного микроклимата, поражения электрическим током, радиации.
При работе с раскалённым металлом, стеклом и др., сварке на глаза и лицо действует интенсивное излучение инфракрасной, видимой и ультрафиолетовой частей спектра. Инфракрасное излучение может значительно повысить риск развития катаракты хрусталика глаза. Действие ультрафиолетового облучения проявляется гораздо быстрее, уже через 2-6 часов появляется слезотечение, светобоязнь, боли, головная боль.

#### СИЗ сварщиков

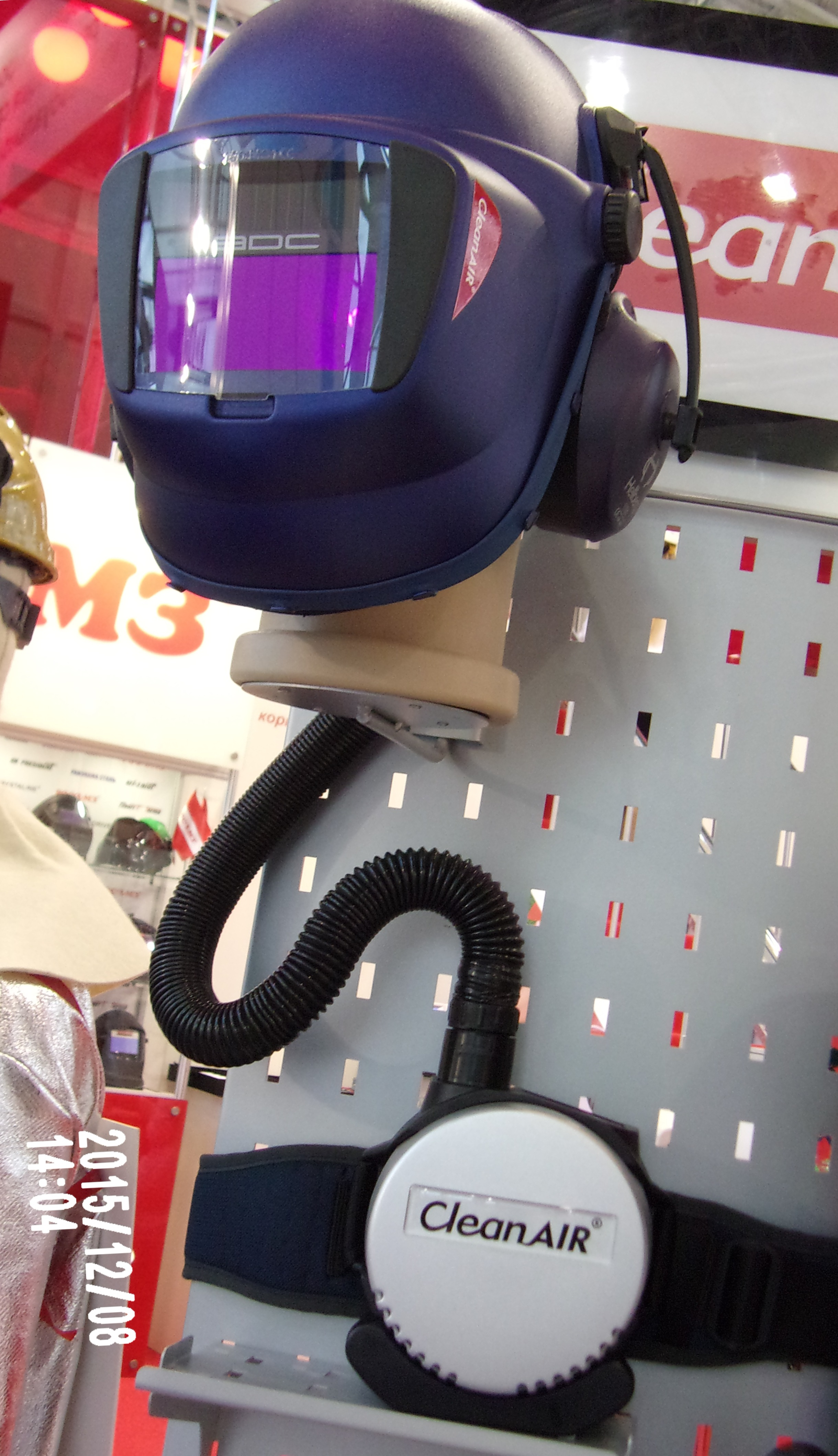
Комбинированное СИЗ сварщиков

При сварке работники подвергаются воздействию нескольких вредных производственных факторов: интенсивного светового и теплового излучения; пыли токсичных веществ; вредных газов (окись углерода, окислы азота, углеводороды) и других. Соответственно, лучше всего использовать для защиты комбинированные СИЗ, защищающие глаза, лицо, голову и органы дыхания, пример слева (защита глаз, лица, органов дыхания), особенно при отсутствии хорошего местного отсоса и общеобменной вентиляции.
Электроофтальмия наблюдалась у вспомогательных рабочих (слесарей и др.) даже чаще, чем у сварщиков. Для их защиты, например, при удерживании свариваемые делали в требуемом положении при их креплении.
Для создания удобных в работе светофильтров, прозрачных до зажигания сварочной дуги, и быстро уменьшающих прозрачность при увеличении светового потока, проводились научные исследования и опытно-конструкторские работы. Изучалось влияние поляризованного света на животных и сварщиков.

##### Требования к СИЗ
Для защиты лица и глаз широко используют сварочные щитки разной конструкции со светофильтрами, уменьшающие воздействие теплового и ультрафиолетового излучения на лицо и глаза, и защищающие их от раскалённых частиц металлов. СИЗ глаз также используют при очистке окалины (например очки). Существуют международные и национальные стандарты с требованиями к таким СИЗ, и к светофильтрам (в том числе с автоматическим затемнением).
Из-за полной бесполезности лабораторной проверки запотеваемости стёкол (изолированных) для оценки риска утраты оптических свойств в условиях реального применения, в Канаде при сертификации"антизапотевающие" покрытия не проверяют вообще.

##### Выбор и применение
В довоенный период в СССР выпускались несколько видов защитных стёкол по затемнению (светофильтры «ТИС», класс 1: ток свыше 350 А; 2: 100—350 А и 3: до 100 А; классы 3, 4 и 5 для сильной, средней и слабой ацетиленовой сварки). Для оценки соответствия их прозрачности выполняемой работе советовали: «самое лучшее передать сомнительное стекло электросварщику, который и выяснит на работе, является ли стекло подходящим при соответствующем ампераже».
Разработаны требования к выбору и применению СИЗ, закрепляемые на уровне национального законодательства, пример.

##### Результат
В канадской провинции (Альберта) случаи травмирования глаз на рабочих местах саще всего происходили у сварщиков, 21 %. В основном это приводило к временной утрате трудоспособности (несколько дней), причина — попадание в глаза холодных частиц, обычно металлических 49 %, неметаллических 14 %; мусор 5 %, раскалённых частиц 7 %. 23 % пострадало из-за интенсивного излучения. Каждый десятый не заметил случившееся сразу; выполняли: обработку холодного металла 43 %, сварка, резка или выдалбливали отверстие 24 %, помогали другим работникам или смотрели, как они работают 16 %. Чаще всего пострадавшие работали на «металлообрабатывающих» предприятиях или занимались сваркой листового металла. СИЗ глаз не использовали 77 %.
Причины травмирования глаз сварщиков и работников других профессий, выполнявших сварочные работы в США, оказались схожи: 77,5 % попадание в глаз частиц, и 27,8 % воздействие ультрафиолетового излучения (в этом исследовании на сварщиков реже, чем на не сварщиков, 20 % и 41 %). В большинстве случаев использовалось исправное оборудование. Результат был получен путём анализа базы данных страховой организации (среди более 530 тыс. случаев в 2000 г. травмы глаз у сварщиков составили 1353, у других работников, выполнявших сварку 822). В 57 % случаев в момент травмирования велись сварочные работы, шлифование или очистка (в 22 % информация о выполнявшейся работе отсутствовала). Информация о применении СИЗ часто отсутствовала (86 %), а из тех случаев, когда имелась, в момент травмирования СИЗ не использовали 7 %, снимали или надевали 20 %.
Среди 382 африканских сварщиков, занятых в «неформальном» секторе экономики, 3/4 имели личные СИЗ глаз (14 % лицевые щитки, остальные — защитные очки; преимущественно нестандартные, «местного» производства, отчасти неэффективные). Но использовала их на практике лишь треть работников. При опросе они объяснили это тем, что СИЗ снижают производительность труда (большинство работает более 12 часов в день, среднемесячная зарплата порядка 100 долларов США), и неудобность СИЗ, и тем, что их использование увеличивает перегрев организма. Также указывали на кратковременность сварочной работы, низкую оценку уровня риска, нехватку времени и забывчивость. Результат: более 95 % сварщиков сообщили, что за последний год у них был хотя бы один случай травмирования глаз. Риск травмирования глаз был ниже при использовании газовой сварки, обучении работника выполнению работы и применению СИЗ, и возрастал с ростом зарплаты.
В статье, без ссылки на первоисточник, приведены некоторые статистические данные о заболеваниях глаз. В целом, все профзаболевания глаз составили 6,4 % от профзаболеваний в РФ; а из них 85 % были профессиональные заболевания органа зрения сварщиков: лучевая катаракта, буллезная керопатопатия, и другие. Сюда не входит травмирование глаз инородными предметами. По данным доля профзаболеваний глаз сварщиков меньше, в разных источниках 40-44 %: снижение остроты зрения, рези, покраснение глаз, катаракту, отёк и другие. Авторы отмечают, что при использовании мощных сварочных аппаратов (судостроение) эффективный отсос увеличивает оптическое воздействие на работника.
Большая доля профзаболеваний глаз именно у сварщиков, составляющих небольшую часть всех работников, может объясняться несовершенством используемых средств защиты, в том числе индивидуальных.

#### СИЗ лица и глаз
Для защиты от летящих частиц; химических веществ, загрязняющих воздух в газообразном состоянии и в виде аэрозоля; лазерного и другого излучения используют очки, лицевые щитки и шлемы.
К причинам травмирования глаз относили:
1. Организационные: неправильная организация труда, отсутствие правил безопасности или надзора за их выполнением, недостаточная трудовая дисциплина, некачественный инструктаж и плохое обучение безопасным приёмам работы, неудовлетворительное содержание рабочих мест.
2. Технические: конструктивные недостатки оборудования, несоответствие технологии требованиям безопасности, недостаточная автоматизация, неисправности оборудования, инструментов, несовершенство средств коллективной защиты.
3. Санитарно-гигиенические: не соответствие нормам температуры и влажности воздуха, плохое освещение (порядка четверти травм), повышенная запылённость и/или загазованность, загромождённость и теснота, повышенные шум и вибрация, и другие факторы.
4. Индивидуальные: несоответствие работника профессиональному отбору, нарушение им дисциплины, употребление алкоголя, наличие общих заболеваний, включая заболевания глаз (травмы у рабочих с дефектами зрения наблюдались примерно вдвое чаще), недостаток опыта/квалификации (40 % у необученных и 1 % у квалифицированных рабочих).

##### Научные исследования
Защитные очки могут уменьшать поле зрения, что может затруднять ориентирование в пространстве, выполнение производственных операций, способствовать развитию утомления и ухудшению самочувствия. Отличие от параллельности лучей, идущих от объекта к глазу, вызывают его напряжение и утомление. Искажения оптических СИЗ влияют на работников: могут снижаться пороги контрастной и световой чувствительности, уменьшаться показатели остроты зрения, изменяться пространственное восприятие.
Испытания герметичных очков для защиты от газов проводят на манекене. У конкретного рабочего могут быть анатомические особенности, которые могут мешать добиться плотного прилегания обтюратора — что лабораторные сертификационные испытания не учитывают. Для сравнения, маски СИЗ органов дыхания проверяют на группе испытателей. В США и позднее в КНР провели широкомасштабные исследования для определения антропометрических показателей работников, включавшие не только измерения размеров лиц и голов, но и трёхмерное сканирование — чтобы подобрать участников испытаний, соответствующих большинству работников.
Согласно незапотевающие стёкла для защитных очков обозначаются «N» в конце маркировки. В условиях испытаний (водяная баня 50°С) они должны оставаться не запотевшими 8 секунд. В Техническом Регламенте требования иные: за полчаса светопропускание должно снижаться не более чем на 10 % при влажности 80 %, метод измерения не указан (раздел 4.3, пункт 17). Но, по данным (стр. 24) все виды закрытых очков имеют тенденцию к запотеванию. А при тяжёлой физической работе, присутствии раскалённого металла, искр, тепловом излучении ".. при специфических условиях этой группы работ стёкла всяких очков запотевают очень быстро; смазка против запотевания здесь мало помогает, так как стёкла покрываются потом, стекающим со лба рабочего. ".
Попытка использовать 9 разных моделей очков в угольной шахте показала, что все закрытые очки запотевают за считанные минуты так, что их невозможно использовать; открытые могут запотевать за 10-20 минут. Единственная модель, в которой можно было работать 1-2 часа (С-15) не имели стёкол вообще, а состояли из мелкой металлической сетки (которую надо было периодически продувать из-за загрязнения пылью). Использование незапотевающих плёнок при большой запылённости в очистных забоях привело к быстрому налипанию пыли на плёнку, и практически никакого положительного влияния они не давали. Часть рабочих начала использовать очки — кратковременно, при наибольшей опасности для глаз.

##### Затруднения при использовании
Все защитные очки сужают нормальное поле зрения. Из более чем полусотни моделей очков, предназначенных для защиты учащихся и подростков, и рабочих для работы у доменных, стекловаренных и нагревательных печей (при температурах до 1200, 1200—1500 и 1500—1800°С), прокатных станов, в кузнечных цехах, газо-и электросварке, газовой резке (средней и мощной), в строительстве, для персонала радиолокационных станций и лабораторий СВЧ, при работе с лазерами и люминесцентной дефектоскопии — лишь одна модель (ЗН16-90) могла использоваться вместе с корректирующими очками. Оптические дефекты (царапины, сколы, неровности), ухудшение видимости — повышают утомляемость, вызывают головные боли, ухудшают самочувствие и остроту зрения, что снижает производительность труда и повышает риск травмирования.
У закрытых герметичных (противодымных) очков может происходить очень быстрое запотевание стёкол, не позволяющее выполнять работу. В результате при работе с агрессивными веществами на Щёлковском химическом завода глаза рабочих в большинстве случаев были не защищены, и в 1964—1966 гг. до 75 % повреждения глаз произошло из-за не применения этих СИЗ. При использовании закрытых защитных очков отмечались случаи запотевания стёкол, и другие недостатки, и что часть работников их не использовала. Для защиты глаз от радиоволн сверхвысоких частот разработали закрытые очки со стеклянными линзами с очень тонким, прозрачным металлическим покрытием. И у них при практическом применении отмечалось запотевание стёкол, мешавшее использованию. Для сравнения, у защитных очков схожего назначения, для боковой защиты предусматривалась металлическая сетка, и они не предназначались для длительного использования — главным средством были экраны, изолировавшие источники излучения. При высокой влажности воздуха и небольшой скорости его движения, запотевание очков (без не запотевающих плёнок) в подготовительных выработках через 1-2 минуты могло быть таким, что шахтёры не могли продолжать работать. Также их использованию мешали слабая освещённость и загрязнение стёкол. Невозможность использовать закрытые очки привела к тому, что вместо них для защиты глаз от токсичных веществ использовали противогазы.
Для того, чтобы не утомлять глаза использованием защитных очков, но, при необходимости, всегда иметь под рукой защиту для глаз от летящих частиц, шахтёры сами сделали каску с выдвигавшимся из-под неё щитком из органического стекла. В выдвинутом положении щиток находился на расстоянии 20 мм от лица, и потому не запотевал.
Поставщик СИЗ сообщила о возможности ошибок при выборе этих СИЗ; упомянула возможность запотевания стёкол закрытых очков, и наличии у некоторых моделей покрытия для уменьшения запотевания (причём в стандартизованной маркировке это не отражается); а также (для рабочих с ухудшившимся зрением) специальные защитные очки для ношения поверх корригирующих очков, которые могут быть неудобны. Также она упомянула, что все защитные очки, в большей или меньшей степени, дают искажение, которое может повлиять на работника (у очков 1 оптического класса оно меньше).
Отмечались различные недостатки, мешающие использованию защитных очков: открытые очки защищают от ударов частиц только спереди; использование закрытых очков вместе с корректирующими невозможно, у части рабочих возникает неприятное ощущение из-за их давления на лицо, при непрямой вентиляции — не защищают от пыли (при работе с едкими веществами — недопустимы), но и непрямая вентиляция не гарантирует отсутствие запотевания; очки с прочными стёклами — тяжёлые, неудобные, могут сползать во время работы.

##### Требования к СИЗ
Разработаны минимальные технические требования к таким СИЗ, национальные и международные, пример. Они выполняются изготовителями, и сертифицированные СИЗ поступают в продажу.
При сертификации может проводиться проверка противозапотевающих покрытий. Но она проводится в строго определённых стандартизованных лабораторных условиях, в последних редакциях стандартов по СИЗ глаз предусмотрено тестирование не СИЗ в сборе, а изолированных стёкол. Такие проверки не дают никакой информации о риске запотевания при применении СИЗ на практике.
Из-за полной бесполезности лабораторной проверки запотеваемости стёкол (изолированных) для оценки риска утраты оптических свойств в условиях реального применения, в Канаде при сертификации «антизапотевающие» покрытия не проверяют вообще.

##### Требования и рекомендации по выбору и применению
В США есть государственные требования к защите глаз и лиц работников. В самих требованиях описаны лишь СИЗ при сварке, но указано, что для защиты от других производственных факторов следует выбирать СИЗ на основе стандарта, который сам по себе не обязателен для выполнения. Несмотря на то, что документ новый, и разработан с учётом выпуска широкого ассортимента защитных очков с покрытиями против запотевания, в нём часто рекомендуется защищать глаза так, как в СССР в 1942 году — с помощью СИЗОД с полнолицевой маской. У таких масок вдыхаемый воздух сначала обдувает смотровое стекло, а потом входит в подмасочник и органы дыхания. Обдув значительно уменьшает запотевание панорамных стёкол даже зимой. Аналогичная рекомендация давалась и в довоенный период, для случаев защиты не только глаз, но и лица от большого числа быстролетящих частиц («Случай V» стр. 23-24).
Требования (общего характера) есть в канадской провинции, но юридически они менее «обязательны», чем требования законодательства.
В Великобритании, Канаде и Австралии несколько десятилетий имеются рекомендации по выбору и использованию СИЗ глаз и лица, которые работодатели могут добровольно выполнять. Недавно появился и международный стандарт.
В таких требованиях, например, указывается на необходимость подбора и тщательной подгонки СИЗ у каждого работника, особенно при использовании закрытых очков для защиты от химических веществ. Это схоже с тем, что при использовании СИЗ органов дыхания маска должно прилегать к лицу плотно, без зазоров. Но при использовании респираторов во всех развитых странах требуется подбирать маски индивидуально и затем приборами проверять — соответствуют ли они лицу не только по размеру, но и по форме, и проверять, насколько правильно и аккуратно умеет их одевать каждый работник. Разработаны и изучены средства для проведения таких замеров. А в требованиях к выбору и применению защитных очков нет ничего подобного. И неизвестно, как они будут защищать конкретного работника — с учётом разнообразия лиц людей, особенно в области носа.
Из-за недопустимости подбора СИЗ глаз «по профессии» и даже по виду работ, без учёта конкретных их особенностей, и индивидуальных особенностей работника, даны подробные рекомендации по выбору подходящих типов и моделей СИЗ. Отмечалось, что «работать в таких (закрытых — прим.) очках дольше 10-15 минут подряд очень тяжело», и при защите глаз от газов и особо вредной пыли рекомендовалось использовать фильтрующие СИЗ органов дыхания с маской, закрывающей глаза; шланговые и другие изолирующие СИЗОД.
Рекомендовалось:
1. Перед выбором очень тщательно изучить все условия труда и характер работы, привлекая к этому инженеров, мастеров, представителей санинспекции, охраны труда и здравоохранения;
2. Выполнять контроль качества поступающих на предприятие СИЗ;
3. Выдавать СИЗ работникам только индивидуально;
4. Выяснять степень их удобности, что необходимо сделать для её повышения (подобрать другую модель, заменить другим типом с равной степенью защиты, внести изменения в конструкцию);
5. При запотевании, которое происходит у всех видов очков, особенно при работе на холоде, и когда рабочий потеет, рекомендовалось смазывать их обезвоженным натронным мылом: «стекло остаётся незапотевшим более или менее долгое время. … в обычных условиях … для очков типа шофёрских … смазка отдаляет момент запотевания стёкол не 40-50 минут». А «герметичные закрытые без применения смазки запотевают через несколько секунд, а со смазкой выдерживают 10-15 мин.».
6. Мастер обязан обучить рабочих и следить за правильным и своевременным использованием СИЗ;
7. Рабочий должен следить за качеством и исправностью СИЗ, хранить их в футляре или завёрнутым в ткань/бумагу, перед работой протирать стёкла, после работы тщательно очищать, и своевременно использовать подходящие средства защиты.

- Рекомендации по выбору СИЗ глаз от лазерного излучения, и при настройке лазеров, есть в приложениях в стандартах[206][207].

##### Результат
По данным Диспансера условий труда г. Кралево основными причинами 5883 травм глаз были недостаточная внимательность рабочих (из-за усталости), неопытность молодых рабочих, и повышенная самоуверенность опытных. Всех бесплатно обеспечивали разнообразными защитными очками, с и без боковой защиты глаз, часть получала защитные щитки и электросварочные шлемы. И большинство рабочих «избегает их применения везде, где это возможно, так как они ограничивают подвижность, в них неудобно работать, они вызывают усталость».
Это согласуется с результатами исследований защитных очков и их практического применения, проведённых ВНИИ охраны труда ВЦСПС и Государственным НИИ глазных болезней им. Гельмгольца: очки могут использоваться только если они удобные; своевременное применение прямо зависит от сохранения остроты зрения и поля зрения. Также отмечалось, что длительное применение защитных очков вызывает головную боль и утомление зрения, вынуждающие отказываться от их использования.
Изучение обстоятельств травмирования глаз у 426 китайских больных показало, что в 21 % случаев СИЗ работодателем не выдавались. Причин травм работников, которым выдавали СИЗ: недостатки СИЗ (60 %) и отсутствие знаний и навыков по охране труда (40 %). Поскольку большинство пострадавших не применяло СИЗ, авторы сделали вывод о необходимости их использования — в сочетании с правильным выбором достаточно надёжных изделий.
В 2016—2018 гг. была собрана информация о 1424 пациентах из 4 госпиталей в Тэгу (Южная Корея). Тяжёлые травмы глаз несколько чаще происходили у тех работников, которые не применяли СИЗ; но отличие не было статистически значимым. Авторы предположили, что СИЗ могли не соответствовать выполняемой работе и/или индивидуальным особенностям сотрудника. По виду работы, пострадавшие часто шлифовали или резали металл, сваривали его, работали с химикатами (29, 14 и 7 %). СИЗ использовали 61 из 1341 пострадавших.
Из 500 участников исследования, проведённого в ОАЭ, и работавших на 95 небольших предприятиях, подавляющее большинство знало об опасности и о наличии доступных (в большинстве случаев) СИЗ. Но большинство рабочих не использовало их своевременно, или вовсе не применяло: снижение производительности труда, ухудшение остроты зрения, трудности с использованием в нагревающем микроклимате, неудобность СИЗ.
По австралийским данным, полученным из отделений скорой помощи, больниц, и при выплате компенсаций рабочим, в сообщениях о травмировании глаз часто отсутствуют сведения об использовании или не применении СИЗ. Авторы были уверены, что СИЗ позволяют эффективно предотвращать травмы. Но, при наличии данных о применении СИЗ, оказалось: в провинции Виктория отношение между использовавшими и не применявшими СИЗ в момент травы около 7:5; при сварочных работах, отношение между использовавшими и не применявшими СИЗ (или применявшими, но неправильно): 23:15; а в провинциях Квинсленд и Южная Австралия СИЗ применяли в 5 раз чаще, чем не использовали. Исходные данные были достоверны, и авторы оказались сильно удивлены этим результатом. Они отметили, что сообщения о травмировании глаз при использовании СИЗ публиковались и ранее. Чаще всего несчастные случаи происходили при абразивной обработке, и сварке. В трёх провинциях, охваченных исследованием, проживало более половины населения страны.
Из 1069 пациентов офтальмологической клиники в Калгари (Канада) треть использовала СИЗ.
В СССР ежегодно изготавливалось 13 млн пар различных защитных очков, а в РСФСР около 10 % случаев травм глаза происходило при использовании этих СИЗ. 9 из 10 травм происходили у работников-мужчин, по виду работы — при обработке металла (71,6 %), в том числе 36 % при ручной обработке, немеханизированных операциях. 55 % — молодые рабочие (до 40 лет), 2/3 первично выходивших на инвалидность — жители деревни.
Со ссылкой на Бюро трудовой статистики (BLS), Департамент условий и охраны труда (Минтруд США) сообщил, что из каждых 5 пострадавших двое использовали СИЗ глаз. При этом в 94 % случаев химикат или летящий предмет попадал в глаз сбоку или снизу, что совпадает с наблюдением за результатами использования открытых очков (1937 г. с. 14): «… очки открытого типа защищают глаза только спереди и лишь отчасти сбоку, а потому полной гарантии безопасности они не дают». Разрушение СИЗ случалось редко. Около 40 % работников не имели представления о том, какие СИЗ должны применяться. В целом, в США регистрируют порядка тысячи травм глаз ежедневно, в 2020 г. зарегистрировано 18 510 случаев временной утраты трудоспособности из-за травм глаз; в 2024 г. более 2 тысяч штрафов за нарушения требований к защите органов зрения работников.

#### Первая помощь при травмах глаз и их профилактика
Во-первых, при подозрении на попадание в глаз осколка или другой травме следует незамедлительно обратиться к специалисту. При повреждении крупным предметом нельзя его извлекать самостоятельно.

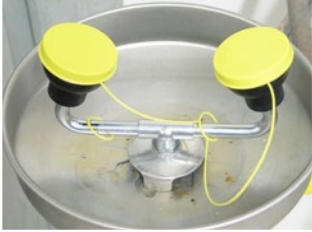
Фонтанчик для промывки глаз (сопла закрыты)

Для удаления мелких инородных частиц из ферромагнитных металлов может использоваться магнит, для остальных может быть полезна промывка (есть специальные фонтанчики), при попадании химических веществ — промыть проточной водой.
При ожоге кислотами следует промывать глаз слабым раствором 1-2 % раствором соды.
При попадании щёлочи необходимо промывать слабым раствором борной кислоты (1 чайная ложка на стакан воды). Химические повреждения могут происходить и при попадании в глаза стройматериалов (штукатурка, цемент и известь относятся к щелочной группе).
При повреждении глаз ультрафиолетовым излучением, прямым или отражённым, может быть полезен холодный водяной компресс, закапывание в глаза рыбьего жира, вазелинового масла (жидкого жира).
Главным средством профилактики травмирования глаз должно снова стать использование средств коллективной защиты (улучшение технологии, автоматизация и механизация работ, дистанционное управление, защитные экраны из прозрачных материалов и сеток, и другие приспособления, вентиляция и т. п.).
Если избежать использования СИЗ не удалось, то «Необходимо учитывать, что эффективность применяемых средств защиты зависит не только от их выбора, но и от индивидуальной подгонки, а также правильного хранения. … Выбор защитных очков, щитков, масок зависит в первую очередь от конкретных условий производственного процесса и его особенностей, характера повреждающих агентов, возможной опасности для глаз, длительности выполняемой операции ….».
В числе мер, предупреждающих ранения глаз работников, главным является соблюдение требований техники безопасности:
1. техническая грамотность сотрудников;
2. адекватная техническая оснащённость рабочих мест, отбраковка устаревших инструментов и оборудования;
3. наличие и правильное, своевременное применение эффективных средств коллективной защиты, а также СИЗ;
4. нетерпимость к личной недисциплинированности (иногда она свойственна молодым работникам).

### СИЗ кожи от химических веществ
Для защиты кожи от токсичных веществ используют перчатки и защитную одежду, к которым предъявляются определённые требования, и их выполнение проверяется при сертификационных испытаниях. В целом, СИЗ кожи могут изготавливаться для одноразового или многократного применения.
Отличие условий, в которых проводятся испытания перчаток для защиты от химикатов, от условий их реального применения, может привести к недооценке опасности, и переоценке защитных свойств этих СИЗ. По данным использование результатов европейских сертификационных испытаний для прогнозирования защиты работников даёт чрезмерно оптимистичный результат, не соответствующий реальности даже при своевременном применении СИЗ. Например, определение проникания токсичных веществ через материал проводится в статических условиях, а на рабочих местах люди двигаются, материал СИЗ изгибается, и его защитные свойства ухудшаются — что не учитывает методика тестирования. Температура перчаток близка к температуре тела, а испытания проводят при комнатной температуре, из-за отличия проницаемость может отличаться вдвое. Испытания проводят при воздействии токсичных веществ однократно, а на рабочих местах эти СИЗ часто используют много раз. Поэтому может происходить постепенная «миграция» молекул химикатов, проникших при первом применении в наружный слой полимеров. В статье показано, что степень проникания вредного вещества через материал СИЗ и доза воздействия этого вещества на организм могут значительно отличаться. В целом, авторы предложили оценивать эффект от использования СИЗ на основе замеров у работников; и с учётом качества программ их использования (включающих выбор, организацию применения, обучение работников и т. п.). При отсутствии задокументированных программ предложено считать уровень защиты нулевым, при наличии — наименьшие коэффициенты защиты (например, для перчаток КЗ = 6).
В американском руководстве для инспекторов по охране труда дана классификация СИЗ кожи по степеням защиты, и рекомендации по их выбору. Вместе с тем, на основании большого накопленного практического опыта, авторы отмечают наличие значительной неопределённости в отношении оценки способности этих СИЗ защищать работника. Конкретно, многие компании производят разные СИЗ, используя разные материалы и технологии, а затем успешно их сертифицируют, так как изделия соответствуют требованиям. Однако испытания проводятся по очень небольшому количеству вредных веществ, а на рабочих местах их встречается на порядки больше; и как поведут себя СИЗ при воздействии любого другого вещества — сказать сложно. Хуже того, из-за использования разными производителями разных материалов и технологий, даже результаты экспериментов, проведённых на одной модели, нельзя использовать для оценки защитных свойств другой модели (так как при её изготовлении могли использоваться не точно такие же материалы / технологии).
В ЕС разработан стандарт с общими указаниями по выбору СИЗ — защитной одежды. В разделе, относящемся к сертификационному тестированию, для большинства методов указано, что они не дают никакого представления о степени и длительности защиты на практике.

### СИЗ рук

#### СИЗ рук от вибраций
Результаты измерений с помощью портативного акселерометра показали, что эластичное покрытие рукояток вибрирующего инструмента и использование виброзащитных перчаток (2 модели) заметно уменьшили вибрационные ускорения, передаваемые на руку. Авторы посоветовали шире использовать портативное измерительное оборудование для оценки риска у рабочих, использующих вибрирующие ручные инструменты. Выполнение такого предложения позволит, в том числе, учесть возможное значительное изменение вибрационной скорости инструмента, происходящее при его систематичном использовании. Например, у пневматической шлифовальной машины ПШТ виброскорости ручки и шейки в начале эксплуатации и через полгода составляли 0,09 и 0,69 см/с на частоте 2 кГц.
Британское управление по охране труда считает, что виброзащитные перчатки эффективны лишь при защите от высокочастотных колебаний, а при средне- и низкочастотных они неэффективны. Работодателям рекомендуют:
- Исходить из того, что виброзащитные перчатки неэффективны, кроме случаев, когда есть результаты измерений в конкретных условиях, доказывающие обратное;
- Искать пути снижения воздействия вибрации на работника (безопасный инструмент и т. п.);
- При работе в холодную погоду для предотвращения ухудшения кровообращения следует держать руки сухими и в тепле, для чего могут пригодиться подходящие перчатки.

Отдел охраны труда правительства штата Вашингтон также предупреждает о том, что виброозащитные перчатки могут быть эффективны лишь при высокочастотной вибрации, при том, что средне- и низкочастотные вибрации — опаснее. Кроме того, читателей предупреждают, что использование «толстых» виброзащитных перчаток (как показала практика) может увеличить риск травмирования работников, которым может быть сложнее работать в таких средствах защиты.

#### СИЗ рук от перегрева
Результаты исследования перчаток у 135 работниц, работавших в контакте с оборудованием и изделиями при температуре 30-80°С показали недостаточную эффективность. Перед обеденным перерывом температура кожи в подперчаточном пространстве возросла на 4,4°С, от 27 до 63 % работниц жаловались на недостаточную эффективность СИЗ и неприятные ощущения.

#### Выбор СИЗ рук
Разработаны международные рекомендации по выбору СИЗ рук при защите от различных вредных и опасных производственных факторов.

### СИЗ головы
Каски предназначены для предотвращения или уменьшения воздействия на голову работающего опасных и вредных производственных факторов (механических воздействий, электрического тока, агрессивных жидкостей, воды). В отношении защиты от ударов, существуют 4 вида СИЗ головы:
1. Защитные каскетки, для защиты от ударов головой о неподвижные предметы.
2. Каски защитные, предназначены для защиты от ударов только сверху.
3. Высокоэффективные защитные каски, для защиты от ударов сверху, сбоку, сзади и спереди.
4. Новые каски, уменьшающие самое опасное (угловое) ускорение головы при ударах.

#### Научные исследования
Экспериментальное изучение последствий ударов по голове позволило сформулировать требования к способности касок ослаблять вертикальные удары падающих на голову предметов.
Исследования МакНИИ показали, что при боковом ударе каски не обеспечивают требуемую защиту, и что для поглощения энергии сильных и боковых ударов желательно использовать дополнительную демпфирующую прокладку — помимо обычной подвески. Для этого может использоваться, например, прокладка из наполненных воздухом «пузырьков», или пластиковых сотовых ячеек.
В Южной Корее сравнивали смертность и тяжесть черепно-мозговых травм у рабочих, пострадавших при падениях в 2010—2012 гг., всего 1298 пациентов. Каски использовали 45 % (584 рабочих). Среди упавших без каски доля черепно-мозговых травм была заметно выше (8,7 % и 4,6 %). При учёте высоты падения, и высоте 4 м и выше, каски никакого эффекта не давали. Доля смертельных исходов существенно не отличалась (2,9 % без каски, 3,1 % в каске) при любой высоте падения. Среди не применявших каски доля прошедших обучение охране труда была вдвое меньше (35,2 и 73,5 %).
По данным риск сильного сотрясения мозга заметно возрастает в тех случаях, когда удар по каске не центральный (вызывающий лишь линейные ускорение), а такой, который вызывает одновременно и поворот. При ударах, вызывающих чисто линейное ускорение, травмирование часто происходит лишь тогда, когда удар настолько сильный, что происходит разрушение костей. Мозг, как вода, практически несжимаем, и при линейных ускорениях взаимного перемещения его частей друг относительно друга не происходит. В результате такое воздействие часто не приводит к серьёзным травмам.
Eсли возникает и угловое ускорение, то ситуация резко изменяется. Вращательное движение головы стремиться увлечь за собой периферийные части головного мозга, а они, и центральная часть мозга, по инерции стремится остаться неподвижными. Части мозга стремятся сместиться и относительно неровной внутренней поверхности черепа, и друг относительно друга, что значительно увеличивает опасность. Стремление сместиться создаёт касательные напряжения, которые создают риск разрывов тканей, нервов и сосудов, и соответственно опасность диффузного аксонального повреждения центральной нервной системы. Обычная подвеска касок не уменьшает передачу вращательного движения на голову, что увеличивает риск. Разработаны новые СИЗ головы: если удар стремиться вращать каску, подвеска позволяет ей повернутся относительно головы (в некоторой степени), что ослабляет передаваемые голове «вращающие» силы (подобно тому, как линейное смещение оболочки каски относительно подвески ослабляет прямой удар).
На всех рабочих местах случаи травмирования падающими сверху предметами составляют не самую большую долю, чаще удары по голове происходят при падениях и спотыканиях, ударах головы о предметы, а также из-за дорожно-транспортных происшествий. В Имперском колледже смоделировали удары головы при спотыканиях, падениях вперёд и назад, более 1600 возможных случаев. Результаты показали, что обычные каски (без защиты от боковых ударов) нередко неспособны не только смягчить удар, но даже не закрывают место удара на поверхности головы.
Последнее согласуется с результатами, полученными в Европейском Союзе: в строительной отрасли за период 2014—2018 гг. большинство травм головы было связано с падением работников, в том числе и при отсутствии перепада высоты (спотыкание о лежащие на полу кабели и т. п.). 49,1 % случаев черепно-мозговых травм в Швеции (из 249) и 61,4 % в ФРГ (из 11428) приводили к поверхностным ранам, то есть удар приходился на не защищённую каской часть головы.
Исследования показали, что летом, в солнечные дни, температура воздуха под каской может быть значительно выше температуры окружающего воздуха. Это ухудшает самочувствие работников, снижает производительность и качество труда, повышает риск теплового удара. Систематичное использование касок может стать причиной головной боли у части работников.

#### Требования к СИЗ
Для использования работниками в США каски должны соответствовать требованиям. Они включают в себя СИЗ с защитой от удара только сверху, и с защитой от ударов сверху и сбоку. В Канаде в одном стандарте собраны и требования к СИЗ головы, и рекомендации по их выбору и применению, документ схож с американским.
Последнее издание стандарта Австралии дополнено требованиями к шлемам «тип 4», которые должны защищать и от ударов сбоку и сзади.
Стандарт Европейского Союза 2012 г., и гармонизированный с ним ГОСТ РФ предусматривает только защиту от ударов сверху. В ЕС также есть стандарты предусматривающие защиту от ударов сбоку (для работы на высоте, и с улучшенной защитой).
Поскольку не центральные удары, сопровождающиеся как линейным, так и вращательным движением, могут быть более опасны, в ЕС разработан стандарт для испытаний касок для оценки опасности при таких ударах, исключительно схожий со стандартом.
ГОСТ включает требование: каска должна ослаблять чисто вертикальный, центральный удар груза 5 кг, падающего с высоты 1 метр, до 5 000 ньютон (в США 3,6 кг; 1,52 м, 4450 Н).
Таким образом ни в одной из стран до 2022 г. не было никаких требований к СИЗ головы, учитывающие их способность уменьшать передачу вращательного движения — хотя давно известно, что именно оно представляет значительную опасность во многих случаях. Требования к работодателю по выбору именно таких касок — отсутствуют. Поэтому, и из-за большей стоимости, новые модели используются нечасто.

#### Требования и рекомендации по выбору и использованию
В Канаде в одном стандарте собраны и требования к СИЗ головы, и рекомендации по их выбору и применению. В случае, если риски разных ударов не оценивались совсем, при работе на стройках, и во всех остальных случаях (кроме тех, когда работодатель показал, что опасность боковых ударов незначительна) необходимо использовать каски с защитой от боковых ударов. СИЗ Опубликованы советы специалистов.
В соответствии с Директивой ЕС все проблемы, связанные с оценкой риска, выбором соответствующего риску средства защиты головы, а также обеспечение совместимости с другими СИЗ (органов дыхания, слуха и т. п.) целиком возлагаются на работодателя. Каски должны приобретаться им за свой счёт и бесплатно выдаваться работникам. В Директиве в конце приведён перечень видов работ и областей деятельности, где могут требоваться разные СИЗ, включая СИЗ головы.
В США требования по охране труда в разных отраслях включают в себя использование СИЗ головы. Работодатели должны использовать лишь сертифицированные СИЗ. Также указано, что они должны выполнять требования стандарта ANSI, где есть некоторые советы по использованию этих СИЗ.
Учтя статистические данные за 2020 г. Департамент условий и охраны труда (OSHA, 6 % несчастных случаев без смертельного исхода из-за травм головы при ударах, падениях, спотыканиях и т. п.) пришёл к выводу о необходимости перехода от касок к шлемам во многих отраслях. Решение пока не воплотилось в требования закона, а является рекомендацией — вместе с программой действий по: оценке риска травм головы, выбора, применения и ухода за СИЗ головы. Новые шлемы изготавливают не из пластика, а композиционных материалов, они легче и лучше защищают от ударов, особенно боковых. С другой стороны, среди работающих в строительстве шлемы многим не нравятся, особенно опытным рабочим (внешний вид, неудобность).
Правительство Гонконга требует, чтобы работодатели учитывали возможность боковых ударов при выборе касок, и чтобы на стройках использовали именно шлемы, обеспечивающие защиту и от таких ударов.
Значительное внимание к сбережению здоровья молодёжи школьного возраста побудило американских специалистов внести изменения в требования к СИЗ головы. Несмотря на отсутствие чётких и однозначных критериев опасности вращательного движения, отсутствие общего мнения специалистов о границе опасности углового ускорения - в стандарте впервые в мире предусмотрено измерение углового ускорения при ударе, вызывающем вращение макета головы, и установлены требования к его ослаблению. 

#### Результаты применения
Со ссылкой на Бюро трудовой статистики (BLS) сообщали, что при использовании 6 млн касок в 2019 г. зарегистрировано 18 тыс. черепно-мозговых травм, что по данным OSHA от ударов падающих предметов погибает порядка тысячи рабочих (и 6 из 7 погибших не использовали каски). Разработаны рекомендации для выбора касок для строителей.
В Великобритании менее чем за год зарегистрировано более 348 тыс. случаев оказания медицинской помощи работникам с черепно-мозговыми травмами; но опросы показывают, что примерно в половине случаев рабочие не сообщают о ударах по голове руководителям, и возможно, проблема гораздо серьёзнее, чем это показывает статистика.

#### Канадский опыт
Значительный рост регистрируемого травматизма головы работников (порядка 3,7-8 раз) побудил ассоциацию крупных строительных компаний добровольно и по собственной инициативе начать переход от касок к шлемам (защищающим и от боковых ударов). Аналогично, последняя редакция 2024 г. стандарта с требованиями к выбору СИЗ головы обязывает использовать каски с защитой от боковых ударов (кроме случаев, когда работодатель покажет незначительность этой опасности). Однако канадские законодатели, в тех же самых условиях, изменили требования иначе — разрешив вообще не применять СИЗ головы в условиях, когда риск низкий. Причины такого парадоксального изменения две: работники из Индии, сикхи, не хотят отказываться от религиозного головного убора (тюрбана), что мешает их найму на стройки и т. п.; а специалистом известно, что каски — самый ненадёжный вид защиты головы от травм. В рекомендациях по профилактике травм головы отмечается, что значительная их доля происходит из-за падений споткнувшихся работников при отсутствии перепада высоты. Соответственно, рекомендуется обратить внимание на используемую обувь, на лежащие на полу провода и т. п., и лишь после этого (пункт № 7) советуют использовать каски.
То есть для снижения риска травм стараются в первую очередь уменьшить саму опасность, и лишь когда это сложно сделать — используют хотя и ненадёжные, но улучшенные СИЗ головы.

### Защитная одежда и обувь

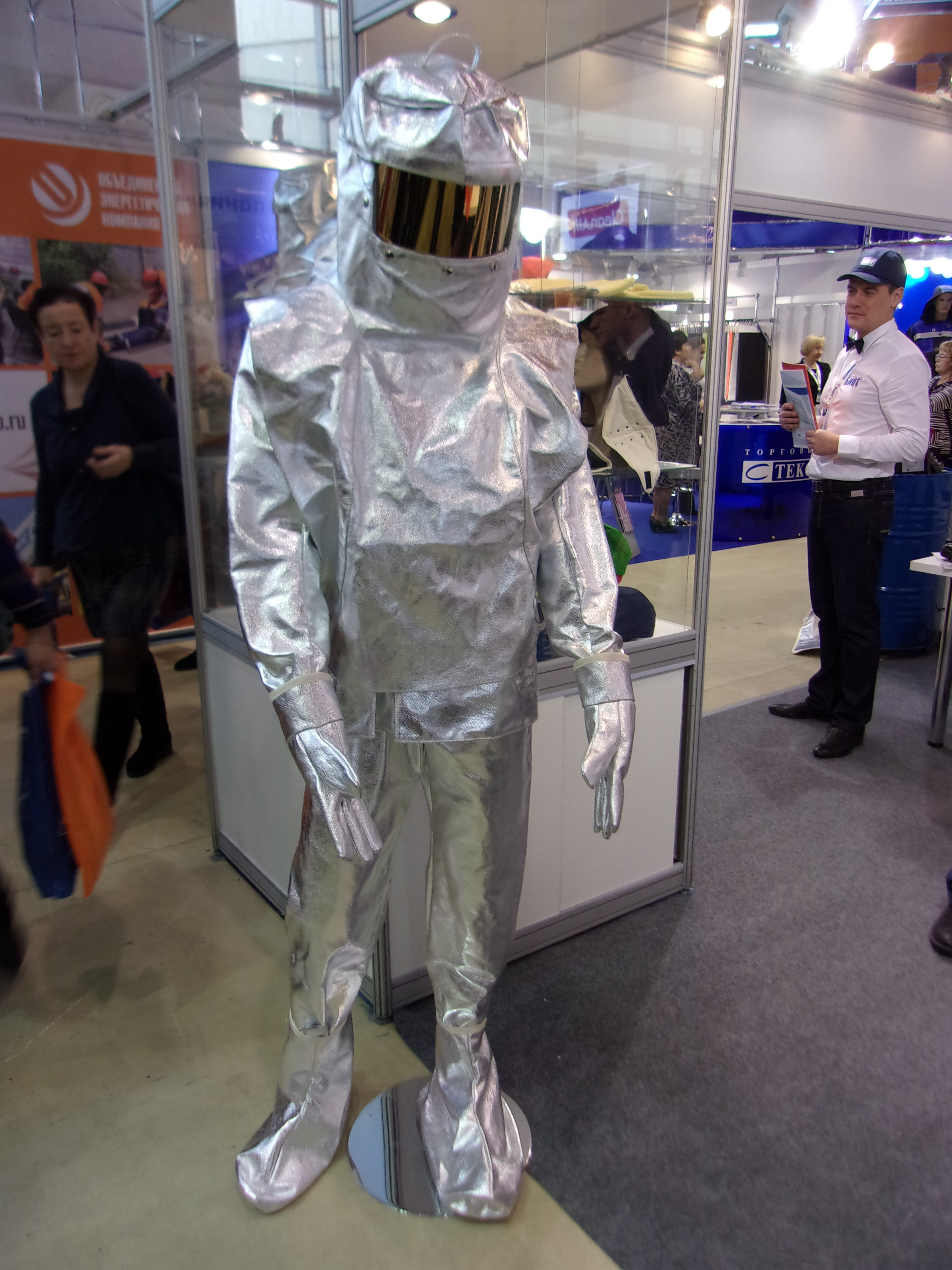
Костюм с защитой от перегрева излучением

#### Спецодежда
Защитная одежда разных видов предназначена для защиты от химических, физических и биологических вредных производственных факторов.

##### Научные исследования
Использование газонепроницаемой защитной одежды, особенно в сочетании с применением СИЗОД, создаёт значительную физиологическую нагрузку на работающих в нагревающем микроклимате. Ухудшается естественная теплоотдача из-за испарения пота, что делает длительное использование такой одежды без дополнительного охлаждения невозможным.
Для защиты от охлаждающего микроклимата на Крайнем Севере разрабатывалась защитная одежда с электрообогревом (тепловая мощность до примерно 135 Вт), поскольку использование имевшихся теплоизолирующих материалов приводило или к увеличению толщины (и снижению подвижности), или ухудшало удаление влаги (при ветронепроницаемом наружном слое).

##### Требования к спецодежде
Костюмы для защиты от жидких, газообразных и аэрозольных воздушных загрязнений, от проникания химических веществ при обливании и т. п., проходят разнообразные испытания защитных свойств и долговечности. В разделах 4.6.2-4.6.4 стандарта описано тестирование, используемое при лабораторной сертификации защитных костюмов и перчаток (проникание химических веществ через материал, долговечность при изгибах, и др.). Из 10 видов тестов для 8 однозначно и твёрдо сказано, что результат не даёт никакой информации для оценки защитных свойств и продолжительности защиты при применении этих СИЗ на практике.
После аварии на Чернобыльской АЭС был разработан стандарт с требованиями к одежде для защиты от радиоактивных загрязнений, и он не пересматривался ни разу (обычно это делают каждые 5 лет).

##### Выбор спецодежды
ИСО разработала требования к защитной одежде при воздействии огня и нагревании.

### Спецобувь
Разрабатывается и производится различная обувь, предназначенная для защиты ног от разных вредных и опасных факторов.

#### Научные исследования
На основании статистических данных о травмировании ступней шахтёров падавшими на них предметами, были получены исходные данные для разработки требований к защитным свойствам спецобуви с усиленным подноском (энергия удара в подавляющем большинстве случаев до 100 Дж, статическая нагрузка до 4,9 кН).

#### Выбор защитной обуви
ИСО разработала указания по выбору СИЗ ног, и в ЕС принят соответствующий гармонизированный стандарт. В Канаде разработан свой стандарт по выбору СИЗ ног.

### СИЗ от падения
В целом, эти СИЗ, при правильном выборе, и своевременном и правильном применении обученными работниками, могут предотвращать само падение, и/или останавливать падение; или используются для эвакуации, например, из колодцев. Лучше всего предотвращать падение.

#### Требования к выбору и использованию
В США есть требования к СИЗ от падения, которые должны быть совместимы с узлами для крепления. Выполнение требований проверяется государственными инспекторами.
В РФ, в разделах даны общие указания, а также отдельные подробные указания по использованию этих СИЗ.

#### Обучение
Разработаны учебные материалы для профилактики падений при разных видах деятельности, пример, обучению рабочих.

#### Общий итог
В 2020 г. в РФ среди причин несчастных случаев с тяжёлыми последствиями первое место нанимали падения с высоты, 22,9 % (с. 42). Роструд и Росстат не публикуют подробных конкретных данных о причинах несчастных случаев, а по сведениям в 2020 г. только на стройках из-за падения с высоты погибло более 300 человек. По данным в США в 2021 году из-за падений с высоты погибло 680 рабочих. Причины смерти указывают не вполне одинаково: в РФ строители погибали «по своей вине», а в США — в основном из-за «нарушений требований к защите работников от падения».
Возможно, правильный выбор, своевременное и правильное применение, и качество обучения рабочих — не всегда соответствуют требованиям. В учебных материалах подчёркивается необходимость устранять причину опасности, и использовать в первую очередь средства коллективной защиты.

### Дерматологические СИЗ
В некоторых случаях, когда использование перчаток невозможно (например, когда они снижают чувствительность пальцев и мешают работать), для снижения риска повреждения кожи используют различные пасты, мази и крема. В целом, они делятся на три группы: с водоотталкивающими свойствами (улучшают защиты от воды, и слабых растворов кислот, щелочей и других химикатов); гидрофильные (для работы с растворителями, нефтепродуктами, маслами, красками); и для очистки кожи от загрязнений. Часть средств может использоваться при низких температурах (минимальная температура должна указываться в маркировке).

#### Научные исследования
Наблюдение за состоянием рук работников (при контакте рук с водой, слабыми электролитами кислот и щелочей, сульфитной бардой, содовой эмульсией, кремнийорганическим лаком, керосином и скипидаром) показало, что использование крема «Силикон» уменьшило сухость рук, появление трещин, развитие экзем и Дерматитов; крем не оставлял следов на изготавливаемых изделиях. Но автор (профпатолог) заявила, что всё равно не следует забывать об улучшении условий труда и сокращении контактов рабочих с вредными веществами.
Для улучшения очистки рук после работы со свинцом была предложена специальная паста. Её испытание показало улучшение очистки кожи у работников типографии.

#### Требования и рекомендации по выбору и использованию
Уже давно ведутся научные исследования таких средств защиты, но их полноценное включение в перечень СИЗ (кроме моющих средств) произошло сравнительно недавно, и их выбор и обеспечение ими работников организуются в соответствии с конкретными условиями труда, а не по профессиями. Производители этих СИЗ ведут активную пропаганду их использования, пример. Обязанность работодателя обеспечивать работника этими СИЗ закреплена в разработанном поставщиками ГОСТе (созданном без какого-то участия специалистов по гигиене и охране труда).
В целом, сначала до работы наносятся защитные препараты, а после работы — очищающие и регенерирующие, и все подбираются с учётом конкретных вредных факторов и степени их воздействия.

### СИЗ от электрического тока
Для защиты от поражения электрическим током при касании проводов и/или предметов, на которых действие электромагнитных полей изменяет их электростатический потенциал, используют различные СИЗ: диэлектрические перчатки, галоши (боты), каски (кроме работ в электрощитах), изолирующие коврики/подставки, изолирующие штанги, клещи, ручной изолирующий инструмент (пассатижи с изолированными ручками и т. п.), указатели напряжения, экранирующие СИЗ от электрического и магнитного полей (при напряжении выше 330 киловольт), другой специальный инструмент.

#### Требования к СИЗ
Требования к СИЗ от поражения электрическим током в США собраны в документе. Все СИЗ должны соответствовать требованиям перечисленных в документе стандартов Американского общества испытаний и материалов, должны иметь заметную маркировку (класс электроизоляции), ежедневно проверяться для выявления возможных повреждений, и периодически проверяться для определения сопротивления (при приложении межфазного напряжения ток не должен превышать 1 микроампер на 1 киловольт).
В РФ используется инструкция с требованиями к учёту, хранению, испытаниям и применению этих СИЗ.

#### Научные исследования
Проводилось лабораторное исследование экранирующих комплектов ЭП-4 разной комплектации, в лабораторных условиях, на манекенах и на добровольцах. При работе в условиях нагревающего микроклимата эти СИЗ могут затруднять отвод тепла от организма.

#### Выбор и применение
Требования к использованию этих СИЗ в РФ имеются в правилах эксплуатации электроустановок.

#### Результат использования
По данным Роструда в 2021 г. в РФ произошло 3807 несчастных случаев с тяжёлым исходом, и из них около 3,4 % (~130) были вызваны поражением электрическим током.
Публикуется много материалов, посвящённых статистике электротравматизма, с и без смертельного исхода, например подробный материал. Но даже в самых детальных анализах несчастных случаев не удалось найти статистической информации о том, как их частота связана именно с СИЗ (например: не применением, неправильным выбором, неисправностью СИЗ или других обстоятельствах). Свидетельством недостатка внимания к защите от электричества является, например, то, что при специальной оценке условий труда электромонтёров контактной сети не учитываются электрическая и потенциальная энергии — хотя именно их воздействие приводит к половине всех травм со смертельным исходом.
Причинами большинства из 637 несчастных случаев при ведении горных работ были не технические, а организационные, в том числе недостаточно хорошая подготовка молодых работников, большая часть пострадавших — электрики; 80 % случаев — при работе с оборудовании при напряжении более 1000 вольт.

### Средства спасения на воде
Разработаны международные стандарты к средствам защиты для небольших судов (пример), а также требования к их выбору и использованию.

### СИЗ пожарных
Для защиты пожарных разработаны требования к СИЗ, и их выбору и использованию.

### Экзоскелеты
Для снижения нагрузки на опорно-двигательный аппарат и отдельные органы могут использоваться специальные устройства. Экзоскелеты могут быть «активными» (с приводом и источником энергии, то есть управляемые рабочим роботы), и пассивные (уменьшающие или перераспределяющие нагрузку).

#### Научные исследования
Быстрое развитие технологий в этой области, разнообразие конструкций и условий применения, и определённая «инерционность» привели к тому, что свойства и влияние этих СИЗ на рабочих пока полноценно не изучены. Большинство исследований проведены в лабораторных условиях, и с привлечением очень небольшого числа участников. Например, по данным исследование в университете Онтарио показало, что нагрузка на спину не только не уменьшилась, а даже возросла. Национальный институт охраны труда планирует провести изучение при использовании этих СИЗ в разных отраслях.

#### Требования к СИЗ, их выбору и применению
Отсутствие достаточного объёма научной информации достаточно высокого качества не позволяет разработать даже рекомендации.

#### Планы
Объём продаж таких СИЗ в США очень быстро растёт. Специалисты NIOSH отмечают, что хотя такие СИЗ могут быть очень полезны, но они очень плохо изучены, и сами могут создавать опасности. Например, улучшая работоспособность при использовании инструмента, они могут способствовать увеличению длительности работы с ним, и дозе воздействия вибрации на руки. При использовании автономного источника энергии его неисправность может привести к химическим и/или тепловым ожогам. Институт считает, что перед широкомасштабным внедрением таких СИЗ необходимо как следует изучить их. В частности, NIOSH планирует провести изучение этих СИЗ в горном деле.

### Защита от двух и более вредных факторов

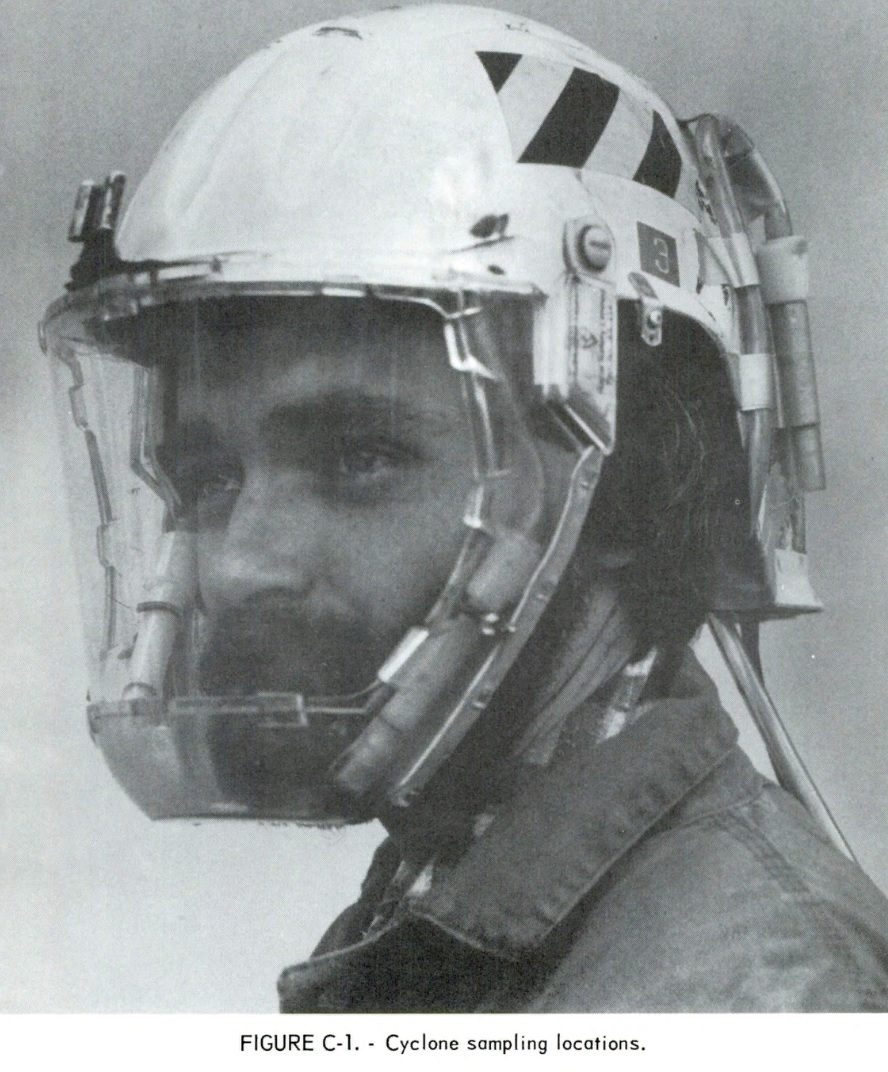
Комбинированный СИЗ лица, головы, органов дыхания и слуха; аккумулятор на поясе не показан

Нередко работникам необходима защита не от одного, а от двух и более вредных производственных факторов, и тогда они могут одновременно использовать разные СИЗ. При этом негативное воздействие СИЗ на рабочего может заметно возрасти, а влияние СИЗ друг на друга может значительно ухудшать их защитные свойства. Например, использование респираторов, защитных и/или корректирующих очков, и защитных наушников приводит к заметному ухудшению защиты от шума: ремешки оголовья маски и дужки очков попадают под обтюратор наушников и образуются зазоры; некоторые СИЗ вообще невозможно использовать одновременно.
По данным специалистов МакНИИ при одновременном использовании каски, респиратора и защитных очков поле зрения шахтёра сокращалось втрое; и из-за этого при выполнении некоторых работ он вынужден был наклонять голову так сильно, что каска переставала защищать от возможного падения кусков породы с кровли.
При одновременном использовании полнолицевых масок СИЗОД и касок, застёжки/регуляторы длины оголовья СИЗОД могут оказаться в зазоре между корпусом каски и головой. В случае удара по каске вместо амортизации за счёт смещения в свободном пространстве произойдёт вдавливание/удар жёсткой застёжки в голову. Также, на основании большого накопленного опыта, президент Британской гигиенической ассоциации отметил, что СИЗ, не создающие дискомфорта при использовании по-отдельности, могут оказывать сильное негативное воздействие на работника при одновременном применении (обзор).
Разработан стандарт с требованиями к определению того, насколько разные СИЗ совместимы друг с другом, и насколько соответствуют условиям труда.

## Лабораторная эффективность и профилактика профзаболеваний
Защитные свойства исправных СИЗ, своевременно и правильно применяемых обученными работниками на рабочих местах, могут значительно отличаться от получаемых при сертификации в лабораторных условиях. Это отличие может быть очень большим, и может учитываться в требованиях к работодателю (регулирующих выбор и организацию использования СИЗ), в разных странах в разной степени. Причины отличий:
1. Из-за исключительной универсальности СИЗ их используют при выполнении разнообразных работ на различных рабочих местах. Имитировать все возможные условия применения при кратковременных испытаниях при сертификации невозможно. Аккуратно надетая маска респиратора может сползти во время работы, из-за движений работника, задевания за другие предметы и т. п. Стандартизованная методика испытаний (пример[310]) требует, чтобы участник плавно поворачивал голову направо-налево, наклонял вниз и запрокидывал назад. Такие испытания не позволяют определить, насколько хорошо маска удерживается на лице на практике.
2. Индивидуальные особенности работника могут учитываться в разной степени. В Европейском Союзе к испытаниям респираторов «не привлекают людей, для которых невозможно добиться удовлетворительного прилегания полумаски»[310]. В США работодателей обязали проверять приборами соответствие маски лицу каждого работника, и проверять умеет ли он правильно её надевать, в РФ и во многих других странах такого требования нет.
3. Исследования показали, что неопытные и не обученные участники испытаний, в среднем, надевают СИЗ органа слуха правильнее и аккуратнее, чем обученные и опытные работники[124]. Это может объясняться тем, что участники приходят в лабораторию исключительно для сертификации, и всё внимание нацеливают на правильное использование СИЗ. А рабочие всё внимание сосредотачивают на работе, для них использование СИЗ второстепенно.
4. Негативное влияние СИЗ на работника и выполнение работы. Используя респиратор при выполнении не тяжёлой работы человек вдыхает из маски выдохнутый ранее воздух, не пригодный для дыхания; вместе с сопротивлением дыханию это увеличивает нагрузку на организм. Противошумы могут мешать слышать такие звуки, которые несут полезную информацию, необходимую для выполнения работы. Противогазы трудно долго использовать в условиях нагревающего микроклимата. Часть работников может надевать СИЗ неаккуратно, сообщали даже о случаях, когда рабочие делали отверстия в наушниках. Использование защитных очков может снижать производительность труда.
5. Дискомфорт и боль из-за использования СИЗ. Диаметр слуховых каналов у людей может быть от 3 до 14 мм, форма от эллиптической до щелевидной. Если вкладыш изготовлен из пористого сжимаемого материала, так, что при расширении подходит к большинству людей, даже с большими слуховыми каналами, при установке в маленькие на большую глубину он будет сильно сдавливать мягкие ткани. При кратковременном разовом применении испытателем при сертификации ощущения можно назвать «дискомфортом»; а при длительном ежедневном использовании рабочий может ощущать плохо переносимую боль, так, что предпочтёт работать без СИЗ, или вставит вкладыши неглубоко (что сильно ухудшит ослабление шума). Использование защитных очков может повысить утомляемость и вызывать головные боли[27].
6. Рабочим часто требуется защита от более чем одного производственного фактора. При использовании разных СИЗ одновременно они могут влиять друг на друга, и негативные последствия могут заметно возрасти.

## Торговля СИЗ в РФ

### История вопроса

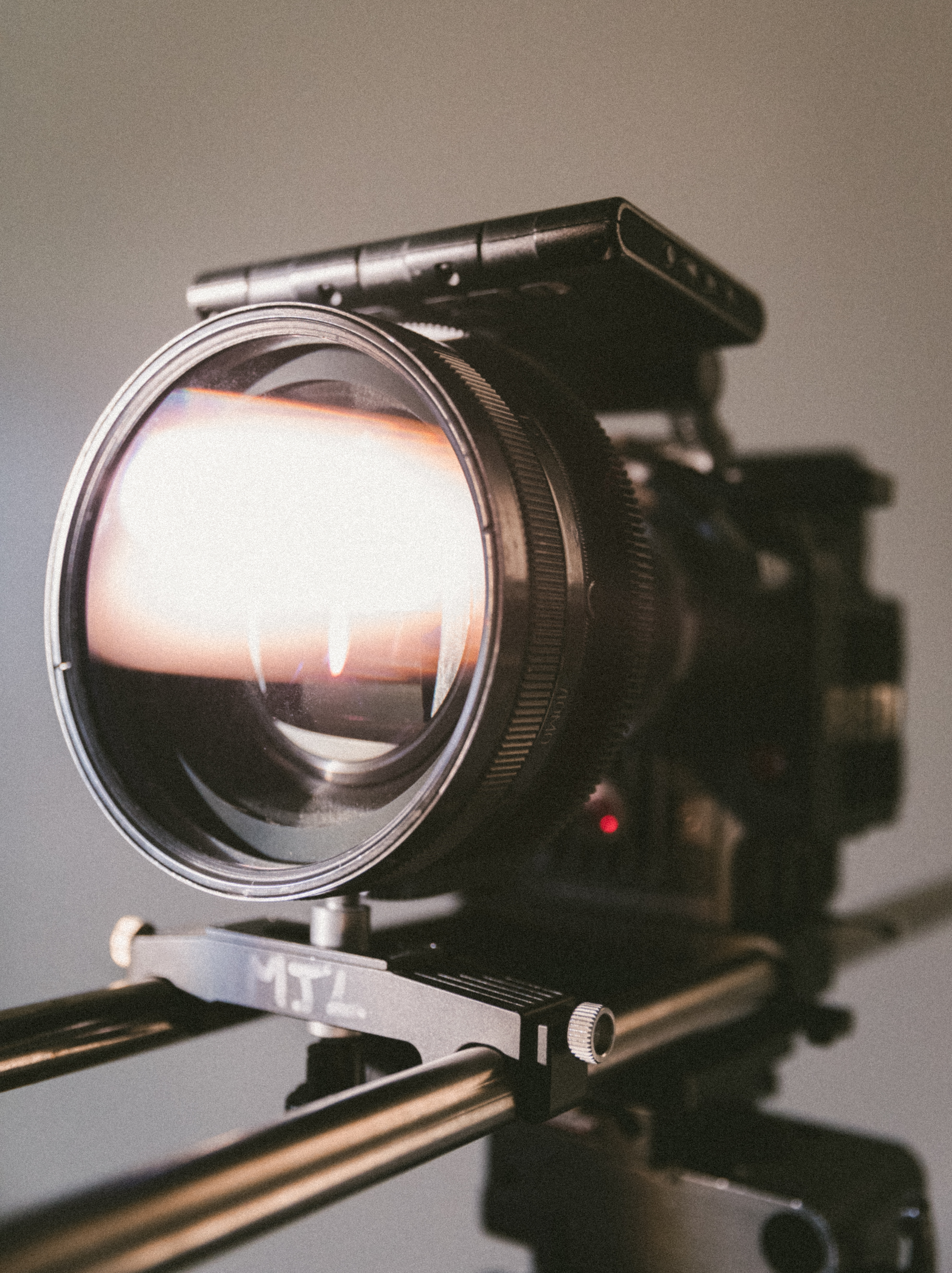
Дистанционное управление позволяет устранить воздействие вредных и опасных факторов на работников

В СССР, в конечном итоге, был один работодатель — государство, которое (в целом) нуждалось в своих гражданах (для армии, ВПК, и обеспечивать всем необходимым две первые категории). Поэтому уже в довоенный период были разработаны нормы бесплатной выдачи работникам спецодежды и СИЗ. Для определения того, кому какая защита требуется, использовалась профессия работника.
Для выдачи рабочим спецодежды и СИЗ с 1920-х разрабатывались и улучшались нормы выдачи (пример), и в 1980-х ими были охвачены практически все те, кому должны были выдаваться СИЗ.
Со временем, по мере научно-технического прогресса, ситуация усложнялась: рабочие одной профессии могли работать в очень разных условиях. И во второй половине 20-го века для учёта конкретных условий труда начали проводить аттестацию конкретных рабочих мест. На практике допускались и грубые ошибки при выдаче работникам СИЗ: например, по «Типовым нормам …» маляру полагался СИЗОД, и ему его выдавали, но с фильтрами от пыли, которые пропускали пары растворителей.
Аттестация рабочих мест пережила распад СССР, но в новых социально-экономических условиях в большинстве случаев перестала выполняться работодателями. Они могли просто менять работников по мере «износа». Старая система обеспечения работников СИЗ по «Типовым нормам …», по профессии, сохранилась. А условия труда и перечень профессий стали несравненно разнообразнее, при этом доля рабочих мест с вредными условиями труда (когда Трудовой кодекс требовал использовать СИЗ) значительно возросла.
В этих условиях был принят закон 426-ФЗ «О специальной оценке условий труда». Он непосредственно не требовал от работодателей улучшать условия труда. (При худших условиях труда несколько возрастали страховые отчисления. Но практика показала, что работодателей это не стимулирует). Также была разработана не имевшая аналогов «Методика снижения классов (подклассов) условий труда …», которая вопреки мнению специалистов приравнивала выдачу СИЗ к улучшению условий труда. Документы, сильно влиявшие на торговлю СИЗ, разрабатывались с учётом интересов поставщиков, и под контролем лоббистской организации АСИЗ. В результате их совместного использования, практика защиты рабочих от вредных факторов может свестись к:
1. Вместо средств коллективной защиты, сложных, дорогих, требующих квалифицированной разработки и техобслуживания — рабочим выдают СИЗ. Формально, работодатель обеспечил выполнение требований закона в части защиты работников.
2. Выдача СИЗ позволяет снижать классы (подклассы) труда, и соответственно — страховые отчисления.
3. Закупка СИЗ может выполняться за счёт средств Фонда социального страхования.

Результат: в условиях низкого уровня ответственности работодателей за повреждение здоровья работников это привело к тому, что на многих предприятиях около 70 % средств, выделяемых на охрану труда, тратится на закупку СИЗ. А в условиях роста доли рабочих мест с вредными и опасными условиями труда это приводит к значительному увеличению объёма продаж СИЗ.

### Производство СИЗ
В СССР велись широкомасштабные научные исследования материалов и средств защиты всех типов, проводились опытно-конструкторские работы, учитывался опыт развитых стран. Тем не менее ассортимент и количество выпускаемых СИЗ были недостаточны, часть СИЗ снималась с производства из-за низкого качества. В 1977 г. в СССР ежегодно изготавливали 150 млн единиц СИЗ органов дыхания.
После распада СССР произошло прекращение выпуска активированного угля на заводе ОАО «Заря» (Дзержинск, Нижегородская область) (с. 170). В результате по данным директора ОАО "Корпорация «Росхимзащита», потребность в активированном угле (для фильтрующих противогазных СИЗОД) в 2015 г. на 75 % удовлетворялась за счёт импорта.

### Ассоциация СИЗ и выставка «БИОТ»
С 1992 г. проводится выставка «Безопасность и охрана труда», на которой 14 ноября 2001 г. была учреждена Ассоциация СИЗ. Название выставки «Безопасность и охрана труда» не соответствует содержанию: подавляющее большинство участников — поставщики и производители СИЗ, спецодежды и спецобуви, а также сопутствующих товаров (застёжки-молнии, швейное оборудование и т. п.). В 2024 г. выставка проводится в МВЦ «Крокус Экспо».
По уставу, действовавшему до декабря 2021 г., Ассоциация защищает интересы поставщиков и производителей в органах власти; участвует в разработке законов и нормативных документов, влияющих на работу её членов, то есть — на торговлю СИЗ. Поскольку президент АСИЗ Ю. Г. Сорокин одновременно возглавлял Департамент условий и охраны труда в Минтруде, государственная поддержка росту продаж СИЗ была значительна. Как отметил бывший руководитель Департамента условий и охраны труда Минтруда, а затем президент АСИЗ Ю. Г. Сорокин «… Минтруд РФ возложил на Ассоциацию СИЗ почётную обязанность по мониторингу ситуации в сфере обеспечения работников СИЗ». Кандидатура нового руководителя АСИЗ, В. Котова, была согласована с Сорокиным.
Сейчас техническое регулирование, производство, торговля СИЗ, а также всё, что с этим связано, находится под сильным влиянием объединения поставщиков СИЗ, лоббистской Ассоциации, которая добивается принятия выгодных для её членов решений на государственном уровне.

### Объём продаж СИЗ, спецодежды и обуви
Наблюдается устойчивый и значительный рост объёма продаж СИЗ в РФ.
| Год | Объём продаж, млрд. руб. | Средние затраты на работника, тыс. руб. | Доля работающих во вредных условиях Росстат() | Оценка числа умерших из-за вредных условий труда, в основном из-за профзаболеваний |
| --- | ------------------------ | --------------------------------------- | --------------------------------------------- | ---------------------------------------------------------------------------------- |
| 2001 |                          | 1,2                                     | 18,8 %                                        | 64,2                                                                               |
| 2004 |                          | 1,4                                     | 21,3 %                                        |                                                                                    |
| 2005 |                          | 1,7                                     | 22,2 %                                        |                                                                                    |
| 2006 | 27,6                     | 2                                       | 23,4 %                                        |                                                                                    |
| 2007 | 30,4                     | 2,3                                     | 24,9 %                                        | 190,0                                                                              |
| 2012 | 51,2                     | (около 2,7)                             | 31,8 %                                        |                                                                                    |
| 2016 | ~ 74,7 (120)             | 7,584                                   | 38,5 %                                        |                                                                                    |
| 2017 | ~ 86,1                   | (8,65)                                  | (33,0 %)                                      |                                                                                    |
| 2018 | ~ 96,4                   |                                         | (33,4 %)                                      |                                                                                    |
| 2019 | 100,6                    |                                         | (33,8 %)                                      |                                                                                    |
| 2020 | 118,06                   | 11,2 (с. 72)                            | (33,8 %)                                      |                                                                                    |
| 2021 | 130,1                    |                                         | (33,5 %)                                      |                                                                                    |
| 2022 | 151,6                    |                                         | (33,5 %)                                      |                                                                                    |
| 2023 | 181,0                    | 17,9                                    | (32,8 %)                                      |                                                                                    |
| Примечания: 1. Средние расходы на 1 работника и общие расходы на приобретение СИЗ (включая спецодежду и обувь) приведены лишь для тех работников, которые работает на предприятиях, охваченных Росстатом (стр. 12), около 13 млн. 2. С 2014 г. пересмотрены критерии, что считать вредным, а что нет, и разрешили снижать классы труда за счёт выдачи СИЗ. Прекращение роста доли работающих во вредных условиях может объясняться этими изменениями, и тем, что качество аттестации рабочих мест и спецоценки условий труда бывает крайне низким. |                          |                                         |                                               |                                                                                    |

Специалистам давно известно, что от профессиональных и профессионально обусловленных заболеваний умирает во много раз больше людей, чем из-за несчастных случаев. Однако в документах Минтруда возможность смерти работников из-за профзаболеваний не рассматривается.
Также известно, что средства коллективной защиты надёжнее предотвращают смерть, травмирование и развитие профзаболеваний — но расходы на СКЗ в упомянутых документах отсутствуют.
Объём торговли СИЗ в РФ приблизился к уровню ФРГ, страна вошла в «пятёрку» мировых лидеров.
По данным на предприятиях, охваченных Росстатом, затраты на закупку СИЗ достигли 49,8 % от всех затрат на компенсации. А по данным во многих организациях закупка СИЗ составляет 70 % от всех расходов на охрану труда.
В то же время, в условиях регистрации незначительной части профзаболеваний, и отсутствия существенных экономических последствий для работодателей, в 2020 г. (по оценкам с. 123) при общих затратах на охрану труда 379,5 млрд руб., и при трети из них, потраченных на закупку СИЗ (118,1), общенациональный экономический ущерб страны только из-за потерь рабочего времени достиг 1770 млрд руб. (с. 75), то есть многократно превысил затраты на охрану труда, и на порядок — расходы на СИЗ.
Поставщиков СИЗ беспокоит возможность снижения государственного регулирования закупок СИЗ работодателями, так как это может привести к тому, что часть из них будет экономить уже не только на средствах коллективной защиты, но и СИЗ тоже.
По данным при закупке СИЗ (в том числе — за счёт средств ФСС; и в том числе — заведомо недостаточно эффективных) до 40 % выплачиваемых за них денег расходуется на взятки (т. н. «откаты»).

### Контрафакт

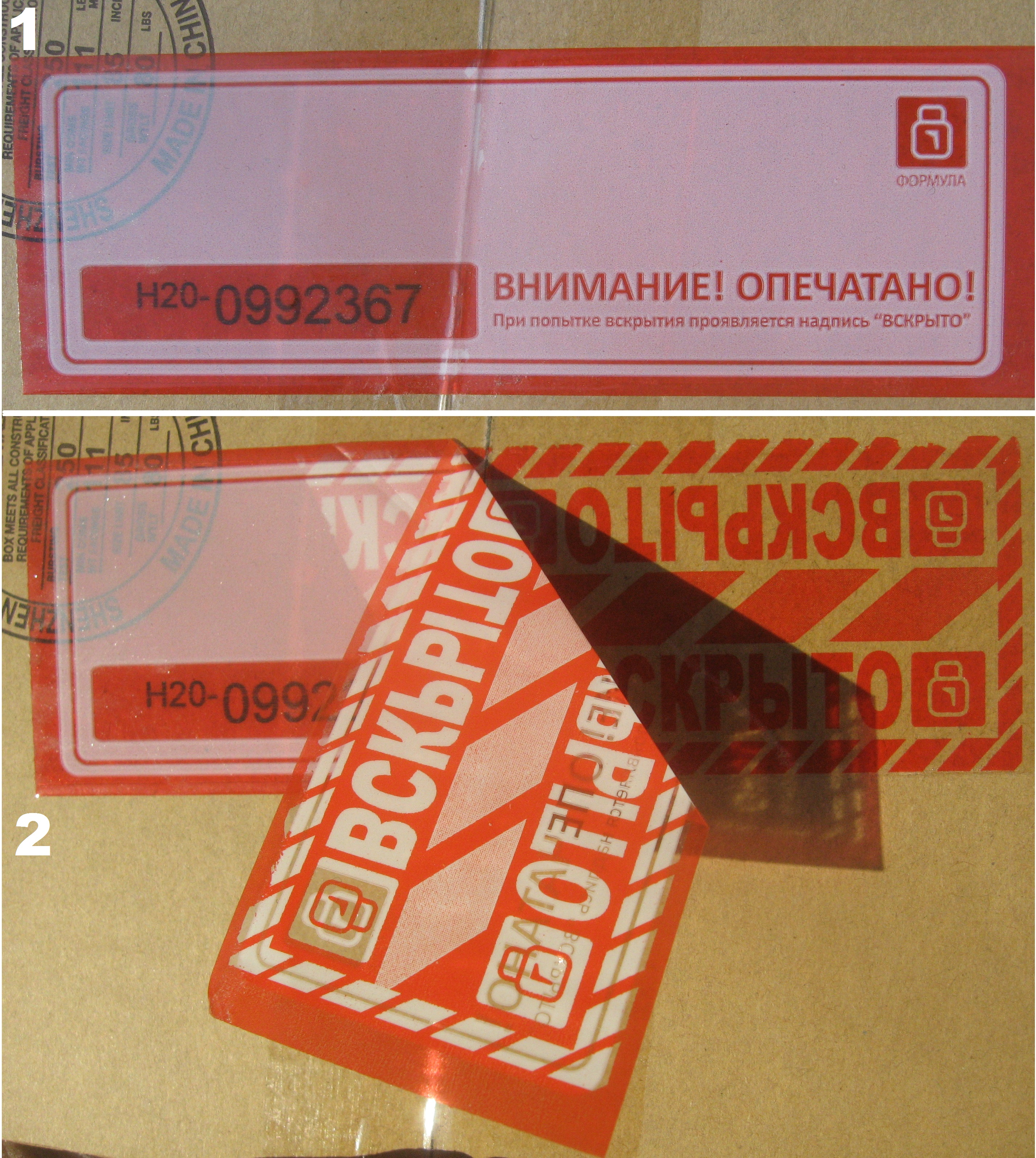
Способ борьбы с контрафактом, неиспользуемый поставщиками

По данным значительная часть СИЗ на российском рынке — подделка. Ассоциация СИЗ и поставщики систематично заявляют о своей борьбе с контрафактом, и одновременно о том, что его доля в общем объёме продаж продолжает оставаться очень большой, уже не первое десятилетие. При этом, однако, в большинстве случаев, при упаковке и маркировке не контрафактных СИЗ не используются доступные современные способы защиты, например — наклейки с голограммами, и специальный скотч (см. рис.).
С другой стороны, заявления о присутствии на рынке контрафакта, и отсутствие надёжных способов отличить его от качественной продукции, затрудняет выявление причин ухудшения здоровья рабочих, применяющих СИЗ. Например, при использовании противогазов поставщики рекомендуют заменять фильтры при появлении запаха в маске. Если обоняние работника и другие обстоятельства позволят ему вовремя поменять контрафактный фильтр, вдыхания вредных газов из-за запоздалой замены фильтра не произойдёт. А если фильтр качественный, и его срок службы гораздо больше, чем у контрафактного, но у рабочего недостаточная чувствительность обоняния (а способность вовремя обнаруживать вредные газы при медосмотрах не проверяется) — он может серьёзно отравиться. То есть, последствия могут зависеть вовсе не от того, контрафактный ли фильтр, или высококачественный. А поскольку в РФ нет научно обоснованных требований к выбору СИЗ, при ухудшении здоровья из-за грубых ошибок и выдаче работникам заведомо недостаточно эффективных, и одновременно высококачественных, сертифицированных СИЗ — результат будет аналогичный.
Вероятность ошибок при выборе СИЗ возрастает из-за того, что поставщики (в рекламных целях) завышают эффективность на порядки, не неся никакой ответственности за последствия выполнения необученными потребителями их рекомендаций.

## Примеры влияния конфликта интересов на точность публикуемой информации
В исследованиях СИЗ, разработке требований к ним, и к их выбору и применению участвуют квалифицированные специалисты в разных странах мира. И немалая их доля работает в компаниях, изготавливающих и/или торгующих СИЗ, другие могут быть тесно связаны с поставщиками СИЗ. В некоторых случаях это может приводить к конфликту интересов, что иногда отражалось на результатах работы. С другой стороны, потребители не всегда хорошо осведомлены о современном уровне науки в этой области, они заняты проблемами своих предприятий, и им нужно какое-то средство для их решения или смягчения. Они склонны доверять компетентным специалистам в другой области деятельности, и такое доверие иногда может увеличить риск ошибок.
В СССР профилактикой профессиональных заболеваний занимались медицинские специалисты (Минздрав). Среди них была тенденция не участвовать в работах в области СИЗ. Возможно, это объяснялось тем, что сведения о заболеваемости рабочих, собираемые медико-санитарными частями показывали невысокие профилактические свойства СИЗ. То есть они хорошо защищали испытателей в лабораториях от вредных факторов, но плохо защищали работников от профессиональных заболеваний. И медицинские работники были склонны заниматься более эффективными и перспективными средствами защиты. Как отметил специалист по СИЗ: «К сожалению, многие институты гигиены труда и профзаболеваний … сократили или даже прекратили исследования по научному обоснованию гигиенических требований к средствам индивидуальной защиты». Исключения встречались нечасто.
Ниже приводится некоторые случаи, когда результат работы не вполне соответствовал современному уровню науки, возможно, из-за конфликта интересов, а в РФ, дополнительно, из-за недостаточного участия медицинских специалистов в работах по теме СИЗ.

### СИЗ органов дыхания

#### Испытания на рабочих местах, показавшие аномально высокую эффективность респиратора
Три работника использовали шланговый СИЗОД (Bullard Model 77) для защиты от пыли при пескоструйной очистке. У каждого сделали по 5 замеров коэффициентов защиты (КЗ), отношений концентрации пыли снаружи шлема к концентрации во вдыхаемом воздухе. Длительность замера 1 смена (фактическое время «пыльной» работы 6 часов). Диапазон значений КЗ от 113 тыс. до 3,43 тыс. На этом основании автор заявил, что все СИЗОД такого типа можно использовать при запылённости, превышающей допустимую в тысячу раз.
Затем журнал опубликовал письмо, где указывалось, что условия измерений не соответствуют типичным:
1. Три рабочих проводили пескоструйную обработку одновременно, но лишь один из них непосредственно выполнял обработку (менялись каждые 14 минут). Фактическое время воздействия большой концентрации пыли было втрое меньше длительности замера.
2. Из данных автора получается, что при использовании нетипично маленького сопла для подачи воздуха с песком, и пониженного давления воздуха, расход песка при обработке был примерно в 10 раз меньше, чем в типичных условиях.
3. Во время замеров расход воздуха, подаваемого в шлем СИЗОД, был 226 л/мин. При обычных условиях расход воздуха у этой модели 170 л/мин; а замеры в Национальной лаборатории в Лос-Аламосе показали, что у ранней модели этого СИЗОД не удалось добиться расхода воздуха свыше 132 л/мин. Подача чистого воздуха в шлем была повышенной и нетипичной.
4. Результаты измерений в Национальной лаборатории в Лос-Аламосе показали, что шлем Bullard с присоединённой к нему «манишкой» не обеспечивает плотное прилегание. И из-за «поддувания» загрязнённого воздуха через зазоры (при сильных потоках, создаваемых струёй воздуха с песком, ударяющейся о стены и обрабатываемые изделия) степень защиты низкая. А при проведении исследования обработка велась в проветриваемом помещении, так, что рабочий мог стоять с «наветренной» стороны по отношению к месту работы — что нетипично.

Добавив к этому замечания по поводу инструктажа работников (использовали инструкцию 1997 г., а применяли модель СИЗОД, которую перестали изготавливать в 1995 г.) и некоторые другие, в письме было отмечено, что автор, получив аномально высокие результаты, не сообщил, проводилось ли исследование за счёт средств компании-изготовителя СИЗОД (было лишь сказано, что все три респиратора взяли со склада дистрибьютора).

#### Выявление низкой эффективности СИЗ органов дыхания некоторых типов при их правильном применении на заводах
В развитых странах до середины 1970-х считали, что замеры защитных свойств в лабораторных условиях позволяют определить степень защиты тех же респираторов при их правильном и своевременном использовании рабочими на предприятиях. Затем начали проводить замеры и на рабочих местах, во время работы.
Квалифицированные специалисты компании 3M провели, в общей сложности, 23 научных исследования, в которых изучали коэффициенты защиты респираторов (преимущественно своего производства) при их применении рабочими во время обычной трудовой деятельности. Все они показали высокие защитные свойства.
Национальный институт охраны труда Министерства здравоохранения США (NIOSH) провел 9 исследований; и 4 из них показали такие низкие защитные свойства у двух типов фильтрующих СИЗОД, что область их допустимого применения пришлось значительно изменить: у СИЗОД с принудительной подачей воздуха в капюшон — с 1000 до 25 ПДК; при подаче воздуха в полумаску — с 500 до 50 ПДК. В частности, в двух из 4 исследований изучались респираторы той же компании 3М, и были получены такие наименьшие значения коэффициентов защиты: модель 3М W-344 — КЗмин = 28, а у модели 3M W-316 — 31. При испытаниях этих моделей изготовителями результаты почему-то всегда были несравненно лучше (КЗ > 1000).

#### Химический состав воздуха, вдыхаемого при использовании недорогих широко распространённых респираторов
Для защиты рабочих очень часто используют недорогие фильтрующие СИЗОД, у которых нет принудительной подачи воздуха в маску. При выдохе маска заполняется воздухом, насыщенным углекислым газом, и обеднённым кислородом, и при вдохе этот воздух попадает в лёгкие, ухудшая газообмен. В целом, чем меньше объём «мёртвого» подмасочного пространства, тем меньше негативное влияние респиратора на газообмен. В разных странах установлены предельно допустимые концентрации для вредного вещества — углекислого газа. Среднесменная ПДК во всех странах примерно одинакова, 0,5 % по объёму. А максимально разовая (средняя за 15 или 30 минут) в разных странах разная: в Швеции 1 %, в Великобритании и РФ примерно 1,5 %, в США 3 %.
Люди переносят вдыхание воздуха с пониженной концентрацией кислорода и высокой концентрацией углекислого газа не одинаково. Часть рабочих выдерживает это, особенно тогда, когда респиратор используется недолго, или с перерывами. На другую часть работников, нормальных здоровых людей, непригодный для дыхания воздух действует сильнее. Они могут, например, переходить на другую работу, или начинают использовать респираторы в загрязнённой атмосфере с перерывами. Происходит стихийный «естественный отбор». Из-за конструктивных отличий негативное воздействие у разных моделей не одинаково. Например, в США провели замеры у 30 фильтрующих полумасок. Средняя концентрация у всех «чашеобразных» полумасок при объёме вдоха 1,3 л была 1,6 %, а у «плоских складных» 2,9 %. При меньшем объёме вдоха у 3 моделей концентрация превысила 4 %, а у модели AO Safety Pleats Plus достигла 5,8 % (эту модель потом сняли с производства). Поэтому можно измерять химический состав вдыхаемого воздуха при сертификации респиратора, и сообщать его потребителю, чтобы он мог выбрать более подходящую модель для тех работников, которым необходимо использовать СИЗОД длительное время без перерыва. Но современная практика иная.
Специалисты хорошо знают об этом недостатке, но устранить его полностью пока удаётся только за счёт принудительной подачи воздуха в маску вентилятором, что сильно повышает стоимость изделия. Изготовителям СИЗОД трудно решить проблему, а отпугивать потенциальных покупателей информацией о недостатке дешёвого и хорошо покупаемого товара нежелательно. Поэтому для «решения проблемы» используются другие способы.
В Европейском Союзе разработаны стандарты с требованиями к СИЗОД, включающие проверку содержания углекислого газа во вдыхаемом воздухе. Изделие подключают к дыхательной машине, и определяют среднюю концентрацию СО2 за время вдоха. Если концентрация углекислого газа превышает ограничение — респиратор не сертифицируют вообще. Но есть некоторые тонкости. Например, выбрано ограничение 1 %, что вдвое выше среднесменной предельно допустимой концентрации в всех странах (0,5 %; в РФ 9 грамм на кубометр, что примерно то же самое). Затем, дыхательная машина делает «вдохи» объёмом по 2 литра, что соответствует очень тяжёлой работе, что сейчас не типично, да и мало кто сможет так работать несколько часов ежедневно; а при других объёмах вдоха замеры не выполняют. При концентрации углекислого газа в выдыхаемом воздухе 5 % и «среднем» объёме подмасочного пространства 0,2 л, средняя концентрация СО2 во вдыхаемом воздухе будет (5 % × 0,2 ÷ 2 =) примерно 0,5 %. То есть, благодаря аномально большому объёму вдоха углекислый газ так сильно разбавляется, что «проверку» не смогут пройти лишь исключительно неудачные модели масок. В результате сертификационные испытания для проверки содержания углекислого газа по методикам стандартов Европейского Союза (и гармонизированных ГОСТов РФ) выполняются, но это — формальность. При этом результаты измерений, которые могли бы помочь потребителю выбирать более удачные модели (по углекислому газу, если ему это необходимо) не сообщаются. Возможно, это замалчивание недостатка привело к тому, что когда в госпитале пришлось использовать фильтрующие полумаски (длительное время, без перерывов, и без всякого «естественного отбора») более половины медиков страдала от головной боли, 7,6 % медиков были на больничном до 4 дней — но авторы так и не поняли, почему именно использование (успешно сертифицированных) респираторов ухудшает самочувствие врачей.
При разработке требований к СИЗОД и методик испытаний респираторов разных типов специалисты Международной организации по стандартизации поступили иначе. Замеры выполняются при разных объёмах вдоха, в том числе и небольшом, но считается допустимой увеличение концентрации до 2,5 %. Причём при такой высокой концентрации потребителя не предупреждают об этом, а длительность использования СИЗОД никак не ограничивается. При такой «сертификации» у рабочих и работодателей могут возникать проблемы, а они даже не поймут — из-за чего.
| Объём воздуха вдыхаемого за 1 минуту, л | Объём одного вдоха, л | Средняя концентрация СО2 во вдыхаемом воздухе, % | Средняя концентрация СО2 во вдыхаемом воздухе, % | Справочно, среднесменная / максимально разовая ПДК для СО2 |
| Объём воздуха вдыхаемого за 1 минуту, л | Объём одного вдоха, л | Допускаемая стандартами                          | Ожидаемая при «мёртвом пространстве» 0,2 л       | Справочно, среднесменная / максимально разовая ПДК для СО2 |
| --------------------------------------- | --------------------- | ------------------------------------------------ | ------------------------------------------------ | ---------------------------------------------------------- |
| 10 (лёгкая работа)                      | 1,0                   | 2,5                                              | 1,06                                             | 0,5 / 1,4                                                  |
| 35                                      | 1,5                   | 2,0                                              | 0,71                                             | 0,5 / 1,4                                                  |
| 65                                      | 2,0                   | 2,0                                              | 0,52                                             | 0,5 / 1,4                                                  |
| 105 (тяжёлая работа)                    | 2,5                   | 1,4                                              | 0,42                                             | 0,5 / 1,4                                                  |

#### Неудачная попытка разработки требований к выбору и использованию СИЗ органов дыхания работодателями
АО «Корпорация Росхимзащита» разработала ГОСТ, который (должен был) регулировать выбор и применение СИЗОД в РФ. Декларировалось что он разработан на основе стандарта ЕС, через год приняли идентичный стандарт. Но по всем ключевым моментам, определяющим эффективность защиты работников, этот документ не соответствовал стандарту ЕС, а в некоторых случаях имел прямо противоположное содержание. Например, работодателям предлагали выбирать СИЗОД для защиты от вредных веществ при известной их концентрации без учёта значительного отличия реальной и лабораторной эффективности, на основе рекомендаций поставщика. Но в РФ, в условиях отсутствия научно обоснованных требований к выбору СИЗОС, поставщики склонны завышать защитные свойства своего товара на порядки. И использование их советов приводит к тому, что часть рабочих получает высококачественные, сертифицированные, и при этом заведомо неэффективные средства защиты, которые по самой своей конструкции не могут надёжно их защитить при аккуратном и своевременном применении. Также ГОСТы рекомендовали 4 способа для замены противогазных фильтров, из которых на практике, в условиях РФ, в подавляющем большинстве случаев можно было использовать лишь один — реакцию работника на проникание газа в маску. Из-за того, что индивидуальная чувствительность людей может отличаться на порядки, из-за её нестабильности, и поскольку способность вовремя обнаружить токсичный газ по запаху при медосмотрах не проверяется — это ненадёжный способ, его использование в ЕС и других странах запрещено. Эти и другие отличия повышают риск при использовании СИЗ органов дыхания.
С другой стороны, высокие декларируемые защитные свойства СИЗОС, в сочетании с их сравнительно низкой стоимостью (по сравнению со средствами коллективной защиты, делают такой товар очень привлекательным для потенциальных покупателей. Замена фильтров самим работником (по появлению запаха в маске) избавляет работодателя от хлопот, связанных с оценкой срока службы, в результате чего СИЗ органов дыхания работника становятся простым, удобным и недорогим средством уйти от необходимости выполнения требований трудового законодательства — создания на рабочих местах оптимальных и допустимых условий трудовой деятельности. По сути, поставщик СИЗОД внёс в исходный документ изменения, повышающие привлекательность его товара для потребителей, и не предупредил читателей о наличии отличий от европейского оригинала.

#### Прекращение производства противогазных фильтров с устройствами, предупреждавшими о необходимости их заменить
При использовании противогазных фильтров наступает момент, когда очистка воздуха прекращается. Желательно заменить фильтр несколько раньше, и для этого в развитых странах используют два способа: или определяют срок службы в наихудшем возможном случае, и меняют фильтры по расписанию, или используют фильтры с устройствами, предупреждающими о приближении окончания срока службы (End of Service LLife Indicators, ESLI). Второй способ лучше: если условия использования не наихудшие (что обычно и бывает), фактический срок службы может быть многократно больше, чем в наихудшем случае, и фильтры с ESLI можно менять гораздо реже, чем по расписанию — без какой-то опасности для рабочего. Также ESLI устраняет неопределённость — можно ли использовать фильтр более одного раза. Это часто возможно, но в развитых странах запрещено из-за неопределённости — произойдёт ли десорбция ранее уловленных токсичных веществ и их попадание во вдыхаемый воздух. В конце XX века ведущие производители выпускали противогазные фильтры с ESLI для защиты от: ароматических хлор-содержащих соединений, кислых газов [HCl, HF, SO2, H2S], алифатических кетонов, органических соединений, аммиака, ртути, хлора.
Затем, постепенно, методы вычисления срока службы были улучшены, и стали широко использоваться. Они позволяли приближённо определить периодичность замены фильтров при защите от более чем 200 веществ, и смесей этих веществ; а индикаторы (каждый отдельно) подходили лишь для одного вещества. Их использование было полезно работникам, выгодно работодателям, но — по сравнению с заменой фильтров по расписанию — очень невыгодно поставщикам СИЗ. И последние перестали их изготавливать, практически полностью. Для наглядности, уже в 1972 г. единственный орган по сертификации СИЗ органов дыхания для США и Канады (NIOSH) официально заявил, что готов сертифицировать любой противогазный СИЗОД с индикаторами срока службы, включая респираторы нестандартной конструкции. За прошедшее с этого момента время в продажу поступили сотни датчиков органических соединений и растворителей, но в Институт не разу не обращались с просьбой сертифицировать СИЗОД с датчиком, усилителем и сигнализацией (с «активным» ESLI). А на совещании по вопросам внедрения безопасных фильтров представители ведущих поставщиков прямо заявили, что считают, что и при установке хороших датчиков в фильтр не следует отказываться от современной практики использования фильтров максимум один раз (примечание: при низкой концентрации токсикантов, всё же опасной для рабочих, срок службы у небольших фильтров, устанавливаемых прямо на маску, достигает сотен часов).
Прекратив выпуск безопасных в эксплуатации фильтров, без каких-то вразумительных объяснений причин этого, поставщики заставили ответственных работодателей заменять их по расписанию, то есть, например, в несколько раз чаще, и использовать однократно. ИСО и Европейских Союз пошли дальше: они требуют менять фильтры по расписанию или по показаниям ESLI, и одновременно не предлагают никаких требований к фильтрам с ESLI и самим индикаторам, то есть их в принципе невозможно сертифицировать. Потенциальным разработчикам безопасных фильтров создают препятствия на уровне национальных и международных стандартов.

#### Публикации российского филиала компании 3М низкого качества

##### Аномально высокие коэффициенты защиты недорогих полумасок
Старший технический специалист ЗАО 3M Russia Нина Юрьевна Баркалова опубликовала несколько статей в нерецензируемых журналах по охране труда (пример), рассказав о результатах измерений коэффициентов защиты СИЗОД разных типов, все статьи об одном и том же исследовании. При измерениях коэффициентов защиты у полумасок из непроницаемых материалов при их использовании 10 сварщиками во время работы получился аномально высокий усреднённый результат, коэффициент защиты равен 1137. На основании этого результата, и сославшись на руководство Национального института охраны труда, она фактически рекомендовала использовать эти полумаски при очень большой загрязнённости воздуха, превышающей предельно допустимую в 100 раз. В статьях отсутствовала информация о том, подбирали ли маски индивидуально, и проводилась ли проверка приборами, то есть соответствуют ли они лицу по форме и размеру, и умеет ли работник аккуратно их надевать.
В упомянутом ей руководстве, на основании результатов десятков исследований СИЗОД разных типов, включая полумаски из непроницаемых материалов, рекомендуется:
- Всегда проводить индивидуальный подбор и проверку соответствия маски лицу и умения её аккуратно надевать.
- При большой загрязнённости воздуха, превышающей предельно допустимую в 10 раз и более, использовать не малоэффективные полумаски, а другие типы СИЗОД, более надёжные.

Если сравнить результаты измерений 3М Russia с результатами других аналогичных исследований таких полумасок, то получится, что по каким-то причинам результат аномально высокий.
Например, у 4 полумасок из непроницаемых материалов, использовавшихся 30 рабочими на 4 заводах, максимальный коэффициент защиты ни разу не достиг 1000, среднее геометрическое значение 11 (диапазон от 2 до 700). Проверка соответствия маски лицу приборами, как и в РФ, не выполнялось. Исследование провели французские специалисты из Национального института охраны труда (Institut National de Recherche et de Sécurité, INRS), опубликовано в рецензируемом научном журнале.
А при изучении тех же респираторов американскими сотрудниками той же компании (3М), средний коэффициент защиты 19 рабочих (не сварщиков) оказался почти в 30 раз меньше, 39,7, минимальное значение 7,9; статья опубликована в рецензируемом научном журнале. Перед измерениями выполнялась проверка соответствия маски лицу приборами, что в РФ не делают.
Баркалова не сравнила свои результаты с результатами многочисленных аналогичных исследований, и не предупредила читателей о том, что при изучения того же самого респиратора её коллегами из 3М в США получился многократно худший результат. В результате её статья даёт читателям неадекватное представление о высокой эффективности недорогих полумасок 3М.

##### Опасные рекомендации по замене противогазных фильтров
В литературе на русском языке мало сведений о том, как своевременно заменять противогазные фильтры. В 2017 г. 3M Russia опубликовала в интернет в бесплатном доступе уникальный документ с подробной информацией по теме. Автор не указан, в свойствах документа (файла) назван автор Nina Barkalova. Как и во многих публикациях на русском языке, рекомендуется заменять фильтры при появлении запаха в маске. Но, в отличие от всех остальных публикаций, приведены пороги восприятия запахов для более чем 600 токсичных газов (источник информации не указан), и их предельно допустимые концентрации (ПДК), установленные в РФ. Конкретно:
- Приведены данные по 628 веществам, но из них в РФ предельно допустимые концентрации (ПДК) установлены только для 420;
- Из этих 420 веществ, ПДК не указаны для 39 (хотя в РФ они установлены[31]), а для 46 указаны неправильно;
- Для ещё 33 веществ невозможно разобраться, какое вещество имеется в виду — номера CAS в документе и в гигиенических нормативах ГН 2.2.5.3532-18[31] не соответствуют (например, в[31] есть CAS 12185-10-3 (Фосфор жёлтый, белый), а в[346] есть CAS 7723-14-0 Фосфор жёлтый); и для этих веществ ПДК не соответствуют друг другу.
- Для 9 веществ не указаны ориентировочно безопасные уровни воздействия[347] (ОБУВ, «приблизительные» ПДК для тех веществ, токсичность которых пока полноценно не изучена).

В целом, ошибки и неточности есть у 1/4 веществ, для которых установлены ПДК или ОБУВ.
С пятой и до последней 66 страницы в документе приводятся данные о разных вредных веществах, в том числе редко встречающихся на рабочих местах. Ниже приведено сравнение порогов восприятия запаха из этой таблицы с результатами опубликованных научных исследований для нескольких веществ, и их максимально разовые ПДК.
| Вредное вещество (номер CAS)    | ПДК мр, мг/м3 | Пороги, мг/м3 | Пороги, мг/м3              |
| Вредное вещество (номер CAS)    | ПДК мр, мг/м3 | 3M Russia     | Максимальный и минимальный |
| ------------------------------- | ------------- | ------------- | -------------------------- |
| Гептан (142-82-5)               | 900           | 40,7          | от 3000 до 1,7             |
| Метилацетат (79-20-9)           | 100           | 19            | 8628 — 0,5                 |
| Дихлорметан (75-09-2)           | 100           | 3,41          | 1530 — 4,1                 |
| Тетрагидрофуран (109-99-9)      | 100           | 11,39         | 180 — 0,27                 |
| Циклогексан (110-82-7)          | 80            | 293           | 2700 — 1,8                 |
| Трихлорэтен (79-01-6)           | 30            | 7,43          | 900 — 2,5                  |
| Тетрахлорэтилен (127-18-4)      | 30            | 42,53         | 480 — 8,1                  |
| 2-Этоксиэтанол (110-80-5)       | 30            | 4,57          | 180 — 1,1                  |
| Тетрахлорметан (56-23-5)        | 20            | 260,3         | 3700 — 10,6                |
| Хлороформ (67-66-3)             | 10            | 61            | 6900 — 0,5                 |
| Бензол (71-43-2)                | 15            | 29,7          | 1000 — 2,5                 |
| 1,1,2,2-Тетрахлорэтан (79-34-5) | 5             | 1,46          | 50 — 1,6                   |
| Аллиловый спирт (107-18-6)      | 2             | 1,16          | 83 — 1,2                   |
| Эпихлоргидрин (106-89-8)        | 2             | 3,59          | 46 — 0,3                   |
| Синильная кислота (74-90-8)     | 0,3           | 0,72          | 6 — 0,01                   |
| Фосфин (7803-51-2)              | 0,1           | 0,198         | 7 — 0,014                  |
| Хлор (7782-50-5)                | 1             | не указан     | 14,3 — 0,06                |

По данным Международных карт химической безопасности (МКХБ), свойства всех перечисленных в таблице веществ не позволяет вовремя обнаружить их при опасной концентрации по запаху.
Может быть, с учётом этого обстоятельства, после рекомендации на третьей странице использовать запах в маске для замены фильтров всегда, когда указанные в документе 3М пороги восприятия запаха ниже ПДК, на последней странице мелким шрифтом сделано предупреждение: «Компания 3М не несет никакой ответственности, прямой или косвенной … проистекающей из доверия к любой изложенной в настоящем документе информации … . Пользователь несет ответственность за определение пригодности данной продукции для предполагаемого использования. Ничто в данном утверждении не будет считаться исключающим или ограничивающим ответственность компании 3M в случае смерти или получения телесных повреждений персоналом в результате небрежности».
«Руководство …» 3М даёт ошибочное представление о порогах восприятия запахов как о постоянной величине — а они разные не только у разных людей, но и у одного человека в разные дни, и могут многократно ухудшаться из-за привыкания, отвлечения внимания, простуды и по другим причинам. Во всех развитых странах и многих развивающихся замена фильтров с помощью субъективной и ненадёжной реакции органов чувств — запрещена. В документе 3М Russia даже не упомянута бесплатно доступная онлайн на сайте 3М программа, вычисляющая срок службы фильтра для его замены безопасным способом — по расписанию.

#### Некорректное обоснование профилактической эффективности респираторов
В книге со ссылкой на статью специалистов Донецкого НИИ гигиены труда и профзаболеваний в рецензируемом медицинском журнале написано, что за 20 лет заболеваемость шахтёров пневмокониозами у снизилась в 2,5-7 раз, и что это произошло из-за «широкого внедрения в этот период отечественных респираторов с коэффициентом защиты 100».
В первоисточнике написано несколько иначе (стр. 90): «Изучены уровень и динамика заболеваемости пневмокониозами горнорабочих угольных шахт (с учётом профессии, возраста и стажа) Донецкой области за 1956—1979 гг. … На протяжении данного периода распространённость пневмокониоза … снизилась соответственно в 2,5, 2,7, 4 и 7 раз. Частота заболеваний кониотуберкулёзом в целом по отрасли уменьшилась втрое … Положительная динамика заболеваемости пневмокониозом связана с внедрением комплекса технических, санитарно-гигиенических и медико-профилактических мероприятий по профилактике пылевых заболеваний горнорабочих. Определённый эффект даёт использование противопылевых респираторов …». В первоисточнике нет никакой информации о том, что у респираторов (низкоэффективных полумасок) коэффициент защиты равен 100.
Кроме того, по данным на комплексное обеспыливание переведено 44 шахты (97 %), в 70 % проходческих забоев бурят шпуры с промывкой, в 190 лавах используют предварительное увлажнение угля; оборудовано 62 фотария и 51 ингаляторий, почти в 3 раза улучшено обеспечение горняков респираторами и фильтрами; а по данным запылённость в забоях аналогичных шахт в другой области Украины за 1963—1974 гг. снизилась в 3,4 раза.
Нет причин считать, что снижение заболеваемости в значительной степени связано именно с использованием респираторов, к тому же они применялись и ранее.

#### Рекомендации по определению периодичности замены противогазных фильтров
Срок службы всех противогазных фильтров ограничен. Кроме случаев защиты от монооксида углерода и паров ртути предсказать срок службы фильтра может быть непросто. В то же время авторы книг о СИЗ и СИЗ органов дыхания, при необходимости подробно описать использование фильтрующих СИЗОД для защиты от газов, обязаны дать читателям какую-то информацию по вопросу, так как литературы по этой теме на русском языке немного.
В двух книгах о СИЗ дана не вполне согласующаяся друг с другом информация. В книгах содержание разделов о СИЗ совпадает, в большинстве случаев — практически дословно.
стр. 89-91 и стр. 183—185.

##### Срок службы фильтров
Общих правил, касающихся сроков замены фильтров, не существует. Срок службы фильтров (иногда называемый «сроком истечения годности») зависит от различных факторов: типа и ёмкости фильтра, условий окружающей среды (температуры, влажности и др.), вида загрязняющих веществ и их концентрации, способности фильтрующего материала к поглощению загрязняющих веществ, возможного взаимодействия загрязняющих веществ, частоты дыхания пользователя …

##### Противогазовые фильтры
Судить о сроке возможного безопасного использования противогазных фильтров (тем более дать какой-то универсальный совет) довольно-таки трудно. Тем, кто использует такие фильтры, очень важно знать, какие загрязняющие вещества присутствуют в воздухе и какова их концентрация, каковы условия среды (температура и влажность) и какова степень тяжести выполняемой работы. Только собрав эту информацию, можно сделать вывод, какой тип и класс фильтра применим в данном случае, и каким может быть срок его защитного действия. Многие изготовители (не российские, и не китайские — прим.) на основании представленных данных дают оценку «срока истечения годности» фильтра. Некоторые пользователи просто полагаются на свои органы обоняния и вкусовые ощущения, решая вопрос о дальнейшей пригодности фильтра. Такой подход, однако, содержит опасность оказаться под воздействием чрезмерно больших доз вредных веществ.
…
Фильтры SX применяются только против тех газов, которые указаны в маркировке изготовителя. Если в подмасочном пространстве ощущается запах, то есть идёт проскок, то фильтр необходимо заменить.
стр. 70 и стр. 170.
(оценка степени загрязнённости воздуха на рабочем месте, для принятия решения о использовании или не использовании СИЗ органов дыхания — прим.)
… Можно ли принимать решение о необходимости использования СИЗОД, основываясь только на собственных субъективных ощущениях? … Ни в коем случае! Хорошо, если порог чувствительности данного вещества значительно ниже его ПДК, то есть тот момент, когда вещество начнёт ощущаться, и тот момент, когда оно уже способно нанести вред, достаточно далеки друг от друга. Но существует множество отравляющих веществ, у которых порог чувствительности практически равен ПДК, а могут быть варианты, когда он выше ПДК и даже близок к смертельно опасной концентрации … .
Отличие может быть вызвано тем, что российские (и китайские) поставщики противогазных фильтрующих СИЗОД никаких способов замены фильтров потребителям не предлагают (кроме случаев защиты от паров ртути и монооксида углерода). Если бы однозначно указывалось, что замена «по появлению запаха в маске» опасна, недопустима вообще, и давно запрещена во всех развитых странах, это могло бы затруднить сбыт товара российского и китайского производства. Но в книге, написанной под редакцией президента ассоциации «защищающей законные интересы» поставщиков СИЗ, также не упомянуто, что российский Закон о защите прав потребителей (статьи 5 и 10) обязывает всех поставщиков сообщать потребителям, через какой период времени «использование товара может представлять опасность для жизни или здоровья». В результате фильтрующие СИЗОД в глазах совершенно не обученных покупателей выглядят простым по конструкции, лёгким и дешёвым, и очень удобным и простым в применении средством защиты. Трудности оценки срока службы перекладываются с изготовителей (как в развитых странах) на рабочих. А если те не способны менять их вовремя, то (в условиях низкой ответственности работодателя за повреждение здоровья) заменяют их самих, по мере «износа».
Обе книги написаны под редакцией бывшего начальника Департамента условий и охраны труда (Минтруд), и президента АСИЗ профессора Юрия Григорьевича Сорокинв, вторая также под редакцией начальника Департамента трудовых отношений и заместителя министра (Минздравсоцразвития, в 2007—2012 гг.) Сафонова Александра Львовича. Первая рекомендована Департаментом трудовых отношений и государственной гражданской службы Минздравсоцразвития России для обучения отдельных категорий застрахованных работников, вторая является учебным пособием, предназначенным для служб охраны труда, и студентов ВУЗов, технических инспекторов профсоюзов, государственных инспекторов по охране труда, других специалистов и руководителей.
В небольших по объёму статьях о СИЗ органов дыхания нет возможности пространно описывать какие-то подробности, и авторы нередко ссылаются на книгу, где детально описано, как респираторы «Лепесток» устраняли и эффективно снижали профессиональную заболеваемость. Создатели бывают склонны обращать больше внимания на достоинства своего творения, и меньше на недостатки; среди шести авторов книги два разработчика респиратора «Лепесток» и разработчик фильтровального материала для него.

#### Снижение заболеваемости с помощью респиратора «Лепесток»
С 1950-х по 2015 г. было изготовлено 5 миллиардов респираторов «Лепесток», применявшихся на десятках тысяч фабрик, заводов, шахт. И на многих предприятиях были медико-санитарные части, десятилетия следившие за заболеваемостью рабочих. В результате имелось немало данных о заболеваемости в условиях внедрения нового перспективного СИЗОД с уникальными и очень эффективными фильтрами. Однако, как отметили авторы (среди которых один был разработчиком «Лепестка»), публикаций о влиянии респираторов на заболеваемость немного. Всё же авторы сумели найти подходящие (для их целей) случаи, один опубликованный в журнале, и другой нигде не публиковавшийся. При тех масштабах применения респиратора «Лепесток» это не очень много, и может не отражать ситуацию в целом.
В первом издании книги описано два основных случая, показавших высокую эффективность респиратора ШБ «Лепесток» как средства профилактики заболеваемости, при защите работников на производстве свинца, и на предприятии атомной промышленности.

##### Усть-Каменогорский свинцово-цинковый комбинат
Специалисты Усть-Каменогорского отделения Института краевой патологии и отдела техники безопасности комбината попробовали использовать респиратор для снижения частоты отравлений свинцом работников. Их статья была использована как доказательство того, что респираторы «Лепесток» эффективно устраняют и сильно снижают профессиональную заболеваемость. Статья посвящена внедрению респиратора и лишь вскользь упомянуто об улучшении условий труда, которое описано в другой статье тех же авторов (см. цитату). Таким образом, в плавильном и агломерационном цехах респираторы использовали на фоне значительного улучшения условий труда. Но в книге сказано, что главной причиной снижения и устранения заболеваемости стало использование респиратора.

##### Комментарий
Позднее, в разных изданиях за 1962—1984 гг. было опубликовано не менее 9 статей об отравлениях свинцом на том же комбинате, так как они не прекратились (см.). После публикации первого издания книги было опубликовано ещё три статьи о ситуации на том же комбинате: за 28 лет использование «Лепестков» профессиональную заболеваемость не устранило.
В 2015 г. вышло второе издание книги. Несмотря на увеличение объёма переработанной и дополненной книги почти в полтора раза — и в ней не нашлось места ни для одной публикации о заболеваемости на комбинате, не соответствующей первому ошибочному выводу о способности «Лепестка» устранять отравления свинцом.

##### Защита от радиоактивных аэрозолей плутония
На предприятии атомной промышленности начали применять респираторы «Лепесток», что позволило значительно уменьшить поступление плутония в организм. Для оценки воздействия плутония по конечному результату, его количеству в организме, использовался биологический мониторинг: данные о содержании плутония в моче. Обработав эти данные за период 1950—1962 гг., авторы убедительно показали, что респиратор принёс большую пользу работникам, подвергавшимся воздействию аэрозоля плутония с 1949 г., уменьшив поступление вредного вещества в организм при вдыхании в 100 раз. Информация числе работников, месте их работы, источнике исходных данных и способу их получения, концентрации и составу воздушных загрязнений и другие подробности не приводятся. Может быть, отсутствие этой информации объясняется её секретностью, книга публиковалась в СССР. Про загрязнённость воздуха сказано, что «условия труда в период работы без средств защиты и после внедрения в практику респираторов „Лепесток“ существенно не изменялись». Ниже приводится таблица 7.1 из с результатами вычислений доли воздушных загрязнений, задерживаемой респиратором (последний столбец «1-К») за период его использования, 1955—1961 гг., и средняя задерживаемая доля. Вычисления позволили учесть то, какая часть плутония, обнаруженного в моче, попала в организм в предыдущие годы, а какая именно в тот год, когда выполнен замер (в условиях использования респиратора).
| Таблица 7.1. Результаты расчёта коэффициента защитной эффективности респираторов «Лепесток» | Таблица 7.1. Результаты расчёта коэффициента защитной эффективности респираторов «Лепесток» | Таблица 7.1. Результаты расчёта коэффициента защитной эффективности респираторов «Лепесток» | Таблица 7.1. Результаты расчёта коэффициента защитной эффективности респираторов «Лепесток» |
| ------------------------------------------------------------------------------------------- | ------------------------------------------------------------------------------------------- | ------------------------------------------------------------------------------------------- | ------------------------------------------------------------------------------------------- |
| Год                                                                                         | Общее время работы, годы                                                                    | Работа в респираторах, годы                                                                 | 1-К                                                                                         |
| 1955                                                                                        | 6                                                                                           | -                                                                                           | 0,00                                                                                        |
| 1956                                                                                        | 7                                                                                           | 1                                                                                           | 0,83                                                                                        |
| 1957                                                                                        | 8                                                                                           | 2                                                                                           | 1,01                                                                                        |
| 1958                                                                                        | 9                                                                                           | 3                                                                                           | 0,94                                                                                        |
| 1959                                                                                        | 10                                                                                          | 4                                                                                           | 0,93                                                                                        |
| 1960                                                                                        | 11                                                                                          | 5                                                                                           | 1,00                                                                                        |
| 1961                                                                                        | 12                                                                                          | 6                                                                                           | 1,09                                                                                        |
|                                                                                             |                                                                                             | Среднее значение                                                                            | 0,97                                                                                        |

На основании эти исходные данные и выбранный способ их обработки авторы получили, что после начала использования респиратора поступление плутония в организм уменьшилось на 97 % (левая нижняя ячейка). Затем они предположили, что из оставшихся 3 % часть попала в организм не при вдыхании, а, например, при проглатывании (неосторожное касание губ загрязнёнными руками и т. п.). В результате, после выбранной ими поправки (-2 %), степень очистки воздуха респиратором повысилась с 97 % до 99 %, а коэффициент защиты до 100. Был сделан вывод о высокой эффективности «Лепестка» и его большой профилактической ценности.

###### Комментарий
1. При выбранной авторами поправке 2 %, поступление токсичного вещества в организм не при вдыхании вдвое выше, чем при вдыхании и применении респиратора (1 %). Если это так, то авторы неявно указали, что респираторы не могут считаться надёжным средством защиты от вредных веществ, поскольку они не устраняют их основной путь попадания в организм (из-за загрязнения спецодежды и др.).
2. Данные в таблице по отдельным годам странные: в 1960 г. попадание плутония в организм работников отсутствовало, а в 1957 и 1961 г. было даже отрицательным. Если использовать предложенную авторами поправку 2 % на не поступление плутония в организм не через органы дыхания, то получится, что из 6 лет 3 года плутоний поступал в организм, а три года (при работе в загрязнённой атмосфере) не только не поступал, но даже удалялся, и не с мочой, а каким-то иным путём. Возможно, использованные исходные данные, метод вычислений, и/или сделанные ими допущения — не вполне точные.
3. Длительный биологический мониторинг содержания плутония в моче работников начался до того, как загрязнённость воздуха снизилась, и до того, как начали использовать респираторы. Это позволяет предположить, что часть работников из группы, где вёлся биомониторинг, повредила здоровье, и их заменили другие — не успевшие накопить в своём организме плутоний. Соответственно, при замене рабочих среднее в группе содержание плутония в моче уменьшалось, и могло быть заметно меньше, чем при отсутствии замены сотрудников. В книге[357] нет никаких конкретных указаний, что результаты биомониторинга (проводившегося не авторами, а другими специалистами, медицинского профиля) относятся к одним и тем же людям, сумевшим проработать 12 лет без перерыва на крайне вредном производстве. Но обработка результатов биомониторирнга велась именно так, как будто все работники не менялись 12 лет.
4. Авторы заявили, что уменьшение содержания плутония в моче регистрировалось у работников, подвергавшихся воздействию плутония с 1949 г., в не указанном месте. Первый советский промышленный атомный реактор А-1 начал работать летом 1948 г. (комбинат «Маяк»). В 1950-х загрязнённость воздуха радиоактивными аэрозолями на этом предприятии могла превышать предельно допустимую до 225 тысяч раз[362]. Был проведён большой объём работ по улучшению условий труда, и на комбинате «Маяк», и на других предприятиях атомной промышленности (например, при производстве тория — автоматизация и непрерывная технологическая цепочка — с 1960 г.[363], организация производства и обслуживания рабочих при производстве радия — с 1953 г.[364]). Уже в 1957 году начали внедрять «трёхзональную» планировку ([365]) и работу с радиоактивными материалами с помощью манипуляторов и перчаточных боксов[366]. В результате улучшений условий труда резко снизилась профессиональная заболеваемость, на многих предприятиях уже в 1960-х полностью прекратились случаи развития острой лучевой болезни, а использование эффективного респиратора «Лепесток» во многих случаях стало ненужным[367]. Успехи в этой области использовались при подготовке первого учебника по радиационной гигиене[368], опубликованного уже в 1960 г. Значительная часть работы по улучшению условий труда в атомной отрасли была выполнена именно в то время, когда начал использоваться респиратор «Лепесток», и академик Петрянов, разработчик уникального фильтровального материала, внёс большой вклад в это улучшение[369]. Почему в книге[357], написанной под его редакцией, сказано что условия труда не изменялись, понять сложно.

В 1979 году были опубликованы результаты биологического мониторинга, наблюдения за попаданием плутония в организм 12 работников, использовавших те же респираторы «Лепесток-200». Для определения коэффициента защиты респиратора сравнивалось количество плутония, которое мог бы вдохнуть рабочий, если бы не использовал респиратор, и его среднее фактическое поступление в организм. Первое определялось путём отбора проб воздуха с помощью персонального пробоотборного насоса ВБ2-02, второе определяли по среднему содержанию плутония в кале за достаточно большой период времени. По результатам был сделан вывод: коэффициенты защиты у отдельных работников настолько нестабильны, что оценка защищённости конкретных сотрудников с помощью какого-то одного коэффициента может привести к грубым ошибкам (получили КЗ от 2 до 112). Эти результаты очень схожи с результатами независимого тестирования того же респиратора в лаборатории министерства энергетики США (25 участников, по 4 замера у каждого). Коэффициенты защиты были крайне разнообразны, и могли быть очень низкими: минимальный коэффициент защиты 1,8, а максимальный превышал 200 в 20 % замеров.
В 2015 г. опубликовано второе издание книги, переработанное и дополненное. И снова не были учтены рассекреченные материалы — раздел остался без изменений, с утверждением о неизменности условий труда.

### СИЗ органов слуха

#### Длительное игнорирование современного уровня науки в стандартах Европейского Союза
В 1972 году в США приняли закон о Закон о защите от шума, который требовал указывать на СИЗ органов слуха обеспечиваемое ими ослабление шума, измеренное с стандартных лабораторных условиях. Предполагалось, что у рабочих, использующих эти противошумы, ослабление шума будет примерно таким же, и его указание поможет выбрать подходящую модель. Но через несколько лет специалисты стали публиковать результаты измерений ослабления шума у рабочих. Оказалось, что те же самые модели противошумов при использовании на заводах обеспечивают очень нестабильное ослабление шума, которое в среднем значительно меньше, чем при сертификации. Стало ясно, что использовать результат лабораторных измерений для прогноза ослабления шума у конкретного рабочего недопустимо, и что прогноз среднего ослабления у группы рабочих слишком оптимистичный.
Через десять лет после появления первых таких сообщений сотрудник шведской компании Bilsom AB, торгующей СИЗОС, опубликовал разработанный им способ прогнозирования ослабления шума у работников на основе результатов сертификационных испытаний, и с учётом частотных характеристик производственного шума. Для прогнозирования применялись коэффициенты, полученные Руном Лундиным, при исходных данных: свойства 56 моделей противошумов, изготавливавшихся в первой половине 1980-х в Швеции, и свойства «100 шумов NIOSH», то есть набор из 100 разных промышленных шумов, полученных замерах шумов на заводах США в начале 1950-х годов. Индивидуальные отличия ослаблений шума у одной и той же модели, используемой разными работниками, и достигающие ± 20 дБ — полностью игнорировались.
В 1993 г. была опубликована первая версия стандарта Европейского Союза с указаниями работодателю — как выбирать противошумы для известных условий труда (EN 458). Метод Руна Лундина был включен в стандарт как «метод H-M-L». Вместе с остальными методами прогнозирования ослабления шума у рабочих по результатам сертификационных лабораторных измерений он сохранился без изменений в последующих изданиях стандарта, в 2004 и 2016 годах. К моменту подготовки 2 и 3 издания стандарта были опубликованы уже десятки научных исследований ослабления шума на рабочих местах, которые вновь показали, что прогнозировать защиту рабочих по результатам измерений в лабораторных условиях недопустимо. Но во всех 3 изданиях стандарта ЕС предлагается только это. Таким образом, стандарт навязывает читателю представление о якобы хорошей стабильности и высоком уровне защиты работников при использовании противошумов. В третьем издании добавлено многократное упоминание «опасности слишком сильного ослабления шума» (что может помешать услышать сигналы, предупреждающие об опасности, важную и полезную информацию, необходимую для выполнения работы, и т. п.). Авторы документа не могли не знать, что на практике чаще бывает обратное: у многих рабочих ослабление шума ниже требуемого даже при своевременном и правильном использовании противошумов, что не всегда возможно. Во всех изданиях стандарта, без изменений, приведены примеры прогнозирования ослабления воздействия одного и того же шума на рабочего, использующего одинаковые противошумы, но при разных методах вычислений. Результаты получились практически идентичные, и на этом основании сделан вывод, что все методы одинаково хороши, правильны, и дают точный результат. Но во всех примерах был использован высокочастотный шум. А если даже допустить, что ослабление шума у разных рабочих совершенно одинаково и равно получаемому при сертификации, но заменить шум любым низкочастотным, результаты прогнозирования разными методами начнут сильно отличаться. Для примеров был выбран именно такой шум, который помогает создать у читателей неправильное и позитивное представление о методах прогнозирования и защитных свойствах СИЗ.
Таким образом в ЕС несколько десятилетий действует стандарт, разработанный при участии поставщиков СИЗ, и дезинформирующий читателей. Он даёт им очень оптимистичное представление о способности СИЗ органа слуха защищать рабочих от шума, и возможность выбрать подходящее средство защиты по указанному на упаковке результату лабораторных измерений. Возможно, результаты работы Руна Лундина и других авторов EN 458 способствовали торговле СИЗ, и повысили прибыль компании BilSom AB и других поставщиков.
C 1999 г. в РФ действуют стандарты, разработанные путём перевода западных, и содержащие точно такие же методы прогнозирования и примеры их использования.

#### Попытки поставщиков противошумов сохранить устаревшую маркировку, завышающую эффективность СИЗ органа слуха
В примере выше описано отличие реального и лабораторного ослабления шума у СИЗ органа слуха. Реагируя на то, что результат сертификационных испытаний не даёт потребителям адекватного представления о возможностях СИЗ защищать работников, специалисты провели исследования. Оказалось, что если при сертификационных испытаниях СИЗОС будут надевать совершенно неопытные участники, руководствуясь лишь указаниями изготовителя, то получаемые ослабления шума оказываются больше, чем у опытных работников на предприятиях, но это отличие значительно меньше, чем при старой методике лабораторных измерений (в США СИЗОС надевал на участника специалист, проводящий замеры /чтобы «получались стабильные результаты, дающие представление о максимально возможном на практике ослаблении шума»/, а в Европе — противошумы надевал участник после обучения).
То, что ослабление шума у неопытных участников лабораторного тестирования больше, чем у опытных рабочих, может объясняться разными причинами. Если СИЗ создают неприятные ощущения или боль (например, при установке крупного вкладыша в маленький слуховой канал), то рабочему, применяющему их несколько часов за смену ежедневно, легче переносить шум, чем боль, и он может устанавливать вкладыши не на полную глубину. На авианосцах, при исключительно сильном шуме, необходимо использовать вкладыши и наушники одновременно. Но на практике вкладыши очень часто не используют совсем, или устанавливают их неглубоко, так что эффект от их использования близок к нулю (из 301 человека 47 % не использовали, 3/4 вставляли неглубоко, и лишь 7 % правильно). А участники лабораторных замеров используют СИЗОС кратковременно, и не ежедневно, они могут просто потерпеть неприятные ощущения ~ 20 минут. Рабочие приходят на предприятие для выполнения своей работы, для них надевание противошумов — второстепенно. А участники приходят в лабораторию исключительно для испытаний СИЗОС, и они надевают их не торопясь, как можно аккуратнее.
При разработке нового стандарта для испытаний СИЗОС предложили использовать описанный выше результат, и проводить сертификационные измерения с привлечением совершенно неопытных участников. Такой подход был принят на уровне международных и европейских стандартов.
Но в США, во время совещания по изменению сертификационных требований, поставщики СИЗ категорически отвергли все попытки добиться какого-то снижения наносимых на упаковку лабораторных показателей ослабления шума, их приближения к реальным. Большие показатели на упаковке, делают товар привлекательным для покупателя, увеличивают продажи и их прибыль. Поставщики заявили, что работодатели обязаны обучать рабочих аккуратно надевать СИЗОС, а если их научили недостаточно хорошо — это их проблема. Часть противошумов используется военными, и там все пользователи обязательно проходят обучение. То, что научные исследования показали, что качество этого обучения практически всегда недостаточно высокое, и что большая часть пользователей не военнослужащие — игнорировалось.
В конечном итоге в новый стандарт США включили два способа испытаний: с привлечением опытных обученных участников, и с привлечением неопытных. Использование второго способа — не обязательно. Один из выступавших охарактеризовал ситуацию в США так: «… Некоторые крупные производители СИЗ органа слуха сделали в своих компаниях свои собственные испытательные лаборатории, и самостоятельно проводят там сертификационные испытания своего товара, получая очень большие значения ослаблений шума …».

#### Обоснование способности СИЗ органа слуха эффективно предотвращать его ухудшение у работников
Исторически, в СССР много десятилетий не регистрируется подавляющая часть профессиональных заболеваний (по крайней мере — как профессиональных), начиная с 1936 г. Однако в развитых странах ситуация качественно иная — там само появление и развитие систем гигиены и охраны труда произошло как следствие регистрации профзаболеваний, и принуждения работодателей выплачивать компенсации работникам. В таких условиях выдача работникам СИЗ органов слуха и последующее его ухудшение вызывали вопросы — почему это происходит (так часто), и способны ли эти СИЗ сохранять здоровье рабочих на практике?
В ряде публикаций в научных изданиях были даны исчерпывающие ответы, основанные на результатах научных исследований протившумов непосредственно на заводах: безусловно, могут — но они должны использоваться правильно, своевременно, как составная часть программы защиты от шума, которые добросовестно выполняются многими ответственными (крупными) работодателями. По сути, авторы показывали, что СИЗ органа слуха, как и всякое СИЗ, необходимо лишь правильно и вовремя применять — и всё будет в порядке, а слишком часто работодатели это не делают (например — не требовательны к работникам, те не всегда надевают антифоны) и это объясняет массовую регистрацию утраты слуха.

##### Дюпон, 1966—1971 гг.
Иcследование, проведённое среди работников крупнейшей в мире химической компании DuPont подтвердило написанное выше. Как не только крупный, но и ответственный работодатель, компания начала следить за состоянием слуха своих работников уже в 1940-е, когда в США законы это практически никогда не ещё требовали. Программы защиты рабочих от шума, включавшие применение СИЗОС, начали разрабатываться в «Дюпон» уже в 1950-х — задолго до того, как это стало требованием национального законодательства (с 1972 г.). Статья описывала результаты сопоставления уровней слуха у двух групп работников — работавших в безопасных условиях (1441 человек), и подвергавшихся опасному воздействию шума, при большей и меньшей дозе воздействия (703 и 626 рабочих), за 5 лет. Использовали результаты высококачественных проверок слуха у работников, проводившихся в самой компании её медицинской службой; информация о состоянии здоровья до указанного периода не учитывалась (перенесённые заболевания, возможно имевшее ранее некоторое ухудшение слуха и т. п.). Чтобы учесть случаи перехода работников с одного места на другое, с другим уровнем шума, данные по менявшим место работы при анализе не использовали (осталось 1173, 394 и 399 участников соответственно).
Оказалось, что при работе в очень разных условиях по шуму, изменение слуха во всех группах работников схоже, и статистически значимые отличия — отсутствуют. У работников с изначально хорошим слухом, и у работавших в наиболее шумных условиях, ухудшение слуха оказалось немножко меньше, чем у других. Большинство работавших в шумных условиях использовали СИЗОС, и автор сделала вывод, что программа защиты от шума выполнена успешно.

##### Bethlehem Steel, 1982 г.
Во второй по величине американской металлургической компании часть работников подвергалась опасному воздействию шума, от 103 до 86 дБА. Для их защиты приходилось использовать СИЗ органа слуха, и постоянное и своевременное их применение было обязательным условием найма на работу для этих сотрудников с 1969 г. В медицинском подразделении компании сопоставили средние пороги восприятия звуков разных частот за период от 8 до 13 лет. Участники были выбраны из числа работников, нанятых до 1974 г., и включали уволившихся перед началом этого исследования, всего 265 человек. Качество замеров порогов восприятия звуков было проверено перед их использованием.
Рабочие использовали разные противошумы: резиновые вкладыши, и куски податливого материала (формуемые работником при установке в слуховой канал, акустического материала типа (звукопоглощающего) войлока, «шведская вата» Swedish Wool). Все изменения порогов восприятия звуков корректировали для учёта возрастного (среднего, естественного) ухудшения слуха. Для коррекции использовали статистические данные Национального института охраны труда. Вычислили средние изменения у подгрупп рабочих, разного возраста, при разном вредном стаже, и всех вместе. В среднем, за изучавшийся период времени, от 8 до 13 лет, никакого существенного ухудшения слуха у рабочих, использовавших эффективные противошумы, не обнаружено.
Обе упомянутые статьи написаны специалистами, работавшими на предприятиях, где была собрана информация о состоянии слуха работников.

##### Альтернативная точка зрения
По мнению в рассмотренных выше (и многих других схожих) публикациях авторы немного недоговаривают. При длительной работе в условиях воздействия опасного шума у рабочих происходит ухудшение слуха, и скорость этого ухудшения при постоянном воздействии шума с течением времени изменяется. Сначала ухудшение происходит быстрее, а затем, когда слух частично утрачен — медленнее. Приводимые в статьях сведения о работниках — не полные, нет никакой информации о том, подвергались ли участники исследований воздействию опасного шума до начала изучаемого периода. Информация, которая есть в статьях, даёт все основания для такого предположения. Включая в состав участников исследований тех работников, у которых ухудшение слуха, по сути, уже произошло, несложно «доказать», что у именно таких людей дальнейшее ухудшение слуха практически отсутствует; и можно объяснить результат использованием эффективных СИЗ органов слуха в рамках эффективных программы защиты от шума.
Профессор Роберт Доби, автор последней статьи, был квалифицированным оториноларингологом, и работал в университета Техаса.

## Правовые факторы, влияющие на применение СИЗ в РФ

### Трудовой Кодекс
В пересмотренном в 2021 г. Трудовом кодексе РФ использование СИЗ рассмотрено в нескольких статьях.
- Статья 214 обязывает работодателя приобретать за свой счёт и выдавать работающим во вредных условиях СИЗ, прошедшие подтверждение соответствия (сертифицированные), «в соответствии с требованиями охраны труда и установленными нормами»; и проводить обучение работников. Работники, не прошедшие обучения использованию СИЗ, не должны допускаться к работе (там, где они требуются).
- Статья 215 обязывает работников проходить обучение использованию СИЗ (+ статья 219).
- Статья 216 даёт право работнику на получение от работодателя сертифицированных СИЗ, «в соответствии с требованиями охраны труда». Статья 216.1 даёт право работнику отказаться от выполнения работы во вредных условиях — если ему не выдали (адекватные) СИЗ. Такой простой считается простоем по вине работодателя, и должен оплачиваться в размере среднемесячного заработка.
- Статья 221 повторяет, что работодатель обязан обеспечивать рабочих сертифицированными СИЗ, и дополняет — «в соответствии с Типовыми нормами». Так как эти нормы не могут учитывать условия труда конкретного работника данной специальности, теперь требование дополнено оговоркой «с учётом результатов специальной оценки условий труда» (и мнения профсоюза — если он есть).
- Статьи 76 и 330.4 и 330.5 обязывают работодателя отстранять от работы тех, кто не использует СИЗ.

### Кодекс об административных правонарушениях
В Кодексе об административных правонарушениях, статья 5.27.4 (пункт 4) устанавливает наказания для работодателей, не обеспечивших работников СИЗ. По обстоятельствам, это могут быть штрафы от 20 до 200 тыс. руб, и даже приостановление работы на срок до 90 дней / дисквалификация до 3 лет.

### Специальная оценка условий труда (закон 426-ФЗ)
В Законе «О специальной оценке условий труда», статья 14, пункт 6, предусматривает возможность считать условия труда менее вредными, если работники обеспечены подходящими сертифицированными СИЗ. При принятии закона это вызвало возмущение множества специалистов, но чиновники игнорировали их мнение. В результате СИЗ стали ещё более привлекательными для бережливых работодателей, так как их приобретение позволяло уменьшить страховые отчисления. Для уточнения того, как именно снижать классы труда, была разработана методика. Она — что противоречит закону о спецоценке — разрешает снижать подклассы труда более чем на 1 (п. 45). Снижение классов (подклассов) труда не производится при использовании: спецобуви для защиты от порезов, касок облегчённых и каскеток, СИЗ от падения, СИЗ глаз, рук и ног от химических веществ, СИЗ кожи и органов дыхания от радиоактивных веществ, СИЗ от электрического тока, сигнальной одежды и дерматологических средств.

### Единые типовые нормы
Упомянутые выше «Единые типовые нормы выдачи средств индивидуальной защиты и смывающих средств» утверждены Минтрудом РФ (приказ от 29 октября 2021 г. N 767н). Этот документ качественно отличается от использовавшихся ранее норм обеспечения работников разных отраслей спецодеждой и СИЗ (по профессии): в ЕТН перечислены вредные факторы, и указаны соответствующие им типы СИЗ, без каких-то подробностей. Например (пункт 6.4), для «паров вредных жидкостей, газов … а также пыли, тумана, дыма» предлагается использовать фильтрующие СИЗОД, фильтрующие полумаски, с масками из непроницаемых материалов и сменными фильтрами, и даже СИЗОД с принудительной подачей воздуха. Норма выдачи работнику СИЗОД и фильтров должна определяться на основе «документов изготовителя».
- С одной стороны, использование фактических условий труда позволяет учесть тот факт, который вызывал критику выдачи СИЗ «по профессии» ещё в 1930-х, что у работников одной и той же профессии, даже на одном предприятии и в одном цехе, условия труда могут очень сильно отличаться[203].
- С другой стороны, (1) Минтруд нацеливает работодателей и специалистов по охране труда использовать результаты специальной оцени условий труда для определения того, какие есть вредные и опасные факторы, и в какой степени они опасны. Кроме того (2), для приведённого выше примера (и в других случаях) Минтруд, по сути, в нескольких фразах в нескольких ячейках таблицы (ЕТН) предлагают при выборе и организации использования СИЗ во всём следовать указаниям их поставщиков.
  - Предлагая использовать результаты спецоценки для определения и имеющихся вредных факторов, и степени их вредности, опасности, Минтруд проигнорировал многочисленные сообщения об исключительно низком качестве оценки условий труда в значительной доле случаев. В то же время из-за несовершенства методик измерений фактическое воздействие вредного фактора на работника может быть совершенно непохоже на полученное при (добросовестном) проведении спецоценки. Например, фактическая доза (эквивалентный уровень) шума при его измерении дозиметрами часто может превышать полученную при измерении шумомерами при проведении специальной оценки условий труда[383], например — до 19,7 дБ[384]. То есть, в множестве случаев нет сколько-нибудь надёжных исходных данных о условиях труда для их использования при выборе СИЗ. Использование ЕТН в случаях «занижения» вредности условий труда может дополнительно способствовать и ошибочному выбору недостаточно эффективных СИЗ.
  - Предлагая использовать «документы изготовителя» для выбора и организации применения СИЗ, Минтруд полностью устранил регулирующее влияние государства на этот вопрос — в условиях, когда большая часть профзаболеваний и травм без смертельного исхода не регистрируются как производственные. Для сравнения, в Канаде выбор и применение одних только СИЗ органов дыхания регулируются национальным стандартом[81] объём которого (112 страниц) превышает объём Единых типовых норм (103 стр.). А Минтруд США, помимо требований (как в Канаде), разработал и опубликовал бесплатно доступный учебник по обеспечению своевременной замены противогазных фильтров[108]. В условиях недостатка государственного регулирования (в РФ, по сравнению с развитыми и многими развивающимися странами), и не регистрации большинства профзаболеваний как профессиональных, поставщики СИЗ могут завышать эффективность своего товара (возможно, в рекламных целях) на порядки[102]. Созданы условия, в которых и при точной оценке условий труда для работников будут выбираться заведомо недостаточно эффективные СИЗ, и их применение может быть организовано некорректно (например, запоздалая замена противогазных фильтров по «появлению запаха в маске» — при том, что способность рабочих обнаруживать токсичные газы при их опасной концентрации во время медосмотров не проверяется).
  - Наконец, сами нормы, исключительно кратко и очень поверхностно охватывающие все возможные случаи, не вполне корректны. Так, для рассмотренного примера (пункт 6.4) исключается использование изолирующих СИЗОД, а лишь фильтрующих — без учёта известного факта, что часть токсичных газов сорбентами не улавливается. Такие «указания» повышают риск ошибок из-за того, что специалистов по охране труда не учат выбору и использованию СИЗОД, и соответственно, повышают риск отравлений рабочих.

В принципе, совершенно правильная идея (учёта конкретных условий труда работника при выборе СИЗ) в создававшихся десятилетия ненормальных условиях, и при небрежном, очень поверхностном воплощении, может заметно ухудшить индивидуальную защиту многих рабочих.

### Другие факторы
Негативное влияние СИЗ на работников, мнение специалистов и отличие их реальной эффективности от лабораторной полностью проигнорировано. Методика не согласована с разработчиком классификации условий труда по степени вредности — НИИ медицины труда РАН. Как отметил проф. Кириллов В. Ф., принятие этого закона и методики Минтрудом стало «результатом выраженного стремления работодателя уйти от необходимости выполнения мероприятий, направленных на создание на рабочем месте оптимальных и допустимых условий трудовой деятельности в соответствии с требованиями трудового законодательства».
Таким образом, в РФ действующее законодательство обязывает работодателей приобретать СИЗ, стимулирует их покупать, и предусматривает наказания за невыполнение; и требует от работников использовать их своевременно.
Однако требование обучать рабочих правильному использованию СИЗ может быть трудновыполнимо. Если посмотреть учебники по гигиене и охране труда, безопасности жизнедеятельности, то видно, что в большинстве из них очень мало информации о СИЗ, и нет ссылок на другие документы с более подробной информацией. В большинстве случаев специалистов по охране труда не учат выбору и применению СИЗ, и потому они не могут нормально, качественно учить рабочих. Созданы условия, в которых нарушение ст. 215 и 219 Трудового кодекса могут быть неизбежны (например, из-за полного отсутствия информации, необходимой для замены противогазных фильтров СИЗОД).

### Закон о защите прав потребителей
Помимо перечисленных выше требований законодательства, к использованию СИЗ также имеет отношение Закон «О защите прав потребителей».
- Статья 10[356] обязывает поставщиков сообщать потребителям важные свойства товара, влияющие на их правильный выбор и условия безопасного использования. При выполнении не тяжёлой физической работы у самых распространённых СИЗ органов дыхания концентрация углекислого газа во вдыхаемом воздухе превышает предельно допустимую, установленную в санитарных нормах РФ[31]. При использовании СИЗОД без принудительной подачи воздуха в течение длительного времени и/или без перерывов, негативное влияние повышенной концентрации СО2 может проявляться не только в ухудшении самочувствия, но и временной утрате трудоспособности[83]. Устранить этот недостаток сложно, но у разных моделей он проявляется в разной степени. Информация о этом свойстве товара помогла бы выбрать менее «вредные» модели для тех рабочих, которым необходима защита длительное время — но поставщики замалчивают само наличие проблемы. Также поставщики не дают адекватную информацию о степени снижения загрязнённости воздуха (ожидаемых коэффициентах защиты), завышая КЗ на порядки. Маркировка СИЗ органов слуха (показатели его ослабления: SNR, HML, NRR) не только не даёт потребителям значения ослабления шума, но и дают ошибочное представление о якобы стабильности ослабления шума (так как все показатели — постоянные для одной модели числа, а фактическое ослабление шума в группе рабочих может варьироваться от 0 до 35 дБ; ±20 дБ — не редкость).
- Статьи 5[355] и 10[356] обязывает поставщика устанавливать и сообщать потребителю срок службы тех товаров которые «по истечении определённого периода могут представлять опасность для жизни, здоровья потребителя …», что совершенно точно соответствует противогазным фильтрам СИЗОД. Но российские поставщики это не выполняют, а представители иностранных компаний не информировали потребителей в РФ о наличии возможности заменять фильтры без использования ненадёжной субъективной реакции органов чувств рабочих на запах токсичных газов. Многие поставщики противогазных фильтров вообще ничего не пишут о сроке службы. В результате, в условиях когда замена по появлению запаха в маске стала нормой, потребитель использует этот не безопасный и запрещённый во всех развитых странах способ — но не по совету поставщика, а как бы «по собственной инициативе».

С точки зрения российского законодательства, СИЗ мало отличаются от спецодежды и спецобуви. Например, закон требует приобретать валенки и противогазы, но — в отличие от США и других стран — не учитывает, что замена фильтров как валенок (при износе) может быть очень опасна. По сути, требования несовершенного российского законодательства стимулируют сбыт СИЗ поставщиками, и игнорируют проблемы, возникающие после их продажи. Возможно, это объясняется недостаточно полной регистрацией профзаболеваний и тем, что в РФ интересы поставщиков лоббируются на высоком уровне влиятельной Ассоциацией СИЗ.

## Использование СИЗ на практике
За исключением тех СИЗ, которые применяют для защиты жизни и здоровья в особо опасных условиях, сообщения о не применении средств защиты работниками встречаются в литературе очень часто (защита от пыли, шума).
Эта ситуация может описываться следующим образом.

### Оптимистичная точка зрения
Изготовители и поставщики СИЗ продают высококачественные изделия, соответствующие всем требованиям Технического Регламента Таможенного Союза ТР ТС 019/2011, и соответственно — они безопасны для работников. Ответственные работодатели покупают исключительно те СИЗ, которые сертифицированы в независимых и аккредитованных центрах, и испытаны в соответствующих лабораториях. Такие изделия соответствуют требованиям Государственных стандартов РФ, гармонизированных со стандартами Международной организации по стандартизации (ISO standards) и со стандартами Европейского Союза. В хорошо контролируемых лабораторных условиях испытания этих СИЗ дают воспроизводимые результаты, показывающие их высокую эффективность. Средства защиты приобретаются работодателями за свой счёт, и выдаются работникам бесплатно, причём последние инструктируются о том, когда и как их применять (в соответствии с указаниями изготовителя).
Но рабочие их часто не используют, не выполняя свои обязанности, закреплённые в статье 215 Трудового кодекса. Но не все работодатели поспевают контролировать всех своих работников во всех случаях, и потому не всегда отстраняют нарушителей закона от работы, как это предписывает статья 76 Трудового Кодекса РФ.
Часть работодателей пренебрегает использовать средства Фонда социального страхования для приобретения СИЗ, и «экономит» свои деньги, приобретая дешёвые контрафактные изделия, для которых на рынке устойчиво высока — хотя ответственные поставщики и возглавляющая их Ассоциация СИЗ активно и энергично борется с эти негативным явлением (и не первое десятилетие).
В результате безответственных действия части работников и/или работодателей, несмотря на широкий ассортимент доступных и удобных СИЗ, эти простые, недорогие, но очень эффективные средства защиты не всегда предотвращают травмирование работников и развитие профессиональных заболеваний. Следует отметить, что поставщики и производители не имеют никакой возможности и права следить за и корректировать поведение работников, применяющих их (надёжную и высококачественную) продукцию.
Несмотря на множество публикаций, написанных в указанном стиле, есть ряд достоверных фактов, корректирующих написанное выше.

### Другая точка зрения
1. Качество научных исследований, используемых для разработки требований к СИЗ и к их выбору и использованию, может быть недостаточно высоким. Это бывает и по объективным, и по субъективным причинам. При планировании и выполнении исследований могут допускаться ошибки из-за недостатка информации и знаний, отсутствия необходимых технологий. Часть некорректных результатов может объясняться конфликтом интересов у тех, кто их проводит (сотрудников компаний, торгующих СИЗ), или тех, кто оплачивает проведение исследования: СИЗ не только средство защиты рабочих, но и товар, торговля которым приносит большие прибыли.
2. В разработке требований к СИЗ и к их использованию участвуют специалисты, представители разных организаций, среди которых обычно есть поставщики СИЗ и крупные работодатели. Первые заинтересованы в увеличении продаж, а вторые могут быть заинтересованы в экономии средств и сил путём замены сложных и дорогих средств коллективной защиты «простыми, дешёвыми и эффективными» СИЗ. Возможно, из-за такого конфликта интересов при разработке требований не всегда в полной мере учитываются результаты научных исследований, а недостатки СИЗ могут скрываться от потенциальных покупателей. Проблема обостряется тогда, когда недостатки СИЗ трудно устранить.
Например, самые распространённые СИЗ органов дыхания, фильтрующие, без принудительной подачи воздуха в лицевую часть — простые и дешёвые. Но при их применении во время выдоха под маской накапливается выходящий из лёгких непригодный для дыхания воздух, насыщенный углекислым газом и обеднённый кислородом. При вдохе он снова вдыхается, и устранить этот недостаток без принудительной подачи воздуха в маску сложно. А для принудительной подачи необходим вентилятор и источник энергии, что усложняет СИЗ и резко повышает стоимость.
Так как у разных моделей СИЗОД это недостаток проявляется в разной степени, следовало бы информировать потребителя о нём, предоставляя объективные данные о концентрации углекислого газа во вдыхаемом воздухе при выполнении работы разной тяжести. Тогда, если защита органов дыхания необходима работающим в загрязнённой атмосфере длительное время без перерывов, покупатель мог бы подобрать более подходящую модель.
Вместо этого недостаток эффективно маскируется. В стандартах Европейского Союза и разработанных путём их перевода ГОСТах РФ при измерении дыхательную машину регулируют на объём вдоха 2 литра. Это соответствует тяжёлой физической работе, которую в современных условиях мало кто выполняет в течение длительного времени или всю смену. За счёт большого объёма вдоха воздух из маски разбавляется, и измеренная средняя концентрация СО2 снижается в большей степени, чем при обычном использовании. Затем в стандартах и в Техническом Регламенте «О безопасности СИЗ» установлен критерий успешного прохождения тестирования: концентрация должна быть меньше 1 % по объёму. Это вдвое выше среднесменной ПДКрз для углекислого газа. Из-за испытаний в не характерных условиях и заниженных требованиях к изделиям, практически любой респиратор успешно пройдёт испытание, а потребителя не предупредят о возможности негативного воздействия СО2 на рабочего, и степени воздействия.
В новых стандартах Международной организации по стандартизации использован другой приём: испытания проводятся при имитации работы разной степени тяжести, при разных объёмах вдоха; но критерии успешного тестирования ещё больше, чем в стандартах Европейского Союза. Например, при объёме вдоха 1 литр допускается концентрация углекислого газа во вдыхаемом воздухе 2,5 % (при среднесменной и максимально разовой ПДК 0,5 % и 1,4 %.
В результате товар в глазах потенциальных покупателей выглядит более привлекательно; но при его длительном использовании и выполнении не тяжёлой работы возникают проблемы. Например, из 212 медиков 37 % сообщали, что использование лёгких фильтрующих полумасок вызывает головные боли; часть врачей заболела из-за их длительного применения — но авторы статьи (не специалисты по СИЗОД, а врачи) так и не поняли, почему респираторы негативно влияют на работников.
Критерий успешного тестирования в ГОСТах РФ и Техническом Регламенте (параграф 7 в пункте 4.4. «Средства индивидуальной защиты от химических факторов») не соответствуют действующим Санитарным Нормам, и противоречит цели разработки Регламента (п. 1.1. «… обеспечения … защиты жизни и здоровья граждан, … а также предупреждения действий, вводящих в заблуждение потребителей»). Не информирование потребителя о превышении ПДК нарушает статью 10 Закона «О защите прав потребителей».
АО «Корпорация Росхимзащита» разработала ГОСТы которые декларировались гармонизированными со стандартом ЕС. Но в тексты были внесены существенные изменения, о которых разработчики стандарта не предупредили: все положения стандарта ЕС, не соответствующие сложившейся практике продаж, заменили на более «удобные», в том числе создающие опасность для жизни и здоровья конечного потребителя.
3. Во многих странах, включая РФ и другие страны СНГ, требования законодательства по обеспечению СИЗ работников ограничиваются общими указаниями: СИЗ должны быть сертифицированы, и должны приобретаться за счёт работодателя. В то же время хорошо известно, что эффект от использования СИЗ может сильно зависеть от их правильного выбора и организации применения. Для этого в развитых странах разработаны требования к выбору и использованию СИЗ разных видов — подробные, и их выполнение контролируется инспекторами. Во многих странах таких требований нет, но есть научно-обоснованные рекомендации специалистов, которые выполняются ответственными работодателями добровольно. В РФ нет и этого. В результате часть работников получает заведомо недостаточно эффективные СИЗ, и не может сберечь здоровье даже при их своевременном применении.
4. СИЗ могут негативно влиять на рабочих, так, что это затрудняет их своевременное применение. Степень такого воздействия может недооцениваться, так как поставщикам товара невыгодно информировать об этом покупателей. Помимо физиологического воздействия на организм, они могут снижать работоспособность. При материальном стимулировании работников это может мешать им использовать СИЗ своевременно и правильно.
5. Обучение работников правильному использованию СИЗ затрудняет то, что даже специалистов по гигиене и охране труда этому не учат. В учебных пособиях обычно приводится краткое перечисление видов СИЗ и от чего они защищают. Соответственно, работающие на производстве, в поисках более подробной информации, начинают обращаться за ней к поставщикам (товара) и к сравнительно качественным публикациям — ГОСТам. В результате может значительно недооцениваться как возможное негативное влияние СИЗ на рабочих и их работоспособность, так и отличие эффективности СИЗ при лабораторных испытаниях и на практике.
6. Сокращение числа регистрируемых профзаболеваний и страховых случаев — в условиях роста доли работающих во вредных условиях — может объясняться недостаточно полной их регистрацией, и может не отражать реальную ситуацию. Это сокращение происходит в условиях де-индустриализации, уменьшения числа работающих в производственном секторе экономики (заводы), более «опасном».

### Влияние СИЗ на травматизм и заболеваемость в РФ

#### Профилактика травматизма
По мнению Юрия Григорьевича Сорокинв, президента Ассоциации СИЗ и руководителя Департамента условий и охраны труда в Минтруде РФ, около 30 % от несчастных случаев с и без смертельного исхода «вызваны отсутствием или неправильным применением СИЗ». А по оценкам Роструда, сложившееся к концу 1990-х и в начале 2000-х годов исключительно плохое обеспечение работников СИЗ (например, иногда электрикам не выдавали СИЗ от поражения электрическим током и т. п.) приводило лишь к примерно 10 % несчастных случаев со смертельным исходом. В то же время вклад несчастных случаев со смертельным исходом в повышенную смертность у работающих во вредных условиях на порядок меньше вклада профессиональных заболеваний. Поэтому в условиях исключительно плохого обеспечения СИЗ, из 64 тыс. умерших в 2001 г. из-за плохих условий труда 627 погибли из-за нехватки СИЗ — менее 1 % от всех умерших рабочих.
В докладах Роструда за 2011-12 и 2014-16 гг. приводились данные о причинах несчастных случаев с тяжёлыми последствиями. Вклад случаев, связанных с СИЗ, «Неприменение работником средств индивидуальной защиты», составил: 2011 — 3,6 %, 2012 — 3,5 %, 2014 — 3,83 %, 2015 — 0,2 % и в 2016 г. — 4 %. Это в несколько раз меньше, чем доля, указанная в статье.
По оценкам Международной организации труда, для РФ в 2001 году, смертность из-за несчастных случаев и профзаболеваний была 6276 и 57941 работников соответственно. Поэтому влияние профессиональной заболеваемости на смертность населения трудоспособного возраста значительно больше.

#### Профилактика профессиональной заболеваемости
По мнению профессора Ю. Г. Сорокинв, президента Ассоциации СИЗ и руководителя Департамента условий и охраны труда в Минтруде РФ, примерно половину всех профзаболеваний можно предотвратить за счет хороших СИЗ, а некоторые (нейросенсорная тугоухость, пневмокониозы) — устранить. Это было обосновано ссылкой на экспертные оценки: «По экспертным оценкам, около 50 % случаев профзаболеваний можно предотвратить, используя правильно подобранные средства защиты органов слуха, органов дыхания, рук и ног, а также вакцины и противопаразитарные средства.».
В здравоохранении (а охрана труда относится к «профилактической медицине») принято изучать эффективность разных лекарств, методов лечения и профилактики, сравнивая состояние здоровья в двух группах людей, схожих по своим свойствам и условиям, в которых они находятся: в одной мероприятия проводят, а в другой нет. Но результаты исследования в условиях, например, одного предприятия или одной отрасли, могут отличаться от результатов в других условиях. Поэтому получили распространение обзоры исследований, с одновременной оценкой качества каждого их учитываемых исследований.
В базе данных исследований о влиянии различных мероприятий на сохранение здоровья и жизни работников («Health & safety at work» In: https://www.cochranelibrary.com/search) на конец 2024 г. было 120 обзоров, из них 5 прямо или косвенно были связаны с СИЗ. Одно затрагивало использование производственного контроля СИЗ органов слуха. Оказалось, что одна лишь проверка, без качественного обучения работника, не гарантирует улучшения ослабления шума в период его инструментального измерения. А влияние на профессиональную заболеваемость не изучалось вообще. В обзоре исследований было показано, что использование 2 или даже 3 перчаток медработниками риск заражения гепатитом через кожу, может быть, снизится. В изучали влияние тренировок и обучения на своевременное использование респираторов фермерами, рабочими промышленных предприятий, медиками и другими работниками. Оказалось, что улучшения своевременности и правильности использования этих СИЗ сложно добиться; а влияние обучения на заболеваемость не изучалось. В оценили использование разных методов, включая респираторы и вентиляцию, на заболеваемость астмой. Степень доказанности положительного влияния этих мер была оценена как очень низкая. Наконец, влияние СИЗ медицинских работников на риск их заражения инфекционными заболеваниями рассмотрено в обзоре. Изучали разные СИЗ органов дыхания, перчатки, спецодежду, разные способы их использования и разные методы обучения применению. Авторы оценили доказанность положительного эффекта как очень низкую, и предположили, что фактический эффект может значительно отличаться от предсказанного.
Влияние СИЗ на профессиональную заболеваемость рассматривалось во многих из ежегодных докладов Роспотребнадзора «о санитарно-эпидемиологическом благополучии …». Если собрать вместе все данные как о зарегистрированных острых отравлениях и профзаболеваниях, так и о хронических, за 20-летний период (2003—2023 гг.), то получим, что из 147 тыс. случаев зарегистрированных профессиональных заболеваний 461 случай был вызван: отсутствием СИЗ (6,8 %), не применением СИЗ (45 %), недостатками СИЗ (48 %), или неисправностью СИЗ (0,2 %). Все эти случаи (461) составляют 0,31 % от всех 147 тыс. профзаболеваний и отравлений.
Также в докладах, опубликованных до 2007 г., обычно указывалось, что «… в отдельных отраслях промышленности только в связи с неиспользованием работающими имеющихся СИЗ, ежегодно регистрируется до 15—30 % хронических профзаболеваний.». Доля 15-30 %, и лишь по отдельным отраслям, значительно меньше указанной Сорокиным 50 %, и по всем отраслям.
Эти, и приведённые выше (пример) статистические данные по СИЗ глаз, головы, и другим показывают, что их выдача рабочим сама по себе может быть полезна, но не позволяет надёжно предотвращать травмирование и гибель рабочих. Поэтому они могут лишь дополнять более эффективные способы защиты — а не заменять их для «экономии». Заявления о высокой эффективности СИЗ и их профилактической ценности не всегда корректно обосновываются
В целом, профессиональные заболевания уносят во много раз больше жизней, чем несчастные случаи и аварии, но не привлекают к себе внимания. Но в СССР отсутствовала и в РФ также не ведётся полноценная регистрация профзаболеваний, и нет точных исходных данных по этому вопросу — с 1936 года. Результаты показывают, что устранить профзаболеваемость с помощью СИЗ удаётся нечасто. Рост объёма продаж в 15 раз за период государственной поддержки этого бизнеса не изменил ситуацию, да и не мог её изменить по определению: среди причин смерти, даже не из-за профзаболеваний, а несчастных случаев и острых отравлений, первое место занимают другие факторы, а вклад факторов, связанных с СИЗ (отсутствие СИЗ, неисправность СИЗ, низкое качество СИЗ, не применение СИЗ) невелик. Затраты на закупку СИЗ в общей структуре расходов иностранных работодателей заметно ниже, чем в РФ (~50 % от всех затрат на охрану труда).

### Затраты на СИЗ заграницей
Минтруд канадской провинции Онтарио финансировал изучение того, как и что делают работодатели для сохранения жизни и здоровья рабочих. Специалисты нашли 318 компаний из 17 отраслей экономики, таких, у которых было не менее 20 наёмных работников. При выборе учитывали распределение работников по отраслям, так, чтобы распределение работников (%) по отраслям и в выбранных организациях, и в провинции в целом, получилось схожим. Среднегодовые затраты на охрану труда на одного работника в ~ 2018 г. составляли около 1,3 тыс. канадских долларов (около 80 тыс. рублей). При добыче полезных ископаемых они были наибольшими, в среднем по охваченным предприятиям отрасли 2,4 тыс.
Наибольшая доля затрат приходилась на организацию работы и надзор, затем — на обучение. Отметим, что в РФ, по данным среди причин регистрируемой части несчастных случаев с и без смертельного исхода связана с «неудовлетворительной организацией производства работ». Затраты на СИЗ, в среднем, составили 184 канадских доллара (около 12 тыс. руб., что в полтора раза меньше, чем в среднем по РФ, по предприятиям, охваченным Росстатом, то есть тем, где занято порядка 13 млн работников). В канадских условиях, при сравнительно невысоком износе основных фондов предприятий (по сравнению с РФ), затраты на средства коллективной защиты меньше, чем на СИЗ — примерно в 3,5 раз.
По данным опроса, проведённого (International Social Security Association), и охватившего 337 организаций в 19 странах Евразии и Америки, в среднем доля затрат на СИЗ в общих расходах на охрану труда в охваченных опросом компаниях немножко меньше, чем в Онтарио (13,25 и 14,1 %).
Обследование 14 металлургических предприятий США показало, что затраты работодателей на программы защиты слуха работников от шума на одного работника за год составляют в среднем 308 долларов. Из этой суммы расходы на закупку СИЗ составили в среднем 64 доллара (20,8 %). В общих затратах полностью отсутствовали расходы на средства коллективной защиты, а в затратах на СИЗ органа слуха были включены расходы на использование индивидуально изготавливавшихся (для части работников) вкладышей (изготовление слепка слухового канала, изготовление СИЗ для каждого уха по слепку персонально). Затраты на индивидуальную проверку соответствия вкладышей / наушников работнику, и его умения их надевать были пренебрежимо малы, (0,14 %), и их проводили лишь на 4 предприятиях. По данным 2011 г. средние затраты на 1 работника при выполнении программ защиты от шума, без использования СКЗ, составляют 350 долларов, а по данным 2022 г. — 375 долларов.
Таким образом, на закупку СИЗ тратится примерно 1/7 от всех расходов по охране труда. Для сравнения, в РФ (Росстат) — теперь уже половина, и это при значительно большем износе основных фондов.
Смертность населения РФ трудоспособного возраста, в том числе из-за плохих условий труда, превышает смертность в странах Европейского Союза более чем в 3 раза, и даже превышает смертность в развивающихся африканских и азиатских странах — в полтора раза; по данным МОТ, в 2024 по производительности труда РФ занимала 51 место в мире (в списке из 186 стран). В российских условиях, вредные и тяжёлые условия труда (а также неэффективные СИЗ) могут оказывать значительное воздействие на потребление алкоголя, которое связано со смертностью работающего населения (смерти из-за алкогольной кардиомиопатии, циррозов, алкоголизма, случайных отравления алкоголем, других связанных с алкоголем несчастных случаев, убийств и самоубийств; и сердечно-сосудистых заболеваний).

### Другие последствия широкого использования СИЗ в РФ
Применение СИЗ может помочь сберечь жизнь и здоровье части работников — на краткосрочном периоде: но даёт очень удобные возможность работодателям не беспокоиться об условиях труда — в долгосрочном плане. Из-за глубоких социально-экономических изменений, произошедших в РФ и других странах СНГ за последние треть века, заинтересованность государства в сбережении жизни и здоровья рабочих заметно снизилась, а возможности воздействовать на работодателей-«частников» уменьшились (в СССР был 1 млн общественных инспекторов, в РФ в 2015 г. лишь 2870 государственных). В результате СИЗ стали уже не только средством защиты тех людей, для которых действительно сложно создать безопасные и гигиеничные условия труда (или хотя бы улучшить их). СИЗ в современной РФ стали также средством, позволяющим многим работодателям избегать выполнения требований законодательства по защите жизни и здоровья своих работников.
Систематичное ухудшение условий труда, несмотря на многократный рост продаж СИЗ, причинило значительный ущерб здоровью работающей части населения: его смертность в РФ в 4,5 раз выше, кем в Европейском Союзе, и даже в полтора раза выше, чем в развивающихся странах, ежегодно уносит жизни более 150 тыс. человек. Из-за меньшей рождаемости по сравнению с Африкой, РФ стала испытывать нехватку работников.
Возобновление военных действий обостряет проблему. Но никаких признаков того, что ведётся работа для её решения — не наблюдается. Чиновники по-прежнему декларируют приоритета сохранения жизни и здоровья работников в процессе трудовой деятельности. переходе «от компенсации к профилактике», распространение передового отечественного и зарубежного опыта улучшению условий труда и т. п., а на практике происходит замена местной (израсходованной) рабочей силы на другую. По данным, помимо трудовых мигрантов, гражданство РФ получило порядка 20 млн человек (по другим оценкам — 28 млн.), и этот процесс не прекращается.
Полноценное решение проблемы «превращения» СИЗ в средства имитации защиты работников, и в средства защиты работодателей от необходимости создавать безопасные и гигиеничные условия труда, без изменения причин и условий такого превращения — вряд ли возможно.

### Общий итог
СИЗ практически всегда эффективно защищают участников сертификационных испытаний (при кратковременном и не ежедневном их использовании); они могут надёжно защищать хорошо подготовленных и специально отобранных работников при не ежедневном использовании в опасных условиях (горноспасатели и т. п.); но влияние их повседневного применения обычными работниками на профессиональную заболеваемость значительно ниже (вплоть до полного отсутствия), а обоснование хороших профилактических свойств не всегда корректно.
Даже в условиях советского народного хозяйства (и «уравниловки») уже в 1930-х выяснилось, что материальное стимулирование работников для повышения производительности труда может оказаться трудно совместимым или несовместимым со своевременным и правильным применением СИЗ. По данным материалов Всемирного экономического форума (приведены в таблице 9, с. 15), страны, где безопасности рабочих уделяют больше внимания — значительно конкурентоспособнее. Массовые упоминания не использования СИЗ разных типов в разных странах с рыночной экономикой подтверждают негативное влияние СИЗ на производительность труда. В то же время законодательство требует от работодателей обеспечивать работников сертифицированными СИЗ за свой счёт, в развитых странах требует от него правильно их выбирать и организовывать их правильное и своевременное применение — но никогда не требует создавать условия, позволяющие делать это без излишних помех.
Несмотря на недостаточную эффективность СИЗ как средства профилактики травм и профзаболеваний, их слишком частое использование (не в дополнение, а как замена более эффективных (но трудоёмких) способов защиты) в РФ продолжается. Это приносит вред не только работникам, но и работодателям: повышает текучесть кадров; снижает трудовую дисциплину и производительность труда, объём и качество выполняемой работы; повышает потребление алкоголя, травматизм, заболеваемость, частоту возникновения пожаров и риск аварий; повышает скорость износа оборудования. Этот ущерб может превышать расходы на адекватную, реально эффективную защиту рабочих на порядки. Но такой не прямой ущерб не всегда легко оценить, а сравнение прямых расходов на приобретение СИЗ и улучшение труда проще.
Государственное регулирование в области охраны труда уменьшается, и можно ожидать, что ситуация с превращением СИЗ в доминирующую составляющую охраны и гигиены труда — сохранится, поскольку, как отметил писатель Валентин Распутин, в современной России заинтересованность государства (по крайней мере, чиновников) в сбережении народа стала крайне низкой.
В то же время, накопившееся за треть века большое число рабочих мест с вредными и тяжёлыми условиями труда создаёт предпосылки для значительного одновременного увеличения как производительности труда, так и для снижения смертности, заболеваемости и травматизма работников — при изменении условий на их рабочих местах.

### Программа обучения по СИЗ
Обучение работников применению средств индивидуальной защиты (СИЗ) организуется работодателем, который может разработать собственную программу обучения или направить сотрудников на обучение в специализированные учебные центры. Согласно пункту 40 Порядка обучения № 2464, специалисты по охране труда, ответственные за обучение, и члены комиссии по проверке знаний обязаны проходить обучение только в учебных центрах.
Программа обучения должна соответствовать законодательным требованиям и санитарно-гигиеническим нормам, однако строгих предписаний по её содержанию нет. При её составлении можно опираться на инструкции по эксплуатации СИЗ, предоставляемые производителем.
Продолжительность обучения устанавливается работодателем и может варьироваться в разных учебных центрах, но обычно не превышает 16 часов. При этом не менее половины учебного времени должно быть отведено на практические занятия.